# Pakistan
Pakistan (Urdu پاکستان [paːkɪst̪aːn̪] ⓘ, amtlich Islamische Republik Pakistan) ist ein Staat in Südasien. Er grenzt im Südwesten an die Islamische Republik Iran, im Westen an das Islamische Emirat Afghanistan, im Norden an die Volksrepublik China sowie im Osten an die Republik Indien. Im Süden hat Pakistan Anteil an der Küste des Arabischen Meeres, eines Nebenmeeres des Indischen Ozeans.
Der Staat Pakistan entstand 1947 aus den mehrheitlich muslimischen Teilen Britisch-Indiens, während die Gebiete mit hinduistischer oder sonstiger Bevölkerungsmehrheit sowie der größte Teil des überwiegend muslimischen Kaschmir im heutigen Indien aufgingen. 1956 rief sich Pakistan zur ersten Islamischen Republik der Welt aus. Der ehemalige Landesteil Ostpakistan ist seit dem Bangladesch-Krieg von 1971 als Bangladesch unabhängig. Pakistans jüngere Geschichte ist vor allem von seinem Konflikt mit Indien um die Region Kaschmir geprägt (siehe Kaschmir-Konflikt).
Pakistan wird von chronischer Instabilität geplagt. Ethnisch-religiöse Konflikte, Terrorismus, Autoritarismus, Menschenrechtsverletzungen und Korruption sind Probleme des Landes. Als besonders gravierend gilt die Diskriminierung von Frauen und religiösen Minderheiten. Das Land hat eine wachsende Mittelschicht, ist aber immer noch einer der ärmsten und wirtschaftlich am wenigsten entwickelten Staaten Asiens. Gleichzeitig verfügt es über Atomwaffen und besitzt die sechstgrößte Armee der Welt. Im Index der menschlichen Entwicklung ist Pakistan als gering entwickelt eingestuft und belegt Platz 161 (Stand 2022).

## Geographie
Pakistan erstreckt sich zwischen dem 24. und 37. nördlichen Breitengrad sowie zwischen dem 61. und 77. östlichen Längengrad auf einer Fläche von 796.095 Quadratkilometer und ist damit der neuntgrößte Staat Asiens. Einschließlich Asad Kaschmir und der Gilgit-Baltistans (ehem. Nordgebiete) umfasst Pakistan 880.254 Quadratkilometer, etwa doppelt so viel wie Deutschland und Österreich zusammen. Die Nord-Süd-Ausdehnung des Landes beträgt etwa 1500 Kilometer. Es grenzt an vier unabhängige Staaten: Iran (978 Kilometer) im Südwesten, Afghanistan (2643 Kilometer) im Westen und Norden, China (523 Kilometer) im Nordosten und Indien (2912 Kilometer) im Osten (darunter die 740 km lange befestigte Line of Control). Im Süden besitzt Pakistan eine 1046 Kilometer lange Küste am Arabischen Meer. Die Landesgrenze ist insgesamt 7056 Kilometer lang. Ein Teil der Grenzen ist mit Grenzzäunen gesperrt.

### Naturraum

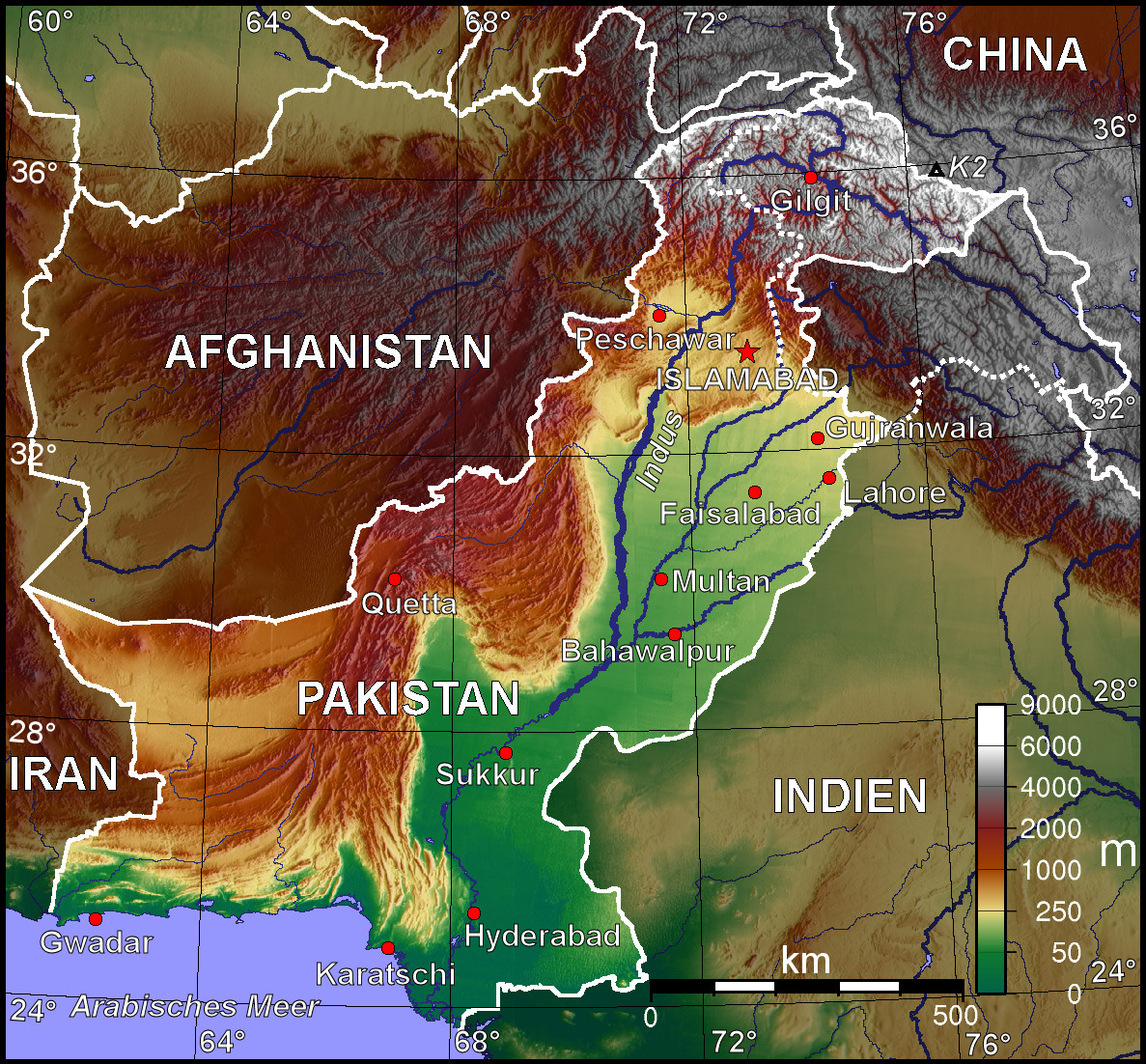
Topographische Karte Pakistans
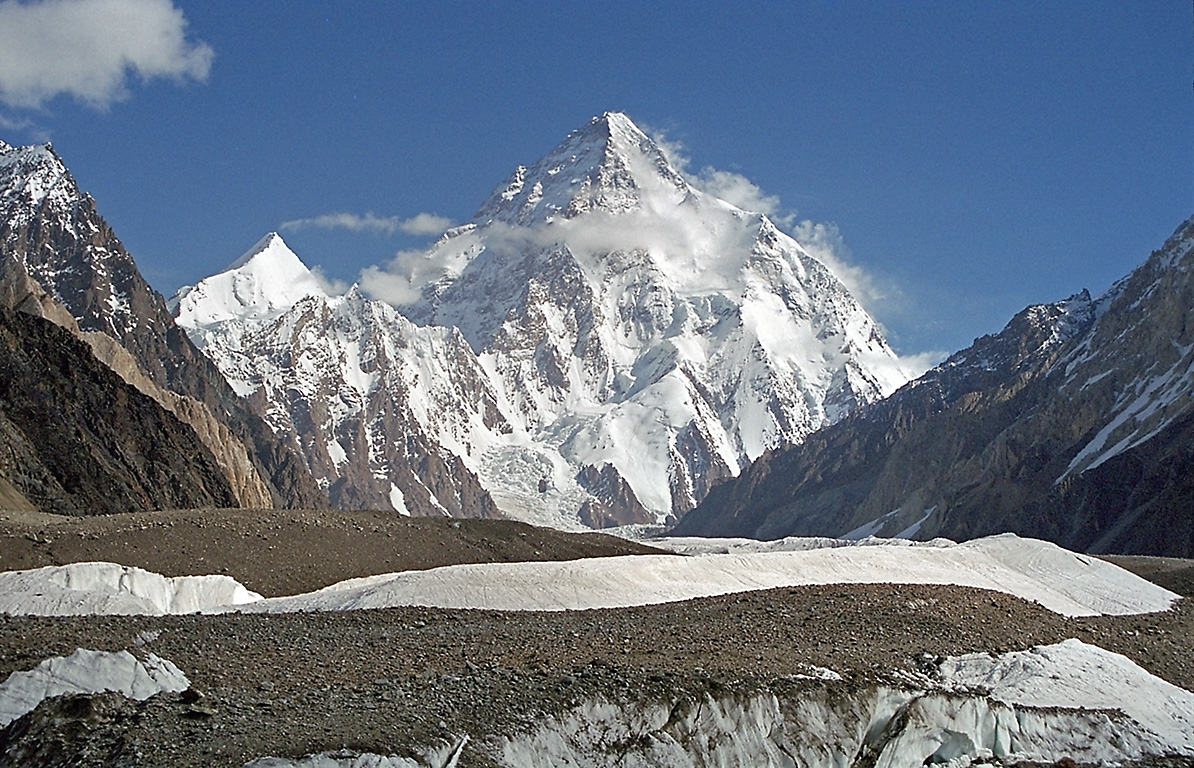
Der K2 (8611 Meter) ist der höchste Berg Pakistans
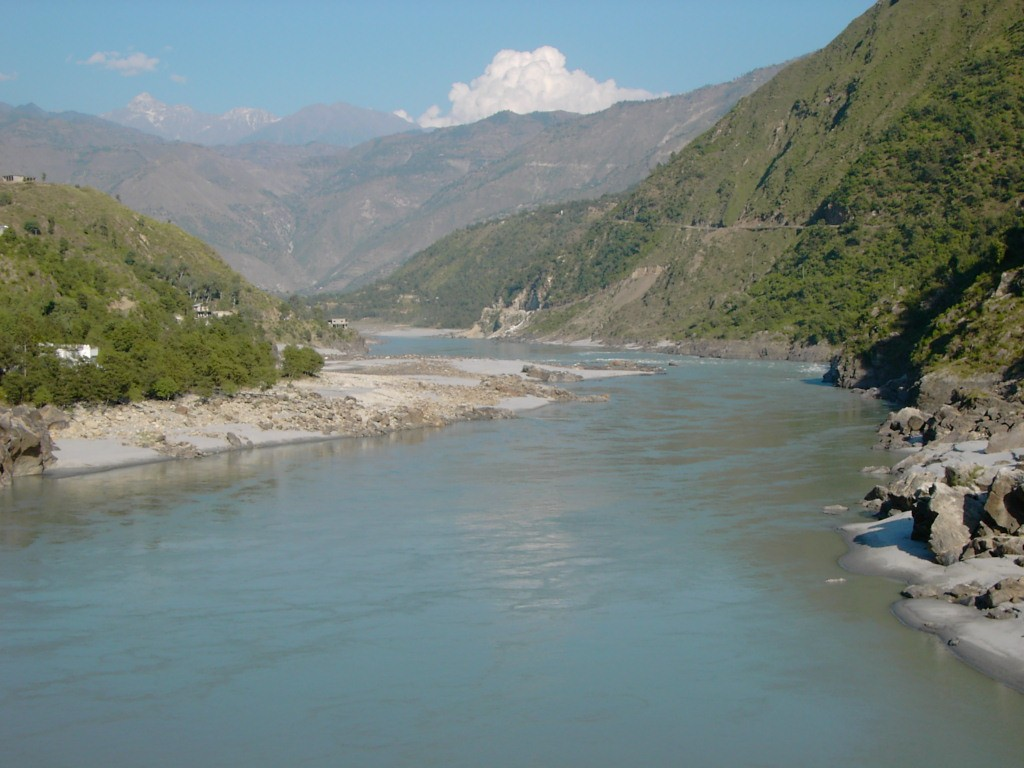
Tal des Indus im Karakorum
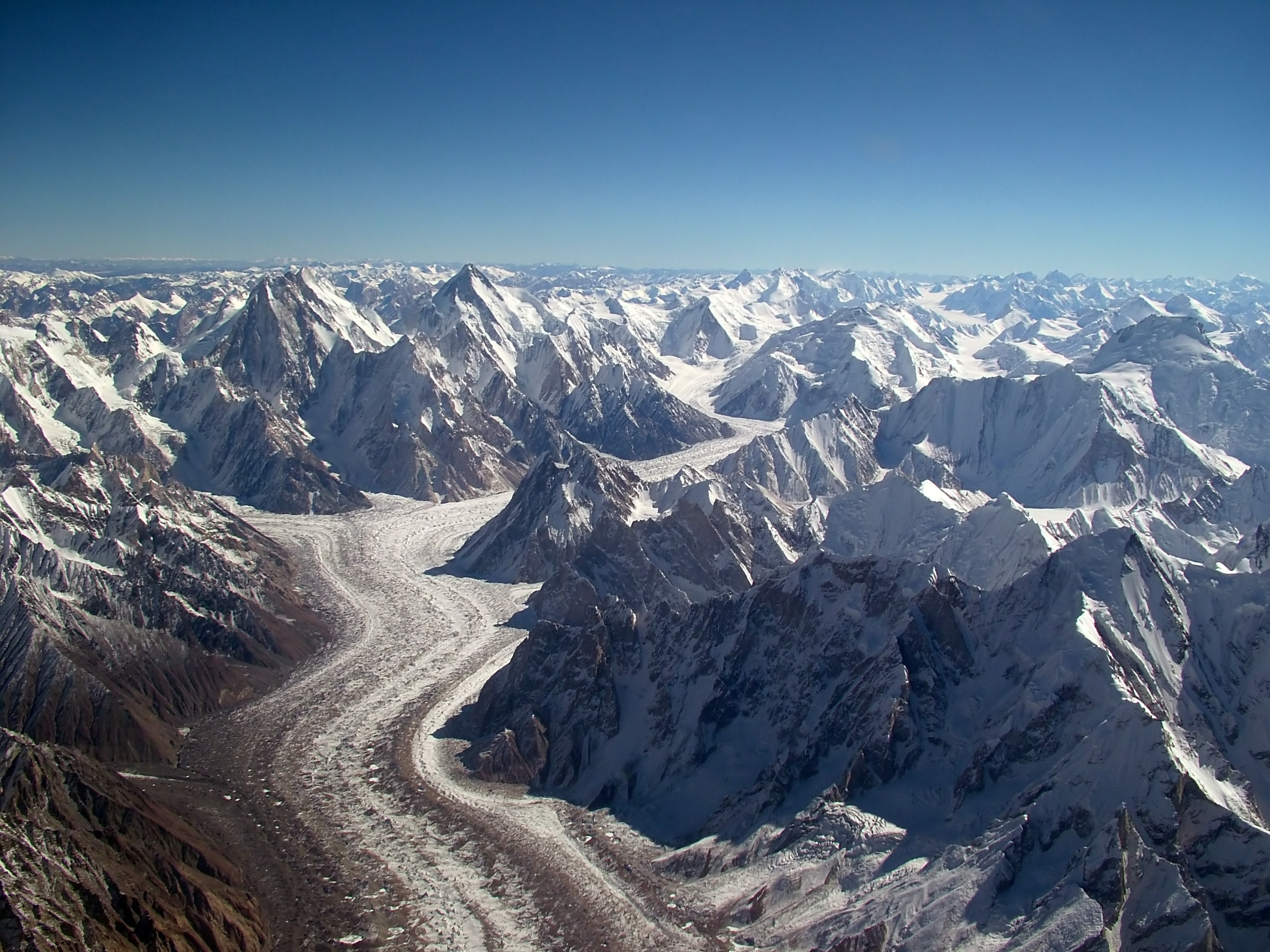
Der 62 Kilometer lange Baltoro-Gletscher im Norden Pakistans ist einer der längsten außerpolaren Gletscher

Im äußersten Norden Pakistans treffen mit dem Hindukusch, dem Karakorum und dem Himalaya die drei höchsten Gebirge der Erde zusammen und schirmen das Land von Zentralasien ab. Der Hindukusch erstreckt sich von der afghanischen Grenze im Westen bis zum Oberlauf des Indus im Osten und erreicht mit dem Tirich Mir eine Höhe von rund 7700 Metern. Im stark vergletscherten Karakorum, nördlich des Indus, liegt der K2, mit 8611 Metern Höhe der höchste Berg Pakistans und der zweithöchste Berg der Erde. Südlich des schmalen Hochtals des oberen Indus hat das Land einen kleinen Anteil am Himalaya mit dem Nanga Parbat (8125 Meter) als nordwestlichem „Eckpfeiler“ des Gebirges. Fünf der 14 Achttausender liegen auf pakistanisch kontrolliertem Gebiet.
Die Ebene des Indus, die sich südlich an die Hochgebirgsregion anschließt, nimmt mehr als ein Drittel der Landesfläche ein. Nachdem der Indus die Hochgebirgsregion des äußersten Nordens verlassen und sich nach Süden gewendet hat, durchquert er zunächst die Potwar-Hochebene zwischen den Städten Peschawar und Faisalabad, die sich im Süden noch einmal zur über 1100 Meter hohen Salzkette auftürmt und dann in das Tiefland des Punjab abfällt. Nur der westliche Teil des „Fünfstromlandes“ Punjab mit den Flüssen Satluj, Chanab, Jhelam und Ravi gehört zum Einzugsgebiet des Indus in Pakistan. Der fünfte große Fluss, der Beas, mündet bereits auf indischem Hoheitsgebiet in den Satluj. Satluj und Chenab vereinigen sich westlich von Bahawalpur zum Panjnad, der kurz darauf in den Indus mündet. Niedrige, doab genannte Erhebungen trennen die flachen Schwemmlandtäler der punjabischen Flüsse voneinander. Südlich der Panjnad-Mündung durchquert der stark mäandrierende Indus eine breite Aufschüttungsebene im Südpunjab und in der Region Sindh. Er mündet in einem rund 8000 Quadratkilometer großen Flussdelta ins Arabische Meer.
Im Westen Pakistans schirmen die jeweils bis zu 3500 Meter hohen Ketten des Suleiman- und des Brahuigebirges sowie das maximale Höhen von rund 2200 Metern erreichende Kirthargebirge das Indus-Tiefland vom durchschnittlich 600 Meter hohen, abflusslosen Hochland von Belutschistan an der Grenze zu Iran ab. Belutschistan durchziehen mehrere Bergketten, die teils bis zu 3000 Meter aufragen. Den südlichen Abschluss Belutschistans bildet das Makrangebirge, das steil zur Makranküste am Arabischen Meer abfällt.
Im Osten begrenzt die Wüste Thar, südlich des Punjab, die Ebene des Indus. Im äußersten Südosten hat Pakistan Anteil am Salzsumpf des Rann von Kachchh.

### Klima
In Pakistan herrscht überwiegend arides subtropisches Kontinentalklima mit erheblichen örtlichen und jahreszeitlichen Unterschieden.
Im Tiefland schwanken die Mitteltemperaturen des kältesten Monats Januar zwischen 12 Grad Celsius im Norden und 17 °C im Süden; nur an der Küste liegt das Monatsmittel auch im Winter um 20 °C. In den Sommermonaten Mai bis September wird es, mit Ausnahme der höheren Lagen, überall im Land unerträglich heiß. Die durchschnittlichen Temperaturen liegen dann in der Regel über 30 °C. Vereinzelt können im Binnenland sogar Höchstwerte von bis zu 50 °C auftreten. Die Verteilung der Niederschlagsmengen ist sehr ungleichmäßig; allgemein nehmen sie von Norden nach Süden ab. Ergiebige Regenfälle erhält nur das Himalayavorland im äußersten Norden des Punjab, wo teils über 1000 mm im Jahr gemessen werden. Lahore erhält nur rund 500 mm, der südliche Punjab und der Sindh weniger als 200 mm. Die Niederschläge fallen fast ausschließlich während des kurzen Südwestmonsuns im Juli und August, das übrige Jahr ist trocken.
Extreme Dürre herrscht auch in Belutschistan. Im westlichen Hochland betragen die Jahresniederschlagsmengen nicht einmal 100 mm. Im Winter gibt es oft Nachtfröste, die Durchschnittstemperaturen des Januars liegen nur um 10 °C. Im Sommer werden dennoch ähnlich hohe Werte wie in der Indusebene erreicht. Nur in den höheren Lagen ist es kühler, in den Randgebirgen zwischen der Hochebene von Belutschistan und dem Industiefland auch etwas feuchter mit 200 bis 300 mm Regen im Jahr. Belutschistan erhält den Großteil seiner spärlichen Niederschläge im Winter. Der Sommermonsun bringt Ostbelutschistan nur minimalen, dem Westen der Region gar keinen Regen.
Die Hochtäler im äußersten Norden Pakistans unterscheiden sich klimatisch stark von anderen Landesteilen. Minustemperaturen sind im Winter auch tagsüber keine Seltenheit. Obwohl die Sommer warm sind, fehlt die extreme Hitze der Tieflandklimate. Die jährlichen Regenfallmengen sind im Himalaya mit teils über 1500 mm am höchsten und nehmen nach Norden und Westen ab.

### Vegetation
In großen Teilen Pakistans lässt das wüstenhafte Klima nur eine äußerst spärliche Vegetation zu. Wälder gab es ursprünglich in Form von Galeriewäldern entlang des Indus und seiner dauerhaft Wasser führenden Nebenflüsse sowie in Form von Nadelwäldern in den Hochgebirgen des Nordens. Während sich letztere zumindest zum Teil erhalten haben, sind die Flusswälder fast vollständig zerstört. In den Tiefebenen haben hohe Bevölkerungsdichte und intensive landwirtschaftliche Nutzung zur Herausbildung einer durch den Menschen geprägten Kulturlandschaft geführt: Nur knapp 4 % der Landesfläche Pakistans sind noch mit Wald bedeckt.
Große, zusammenhängende Waldbestände gibt es noch in der Hochgebirgszone in Nordpakistan. Zwischen 1000 und 3000 Metern Höhe erstrecken sich dichte Nadelwälder mit verschiedenen Kiefernarten (Pinus), Himalaya-Zedern (Cedrus deodara) und Himalaya-Fichten (Picea smithiana), gelegentlich auch Mischwälder mit Eichen (Quercus). In den niederschlagsärmeren Berggegenden des Hindukusch im äußersten Nordwesten und des Karakorum im äußersten Norden und Nordosten herrschen Gebirgstrockenwälder mit Trockenkiefern (Pinus gerardiana) und Steineichen (Quercus ilex) vor. Unmittelbar oberhalb der Baumgrenze gedeihen Rhododendren und andere Zwergsträucher, darüber gibt es nur noch alpine Matten. Die Schneegrenze liegt bei über 4500 Metern, im Karakorum sogar bei 5400 bis 5800 Metern.
In den sich südlich an den Hindukusch anschließenden Randgebirgen sowie im Sulaiman- und Brahuigebirge wachsen Trockenlaubwälder mit Ölbäumen (Olea) und Akazien (Acacia). In den tieferen Lagen sind diese durch Überweidung oft stark degradiert.
Offene Dornwälder waren früher die typische Vegetationsform der Indus-Tiefebene. Diese Waldform ist durch die großflächige Nutzung der Ebenen als Ackerland weitestgehend zurückgedrängt und beschränkt sich auf kleine, verstreute Waldinseln. Charakterpflanzen sind niedrige, gut an die Trockenheit angepasste Baumarten wie der Khejribaum (Prosopis cineraria). Das Unterholz besteht vor allem aus Dornbüschen. Im Mündungsdelta des Indus bilden salzwasserresistente Avicennia-marina-Bäume Mangrovenwälder.
In Belutschistan, in den unbewässerten Teilen des Sindh sowie im Südosten und Westen des Punjab dehnen sich baumfreie Halbwüsten und Wüsten aus. Die Pflanzendecke besteht dort aus besonders ausdauernden Hartgräsern und Dornsträuchern. Nur in Oasen kommen auch niedrige Baumarten vor.

### Tierwelt

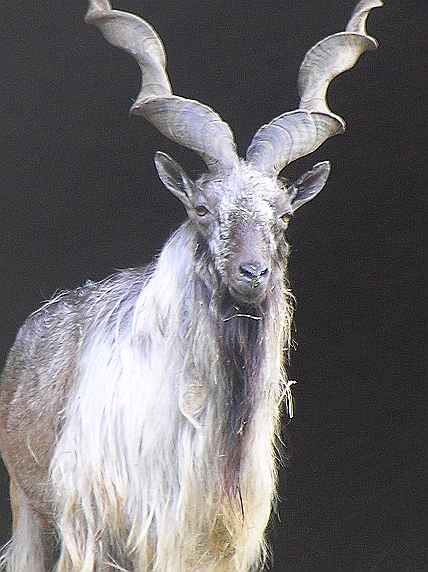
Die Schraubenziege lebt in den Gebirgen Pakistans

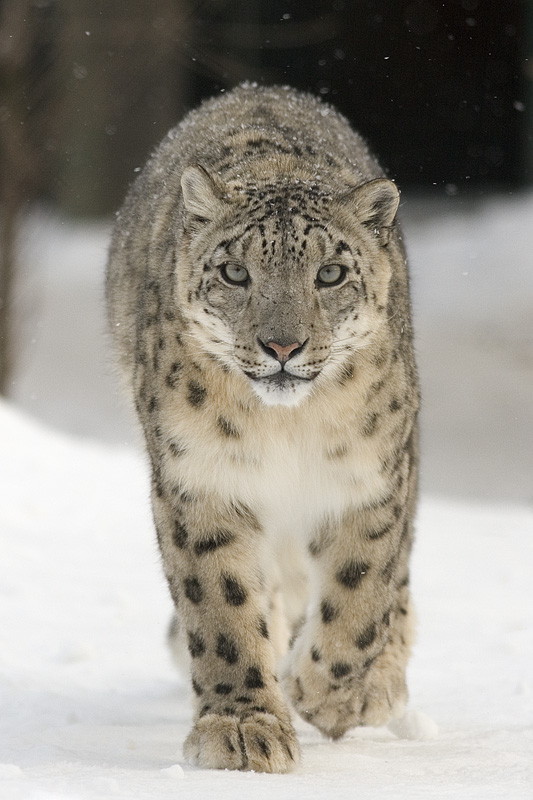
Schneeleoparden sind in Pakistan vom Aussterben bedroht

In Pakistan leben rund 190 verschiedene Säugetierarten. Viele Großsäuger wurden jedoch im 19. und 20. Jahrhundert durch Bejagung und die Zerstörung ihrer Lebensräume ausgerottet, darunter der Indische Elefant, der Königstiger, der Asiatische Löwe und der Gepard. In den Bergen Nordpakistans leben nur noch wenige hundert Leoparden und Schneeleoparden, deren Fortbestand stark bedroht ist, außerdem Steinböcke, Schraubenziegen, Steppenschafe, Riesenwildschafe und Luchse. Das majestätische Marco-Polo-Riesenwildschaf wird zusammen mit Sibirischen Steinböcken und Schneeleoparden im Khunjerab-Nationalpark geschützt, während Schraubenziegen im Chitral-Gol-Nationalpark vorkommen. Die häufigste Katzenart ist die in den Flussebenen heimische Rohrkatze. Der Karakal oder Wüstenluchs bevorzugt dagegen offene Steppen- und Halbwüstenlandschaften. Zwei Bärenarten kommen in Pakistan vor: der Kragenbär im Himalaya, Hindukusch und den Bergen Belutschistans sowie der Braunbär im Karakorum. Beide Arten sind selten. Ebenfalls bedroht ist der Schweinshirsch. Dagegen sind Wildschweine nach wie vor sehr zahlreich, ebenso viele Nagetiere. In den Halbwüstengebieten leben noch Indische Gazellen, Hirschziegenantilopen werden teilweise in Nationalparks, wie dem Kirthar-Nationalpark wieder angesiedelt. Ursprünglich war auch das Panzernashorn im Industal beheimatet. Mittlerweile wurden diese Tiere zusammen mit Hirschziegen- und Nilgauantilopen sowie Schweinshirschen in einem Großgehege des Lal-Suhanra-Nationalparks angesiedelt. Im Indus lebt eine Unterart des gefährdeten Gangesdelfins.
Sehr vielfältig ist die Vogelwelt Pakistans mit knapp 670 einheimischen und Zugvogelarten. Viele große Greifvögel wie Adler, Bussarde, Falken und Geier sind selten geworden, aber auch der einst landestypische Blaue Pfau kommt nur noch in kleinen Restbeständen vor. Eine weite Verbreitung haben Sperlingsvögel, Schwalben, Hühnervögel (darunter Pakistans Nationalvogel, das Chukarhuhn), Papageien, Kiebitze, Spechte, Tauben und Rabenvögel. Auch Wasservögel wie Enten, Reiher und Flamingos gibt es in großer Zahl, seltener sind Pelikane.
Unter den mehr als 200 heimischen Reptilienspezies sind mehr als 110 Echsen-, fast 80 Schlangen- und 15 Schildkrötenarten. Zudem leben in Pakistan das Sumpfkrokodil und der Gangesgavial. Amphibien sind in Pakistan mit 16 Arten vertreten, u. a die Ladakh-Kröte (Bufotes latastii).
Der größte Nationalpark des Landes ist der Hingol-Nationalpark, in dem noch stabile Bestände an Wildziegen und Wildschafen sowie einige Sumpfkrokodile leben. Die Zahl der Fischarten wird auf 500 Meeres- und 125 Süßwasserfische geschätzt, die der Insekten und Wirbellosen auf 20.000.

### Städte
Im Jahr 2023 lebten 38 Prozent der Einwohner Pakistans in Städten. Die 10 größten Städte sind (Stand Zensus 2023):
1. Karatschi: 18.868.021 Einwohner
2. Lahore: 13.004.135 Einwohner
3. Faisalabad: 3.691.999 Einwohner
4. Rawalpindi: 3.357.612 Einwohner
5. Gujranwala: 2.511.118 Einwohner
6. Multan: 2.215.381 Einwohner
7. Hyderabad: 1.921.275 Einwohner
8. Peschawar: 1.905.975 Einwohner
9. Quetta: 1.565.546 Einwohner
10. Islamabad 1.108.872 Einwohner

## Bevölkerung

### Demografie
Die Volkszählung von 2017 ergab eine Einwohnerzahl von 207,8 Millionen Pakistanern (ohne die pakistanischen Teile Kaschmirs). Von den Vereinten Nationen wurde die Bevölkerung auf 200,8 Millionen geschätzt. Bei der Volkszählung 2023 waren es bereits über 240 Millionen (ohne Kaschmir). Damit ist Pakistan nach Indien, China, den Vereinigten Staaten und Indonesien der fünftbevölkerungsreichste Staat der Erde. Das jährliche Bevölkerungswachstum betrug + 2,0 %. Zum Bevölkerungswachstum trug ein Geburtenüberschuss (Geburtenziffer: 27,2 pro 1000 Einwohner vs. Sterbeziffer: 7,0 pro 1000 Einwohner) bei. Die Anzahl der Geburten pro Frau lag 2022 statistisch bei 3,4, die der Region Süd-Asien betrug 2,2. Die Lebenserwartung der Einwohner Pakistans ab der Geburt lag 2022 bei 66,4 Jahren. Der Median des Alters der Bevölkerung lag im Jahr 2021 bei 20,2 Jahren. Im Jahr 2023 waren 36,1 Prozent der Bevölkerung unter 15 Jahre, während der Anteil der über 64-Jährigen 4,3 Prozent der Bevölkerung betrug.
Die durchschnittliche Bevölkerungsdichte beträgt 261 Einwohner je Quadratkilometer – etwas weniger als im Vereinigten Königreich. Die Bevölkerung ist sehr ungleichmäßig über das Land verteilt: gut drei Viertel der Bevölkerung leben in den fruchtbaren Flussebenen des Punjab und des Sindh; dagegen sind die Hochgebirgsgegenden im Norden und Westen sowie die Trockengebiete relativ dünn besiedelt. Die Wüste Thar und die Wüste Belutschistans sind größtenteils menschenleer.
Der Punjab hat gut ein Fünftel der Fläche Pakistans und beherbergt mehr als die Hälfte der Bevölkerung; in Belutschistan dagegen leben auf 40 Prozent der Fläche Pakistans weniger als fünf Prozent seiner Einwohner. 2016 wohnten nur 38 Prozent aller Pakistaner in Städten (relativ geringer Verstädterungsgrad).
| Provinz/ Region                                                                                            | Zensusjahr | Zensusjahr | Zensusjahr | Zensusjahr | Zensusjahr | Zensusjahr | Zensusjahr |
| Provinz/ Region                                                                                            | 1951       | 1961       | 1971       | 1981       | 1998       | 2017       | 2023       |
| --- | ---------- | ---------- | ---------- | ---------- | ---------- | ---------- | ---------- |
| Punjab | 20.541     | 25.464     | 37.607     | 47.292     | 73.621     | 110.112    | 127.689    |
| Sindh | 6.048      | 8.367      | 14.156     | 19.029     | 30.440     | 47.886     | 55.696     |
| NWFP/K.P.                                                                                                  | 4.557      | 5.731      | 8.389      | 11.061     | 17.744     | 30.523     | 40.856     |
| Belutschistan                                                                                              | 1.167      | 1.353      | 2.429      | 4.332      | 6.566      | 12.344     | 14.894     |
| Stammesgebiete                                                                                             | 1.332      | 1.847      | 2.491      | 2.199      | 3.176      | 5.001      | K.P.       |
| Islamabad                                                                                                  | 96         | 118        | 238        | 340        | 805        | 2.006      | 2.364      |
| Pakistan gesamt                                                                                            | 33.740     | 42.880     | 65.309     | 84.254     | 132.352    | 207.774    | 241.499    |
| Hinzu kamen im Jahr 1998 0,9 Mio. Einwohner in den Nordgebieten und 3 Millionen Einwohner in Asad Kashmir. |            |            |            |            |            |            |            |

### Bevölkerungsstruktur
Im Jahre 2017 waren 1,7 % der Bevölkerung im Ausland geboren. In Pakistan halten sich ca. 1,4 Millionen Flüchtlinge auf, die meisten davon stammen aus dem benachbarten Afghanistan. Pakistan hat eine der weltweit größten Diasporas. Die Zahl der Auslandspakistaner wird auf ca. 9 Millionen geschätzt. Die meisten Auswanderer leben in den Arabischen Golfstaaten, Europa, Australien, Kanada und den Vereinigten Staaten. Rücküberweisungen von Migranten sind eine Stütze der lokalen Wirtschaft, gleichzeitig jedoch verliert das Land sehr viele qualifizierte Fachkräfte.

### Sprachen

Ethnien und Sprachen Pakistans

In Pakistan sind mehr als 50 verschiedene Sprachen verbreitet. Das indoarische Urdu ist verfassungsmäßig festgesetzte Nationalsprache. Urdu galt schon vor der Staatsgründung Pakistans 1947 als eine Art lingua franca der Muslime auf dem indischen Subkontinent und wurde von den Vertretern der Pakistan-Idee bewusst als Staatssprache des neuen Staates propagiert, da man der Ansicht war, dass ein Staat ohne einheitliche Nationalsprache von Separatismus bedroht sei. Anhänger einer Vielsprachigkeit wurden zum Teil als Separatisten und Feinde Pakistans diffamiert. Die „Nur-Urdu“-Politik führte in den Anfangsjahren nach der Staatsgründung zur Entstehung der bengalischen Sprachbewegung im damaligen Ostpakistan und zu einer Staatskrise. Von 1956 bis zur Abspaltung Ostpakistans unter dem Namen Bangladesch 1971 waren Urdu und Bengalisch offizielle Staatssprachen, seither dann wieder ausschließlich Urdu. Als Amtssprache und höhere Bildungssprache dient neben Urdu auch Englisch. Während letzteres vor allem von der Regierung sowie als Geschäfts- und Bildungssprache verwendet wird, ist Urdu die Verkehrssprache des Großteils der Bevölkerung. Von dem in Nordindien verbreiteten Hindi unterscheidet sich Urdu im Wesentlichen nur durch einen höheren Anteil an Lehnwörtern persischen und arabischen Ursprungs sowie durch die Verwendung des im Nastaʿlīq-Stil geschriebenen persischen Alphabets. Als Muttersprache wird es jedoch nur von sieben bis acht Prozent der Einwohner, den Muhajir, gesprochen. Sie sind die Nachfahren bei der Teilung Britisch-Indiens 1947 nach Pakistan geflohener nordindischer Muslime und leben über das ganze Land verteilt, im Gegensatz zu allen anderen Volksgruppen aber fast ausschließlich in den Städten. Im Sindh stellen sie 40 Prozent, im Punjab zehn Prozent der gesamten städtischen Bevölkerung, haben aber jeweils nur geringe Anteile an der ländlichen Bevölkerung. Die Zahl der Urdu-Muttersprachler steigt allerdings durch die gesellschaftliche Funktion der Sprache ständig, vor allem dadurch, dass Standard-Urdu in der überwiegenden Mehrzahl der Schulen (auf primärem und sekundärem Niveau) als Unterrichtssprache verwendet wird. Die gezielte Förderung des Urdu als überregionale Nationalsprache durch die pakistanische Regierung stößt bei vielen Sprechern der größeren Regionalsprachen auf Widerstand, da diese ihre regionale Identität im Vielvölkerstaat Pakistan nur als ungenügend repräsentiert wahrnehmen.
In der Volkszählung von 1998 wurden sechs Sprachen statistisch erfasst: Panjabi, Paschtunisch, Sindhi, Saraiki, Belutschisch und Urdu. Die mit Abstand meistgesprochene Sprache ist laut der Volkszählung von 1998 das ebenfalls indoarische Panjabi (44 Prozent), das aber als Schriftsprache kaum von Bedeutung ist, da es im Gegensatz zu seiner im indischen Bundesstaat Punjab als Amtssprache anerkannten östlichen Variante keinerlei offiziellen Status genießt. Dagegen darf Sindhi, das von 14 Prozent der Bevölkerung gesprochen wird, in der Provinz Sindh auch für offizielle Zwecke verwendet werden. In der Region war es vor allem in den 1970er-Jahren zu lautstarken, teils gewaltsamen Protesten gegen die Benachteiligung der Sprache gegenüber dem Urdu gekommen (Sindhudesh-Bewegung). Saraiki (10 Prozent Sprecheranteil) hat sein Hauptverbreitungsgebiet im südlichen Punjab mit dem Zentrum Multan. Es wird meist als Mundart des Panjabi am Übergang zum Sindhi betrachtet. Ähnliches gilt für Hindko, eine weitere indoarische Sprache, die die Muttersprache für ein Fünftel der Einwohner Khyber Pakhtunkhwas (ehemalige Nordwestliche Grenzprovinz) ist, und die landesweit auf einen Sprecheranteil von geschätzt etwa 2 Prozent kommt. Paschtunisch (8 Prozent) und Belutschisch (3 Prozent) gehören zu den iranischen Sprachen, das in Belutschistan gesprochene Brahui (1 Prozent) ist eine dravidische Sprache. In Karatschi leben aus dem Raum Mumbai (Bombay) stammende Bevölkerungsgruppen, die immer noch Gujarati sprechen.
Im äußersten Norden gibt es eine Vielzahl von Sprachen, von denen keine mehr als eine Million Sprecher hat. Die wichtigsten sind die dardischen Sprachen Shina, Kohistani und Khowar, das indoarische Gujari (ein Rajasthani-Dialekt) und das sinotibetische Balti. In Gilgit-Baltistan wird von über 100.000 Menschen die isolierte Sprache Burushaski gesprochen.

### Religionen

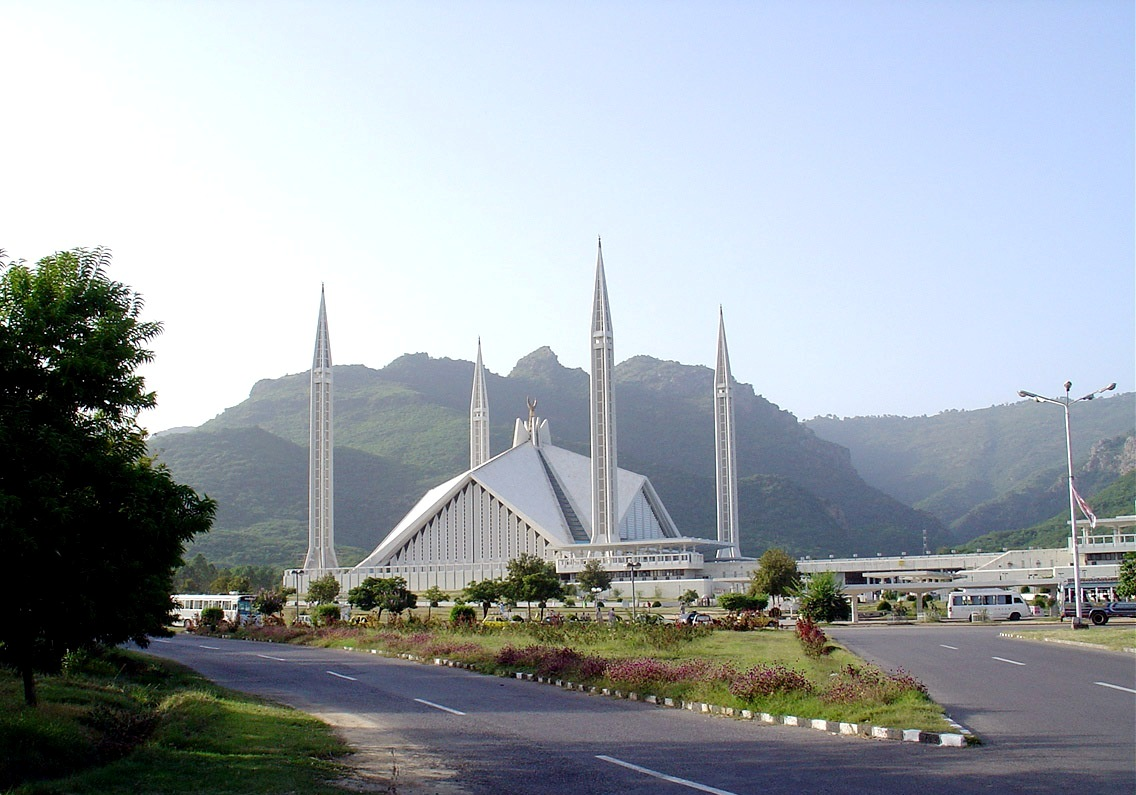
Die von Saudi-Arabien finanzierte Faisal-Moschee in Islamabad bietet bis zu 74.000 Gläubigen Platz

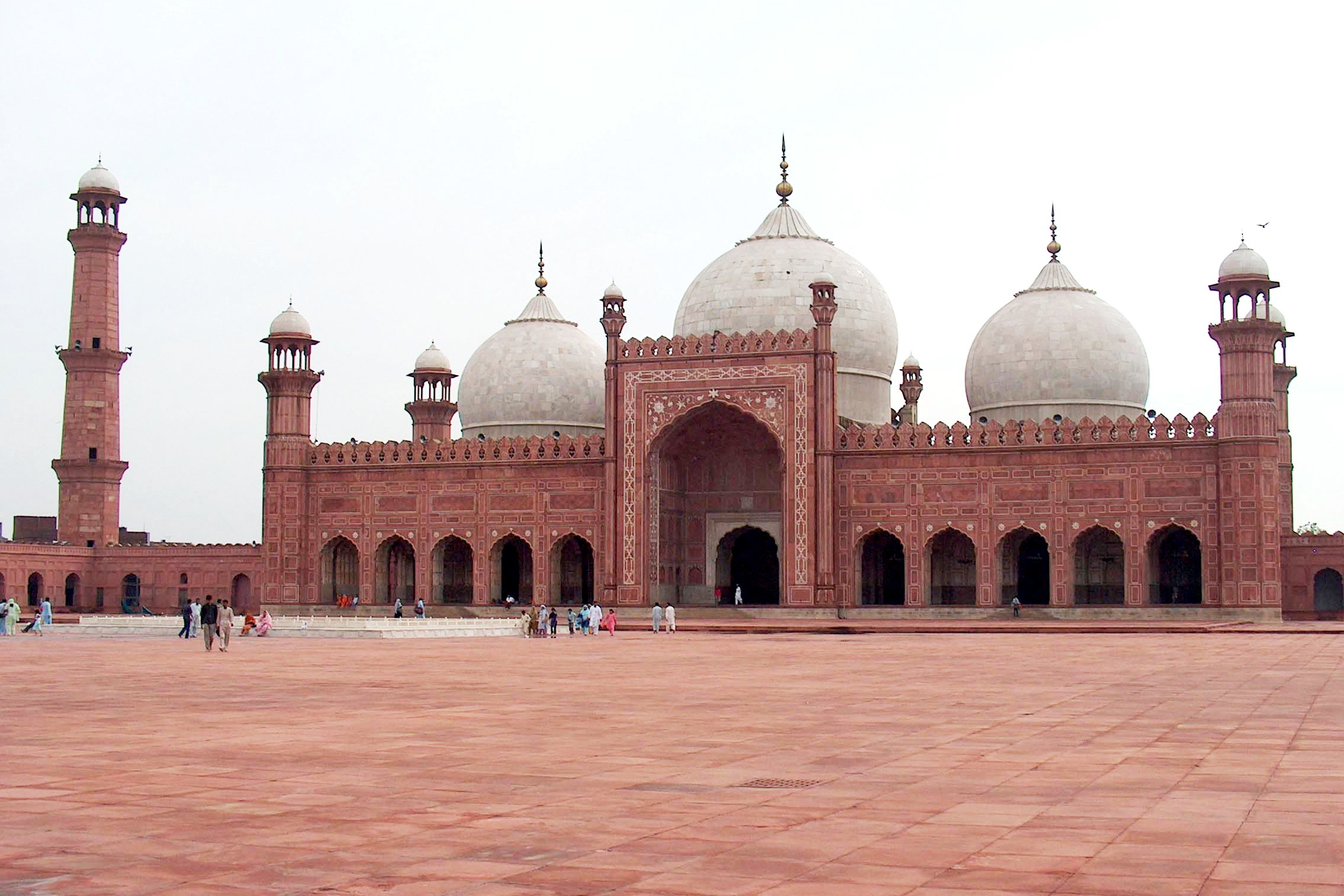
Die Badshahi-Moschee in Lahore ist ein Beispiel der Mogul-Architektur in Pakistan

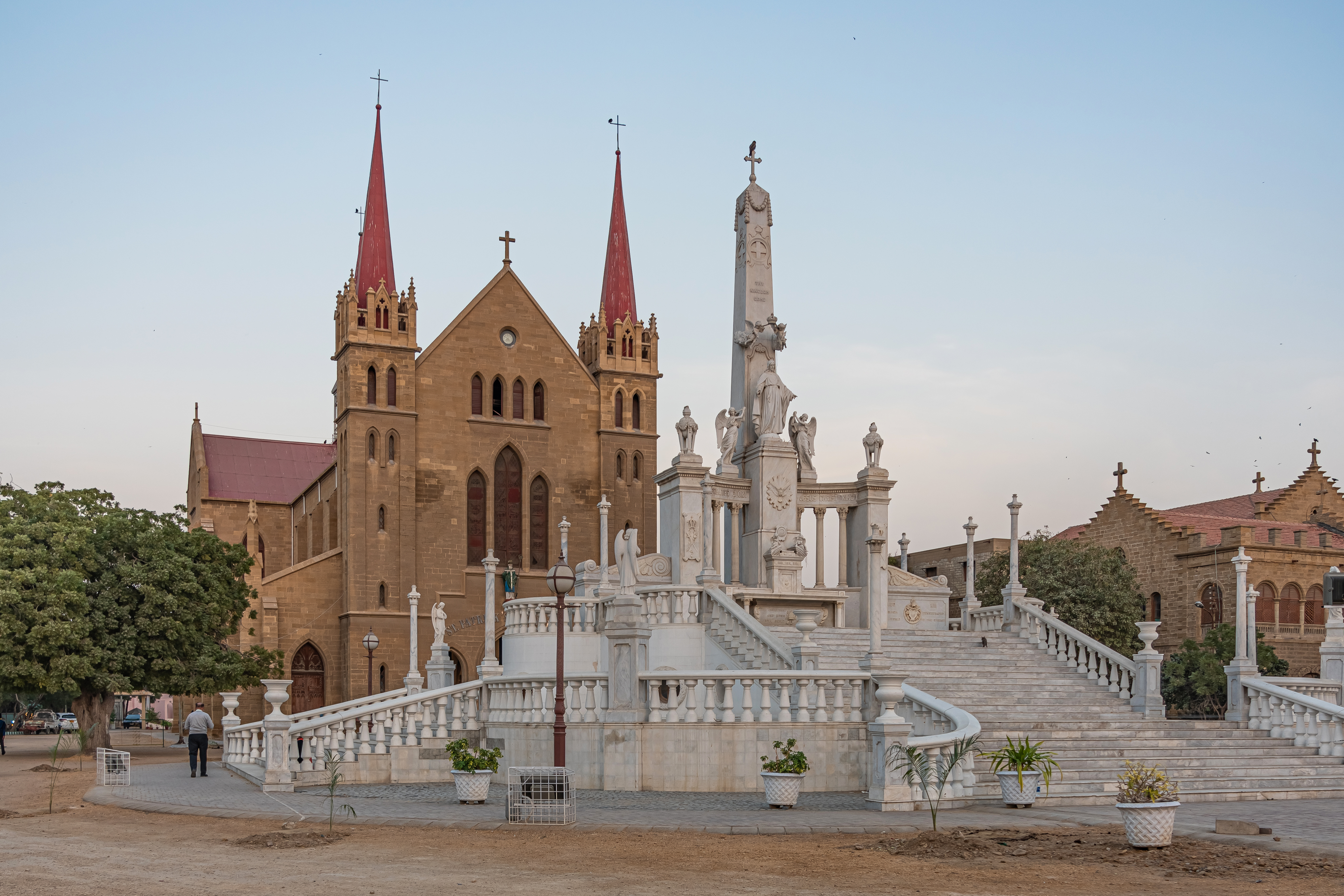
Die St.-Patrick-Kathedrale in Karatschi ist die größte Kirche Pakistans

Laut der Volkszählung von 1998 waren 96,3 Prozent der Einwohner Pakistans Muslime. Sie gehören verschiedenen Strömungen an, deren Stärken statistisch kaum bis gar nicht erfasst werden. Der überwiegende Teil der Pakistaner (bis zu 80 Prozent) praktiziert traditionell eine orthodoxe Form des Islam; besonders in Gebieten mit paschtunischer Mehrheit ist dies die Regel. Der Islam ist Staatsreligion. Religiöse Minderheiten, beispielsweise Hindus, werden (Stand 2016) stark unterdrückt und dürfen ihren Glauben in der Öffentlichkeit nicht zeigen. Ein kleines Zugeständnis bei fortwährender Entrechtung der Hindus ist, dass sie aufgrund eines Anfang 2016 verabschiedeten Gesetzes – zumindest in der Provinz Sindh – künftig einander heiraten dürfen. Übergriffe und religiöse Verfolgung gegen Christen und Hindus sind nicht selten. Insgesamt ist das Land von einer Atmosphäre der religiösen Intoleranz geprägt.
Die Mehrheit der Muslime in Pakistan sind Sunniten. Der sunnitische Islam präsentiert sich in Pakistan nicht als Einheit; vielmehr teilt er sich in mehrere Denkschulen auf. Die Richtung mit den meisten Anhängern dürften die Barelwīs sein. Sie vertreten einen durch den Sufismus (islamische Mystik) geprägten Islam und sind strenge Anhänger der hanafitischen Rechtsschule. Sie dominieren vor allem in den ländlichen Teilen der Provinzen Sindh und Punjab und haben viele Anhänger in den Großstädten Lahore, Multan und Rawalpindi. Die Deobandis sind ebenfalls Hanafiten, lehnen jedoch im Gegensatz zu den Barelwis Gräber- und Heiligenverehrung ab. Sie stehen für eine strenge Auslegung des Islam und streben die Rückkehr zu dessen „Wurzeln“ an. Die Deobandis sind in Karatschi und unter den Paschtunen Khyber Pakhtunkhwas und Belutschistans stark vertreten. Die kleinste der drei Denkschulen sind die puritanischen, an Saudi-Arabien angelehnten Ahl-i Hadīth, welche die vier sunnitischen Rechtsschulen sowie den Sufismus ablehnen. Ihre Zentren sind Lahore, Sialkot, Gujranwala und Faisalabad.
Unklar ist, wie hoch der Anteil der Zwölfer-Schiiten (Imamiten) an der Bevölkerung Pakistans ist. Schätzungen reichen von 10 bis 15 Prozent oder 15 bis 20 Prozent. Sie sind in Karatschi, Lahore, Sialkot und Jhang sowie in Gilgit-Baltistan stark vertreten. Daneben sind in Pakistan zwei ismailitische Gruppierungen vertreten: Die Bohras leben vor allem in Karatschi, die Nizariten sind daneben vornehmlich in den Gilgit-Baltistan (Gilgit und Hunza) sowie Chitral (Khyber Pakhtunkhwa) vertreten. Eine Sondergruppe im äußersten Norden sind die Nurbakhshis. Während der schiitischen Trauerzeremonien im Trauermonat Muharram kommt es in Pakistan häufig zu blutigen Auseinandersetzungen, zuletzt in Belutschistan im Oktober 2014.
Die Ahmadis (in der pakistanischen Volkszählung von 1998 wurde ein Bevölkerungsanteil der Ahmadis von 0,22 Prozent ermittelt.) leben vor allem in ihrem Zentrum Rabwah sowie um Sialkot. Ihnen wurde in Pakistan 1974 offiziell der Status als Muslime aberkannt; sie werden verfolgt. Vermutlich ist die tatsächliche Zahl der Ahmadis weitaus höher; unabhängige Quellen schätzen drei bis fünf Millionen Ahmadis in Pakistan (ein bis drei Prozent der Bevölkerung). Es gibt außerdem Bestrebungen, die in Belutschistan verbreitete Gruppierung der Zikris zu Nichtmuslimen zu erklären.
Im Zuge der Teilung von 1947 wurden fast alle Hindus und Sikhs aus dem Punjab vertrieben. Im Sindh blieb etwa ein Drittel der Hindus zurück. Dort beträgt ihr Bevölkerungsanteil 7,5 Prozent, noch höher ist er in der Wüste Thar. Ihr Anteil an der pakistanischen Gesamtbevölkerung liegt bei 1,8 Prozent, einschließlich der unteren Kasten, die in offiziellen Statistiken – etwa bei Volkszählungen – gesondert aufgeführt werden. Etwas niedriger (1,6 Prozent) ist der Anteil der Christen in Pakistan. Sie leben vor allem um Lahore herum, in Rawalpindi und Islamabad sowie in Karatschi. Meist handelt es sich um Nachfahren von Unberührbaren, die während der britischen Kolonialzeit zum Christentum konvertierten. Andere stammen jedoch von Goanern ab, die zu jener Zeit oft als Bedienstete der Kolonialherren tätig waren. Die Römisch-katholische Kirche in Pakistan und die aus mehreren britischen protestantischen Gemeinschaften entstandene Church of Pakistan sind etwa gleich stark. Hinzu kommen einige unter anderem die Zeugen Jehovas sowie von US-amerikanischen Missionen gegründete Kirchen wie die Neuapostolische Kirche. In Karatschi leben außerdem noch mehrere Tausend Parsen genannte Anhänger des Zoroastrismus und im äußersten Nordwesten des Landes einige Tausend Kalasha, deren Götter stark den altindischen vedischen Göttern ähneln.

### Soziale Lage
Pakistan weist die für ein Entwicklungsland typischen sozialen Probleme auf. Besonders stark ausgeprägt ist das Phänomen der Landflucht. Geringe Einkommen und Unterbeschäftigung in der Landwirtschaft zwingen viele Dorfbewohner aus unterentwickelten ländlichen Gebieten zum Umzug in die Städte. Zumeist sind die städtischen Ballungsräume jedoch nicht in der Lage, dem enormen Bevölkerungsdruck, der durch hohe Geburtenraten noch verschärft wird, standzuhalten. In den Elendsvierteln an den Stadträndern herrscht Massenarbeitslosigkeit. Zwar betrug die offizielle Arbeitslosenquote 2017 nur 6 Prozent, doch liegt die Dunkelziffer weitaus höher, da die weit verbreitete Unterbeschäftigung nicht miterfasst wird. Gleichzeitig müssen Millionen Kinder als billige und fügsame Arbeitskräfte oft schwere körperliche Arbeit in der Industrie bzw. im Handwerk (Herstellung von Fußbällen, Teppichknüpfereien) oder in der Landwirtschaft leisten. Ursache ist die Armut ihrer Eltern, die ohne das Einkommen ihrer Kinder kaum überleben könnten, denn in Pakistan leben nach Angaben der Vereinten Nationen 17 Prozent der Bevölkerung von weniger als einem US-Dollar am Tag. Diesen Problemen der Urbanisierung wurden Verwaltung und Governance in Stadt und Land noch nicht adäquat angepasst.
Noch immer gravierend ist die Benachteiligung von Frauen. Sowohl das öffentliche Leben als auch Familienangelegenheiten werden weitestgehend von Männern bestimmt. Zwangsehen sind in Pakistan übliche Praxis, ebenso wie die Ehe zwischen Cousins und Cousinen. Ein muslimischer Mann darf zwar bis zu vier Ehefrauen haben, aber polygame Verbindungen stellen dennoch eine Ausnahme dar. Der Ehepartner wird vor allem nach sozialen Gesichtspunkten ausgewählt. Mit der Heirat verpflichtet sich die Familie der Braut, entgegen der islamischen Praxis der Morgengabe vom Mann an die Frau, oft zur Zahlung einer Mitgift, die nicht selten die finanziellen Möglichkeiten der Familie übersteigt. Verdächtigungen auf Untreue in der Ehe sind der Grund für Gewalttaten gegen Frauen bis hin zu Morden. Darüber hinaus spielen Ehrenmorde eine große Rolle. Unterernährung, Sterblichkeit und Analphabetismus sind daher bei Mädchen höher als bei Jungen. Folge der Benachteiligung der Frauen ist ein Männerüberschuss: 1998 kamen auf 100 Frauen in Pakistan 108,5 Männer. Pakistan war 2022 zweitletzter beim Global Gender Gap Report (wie zuvor durchgehend von 2012 bis 2020), einzig vor dem von den Taliban regierten Afghanistan.

### Bildung

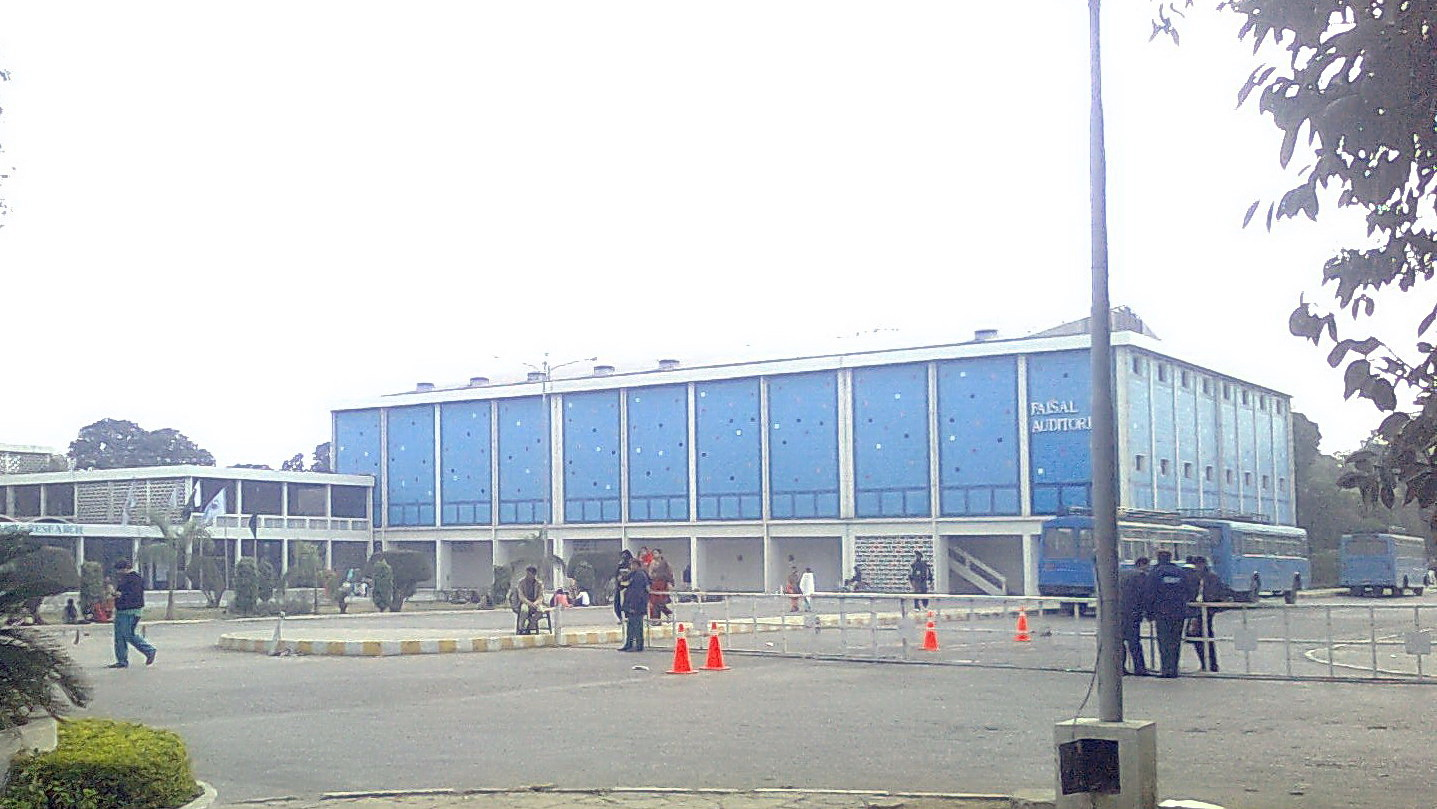
Die University of the Punjab in Lahore ist Pakistans größte und älteste Hochschule (Gegründet 1882)

Die pakistanische Regierung gab im Jahr 2017 nur etwa 2,2 Prozent des Bruttoinlandsproduktes für Bildungszwecke aus – weniger als jedes andere Land Südasiens.
Es besteht keine allgemeine Schul- oder Bildungspflicht. Lediglich in der Provinz Punjab ist der Besuch einer Grundschule seit 1994 gesetzlich vorgeschrieben, und seit 2014 auch unentgeltlich. Seit 2010 ist in der Verfassung das Ziel freier und obligatorischer Bildung erwähnt. Laut einem UNESCO-Bericht von 2014 gingen trotzdem 5,5 Millionen Kinder in Pakistan nicht zur Schule; dies ist weltweit (nach Nigeria) die zweithöchste Zahl. Nach Zahlen des Bildungsministeriums zum Anfang des Jahres 2017 besuchten 22,6 Millionen Kinder in Pakistan keine Schule.

#### Bildungssystem

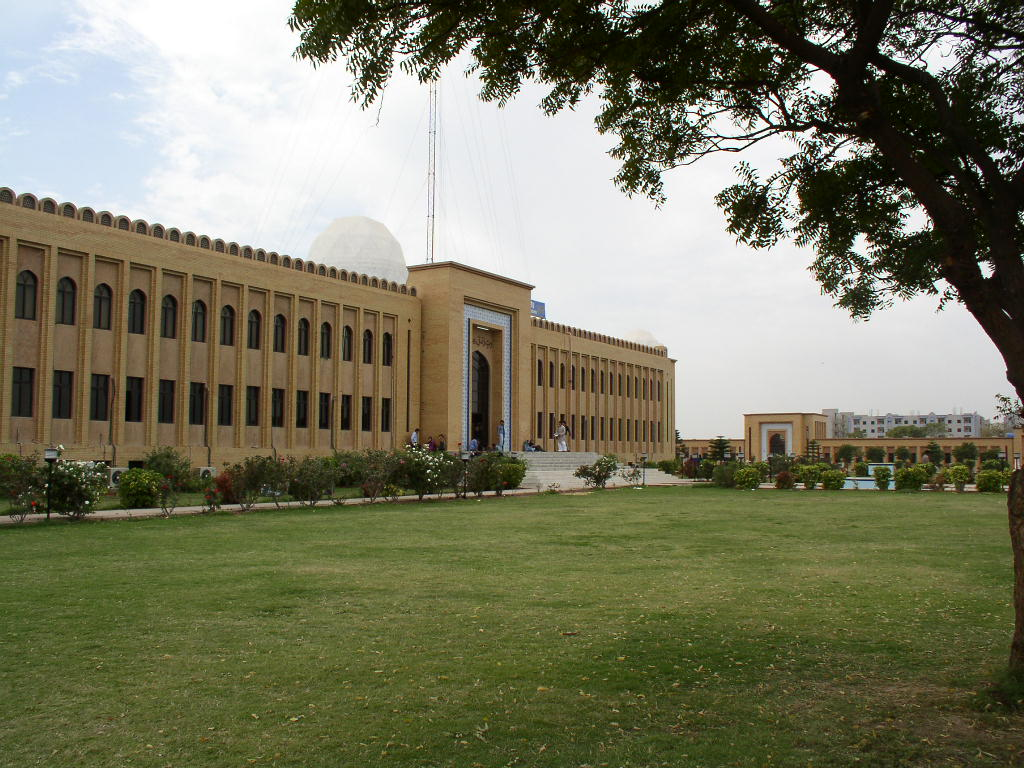
Die National University of Computer and Emerging Sciences in Karatschi

Das staatliche Bildungssystem ist dreistufig. Auf die fünfjährige Grundschule, die Kinder ab einem Alter von fünf Jahren besuchen dürfen, folgt die dreijährige Mittelschule. Die eigentliche Sekundarbildung umfasst die zweijährige Ausbildung an einer High School, die mit einer Prüfung abgeschlossen wird, und im Anschluss daran an einer Higher Secondary School, die ebenfalls zwei Jahre dauert. Der erfolgreiche Abschluss der Higher Secondary School berechtigt zum Besuch einer staatlichen Universität. In Pakistan gibt es über 110 anerkannte staatliche und private Universitäten.
Neben den staatlichen Schulen stellen Tausende von Koranschulen in Pakistan eine wichtige Stütze des Bildungswesens dar. Sie bieten auch Kindern aus armen Familien, denen der Besuch einer staatlichen Bildungseinrichtung oft nicht möglich ist, eine kostenlose Grundbildung. Nicht selten leisten sie humanitäre Hilfe. Allerdings unterliegen sie keinerlei staatlicher Kontrolle, sodass religiöse Extremisten Medresen nutzen, um extremistisches Gedankengut zu verbreiten.

#### Bibliothekswesen
Über 6000 Bibliotheken sind in akademischen, privatwirtschaftlichen und religiösen Einrichtungen vorhanden. Das öffentliche Bibliothekswesen ist stark unterentwickelt. Die knapp 300 öffentlichen Bibliotheken befinden sich in größeren Städten. In den 1980er-Jahren wurden auf dem Land über 4000 box libraries eingerichtet, über deren aktuellen Zustand wenig bekannt ist. Seit 1998 fordert die nationale Bildungspolitik die Einrichtung von Bibliotheken auf dem Land – bisher jedoch ohne Konsequenzen.
Laut Aussage der PTCL (Pakistan Telecommunication Company Limited) soll für 95 Prozent der Bevölkerung Internetzugang möglich sein. Eine relativ große Anzahl von Internet-Cafés macht die Richtigkeit dieser Zahl wahrscheinlich. Eine sehr geringe Anzahl von mit internationaler Hilfe aufgebauter Cyber Community Centers stellt qualitative Internetinformationszugänge auf dem Land zur Verfügung und bietet PC- und Internetkurse an.
An sechs Universitäten kann ein postgraduales Diplom in Library and Information Science erworben werden.

#### Analphabetismus

UIS Lesefähigkeit der erwachsenen Bevölkerung Pakistans 1950–2015

Obwohl seit der Unabhängigkeit Fortschritte im Aufbau des Bildungssystems erzielt werden konnten, war die Analphabetenquote Pakistans im Erhebungszeitraum 2015–2016 mit etwa 42 Prozent nach wie vor eine der höchsten Asiens. Bei Männern liegt sie mit 30 Prozent deutlich niedriger als bei Frauen mit 52 Prozent. In den Jahren 2004 bis 2015 haben sich in dieser Hinsicht (im Gegensatz beispielsweise zum benachbarten Indien) nur geringe Fortschritte ergeben. Auch die UNESCO nannte die Rate an Lese- und Schreibfähigkeiten in Pakistan „beunruhigend niedrig“ („disturbingly low“). Nach UNESCO-Statistik konnten im Jahr 2015 56,4 % der Bevölkerung lesen (69,4 % der Männer und 42,7 % der Frauen). Damit lag Pakistan deutlich unter den Werten der Nachbarstaaten Iran, Indien und Volksrepublik China, allerdings noch vor Afghanistan. Den besten Wert hinsichtlich Lesefähigkeit wies 2013/14 der Punjab auf (61 %), die schlechtesten Werte Khyber Pakhtunkhwa (53 %) und Belutschistan (43 %).

### Gesundheit
Die Gesundheitsversorgung ist vielerorts unzureichend. Gut funktionierende Krankenhäuser gibt es meist nur in größeren Städten. Dazu kommen schlechte hygienische Zustände und der Mangel an sauberem Wasser – nicht nur in Slums, sondern auch in vielen ländlichen Regionen –, was die Ausbreitung von Magen-Darm-Erkrankungen und Seuchen wie Tuberkulose, Malaria und Hepatitis begünstigt. Auch die Cholera war laut MSF im Jahr 2010 endemisch. Unterernährung erhöht die Anfälligkeit für Krankheiten noch weiter. 13 Prozent der Bevölkerung galten 2019 als unterernährt, besonders Kinder waren davon betroffen. Entsprechend hoch ist die Kindersterblichkeit: Die Sterblichkeit bei unter 5-jährigen betrug 2022 61,0 pro 1000 Lebendgeburten.
Pakistan ist neben Afghanistan der einzige Staat der Welt, in dem die Poliomyelitis (Kinderlähmung) noch endemisch vorkommt. Die Weltgesundheitsorganisation unternimmt Anstrengungen, die Erkrankung durch Impfprogramme zu eliminieren. Zum Teil wurden die Impfungen durch religiöse Fanatiker und islamistische Extremisten bekämpft, die der Bevölkerung suggerierten, dass die Impfungen Teil eines westlichen Plans zur Unfruchtbarmachung der Bevölkerung seien. 
Die Lebenserwartung der Einwohner Pakistans ab der Geburt lag 2022 bei 66,4 Jahren (Frauen: 68,9, Männer: 64,1). Die Lebenserwartung stieg von 62,1 Jahren im Jahr 2000 bis 2022 um 7 %.

## Landesnamen
Die Ursprünge des Namens „Pakistan“ sind umstritten. Auf Persisch und Urdu bedeutet er „Land der Reinen“ (pāk „rein im Geiste“; stān „Land“). Allerdings gab Choudhary Rahmat Ali, der einer der wichtigsten Verfechter der Schaffung eines unabhängigen Muslimstaates auf dem Subkontinent war und als Schöpfer des Landesnamens gilt, dem Namen „Pak(i)stan“ am 28. Januar 1933 in seinem Aufsatz Now or Never („Jetzt oder Nie“) eine andere Deutung. Er sollte die Heimat der nordindischen Muslime bezeichnen – als Akronym für Punjab, Afghania (das heutige Khyber Pakhtunkhwa), Kaschmir, Sindh und Belutschistan. Nach manchen Quellen steht der im Original-Schriftbild nicht ausgeschriebene Kurzvokal „i“ in der englischen Transkription des Landesnamens für „Indus“ oder „Iran“.

## Geschichte

### Regionalgeschichte bis zur Entstehung Pakistans

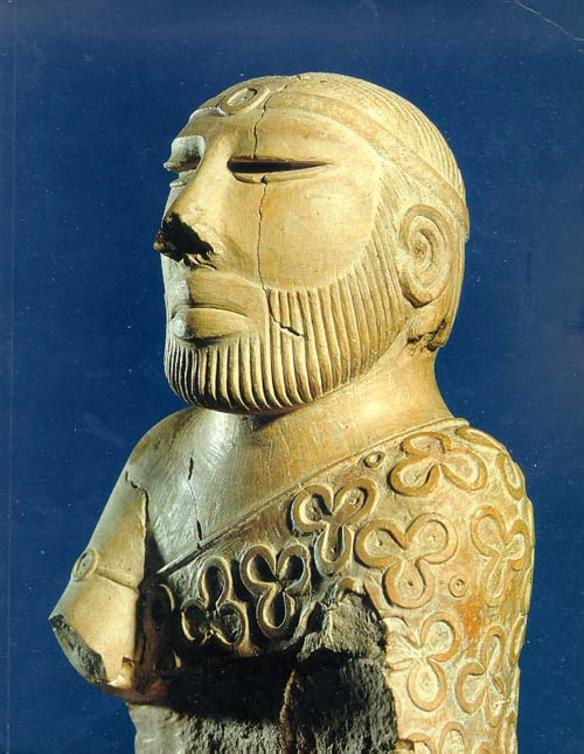
Als „Priesterkönig“ gedeutete Steinfigur der Indus-Kultur aus Mohenjo-Daro

Obwohl das Staatsgebiet des heutigen Pakistan – bis zu dessen Unabhängigkeit im Jahre 1947 hatte es nie einen Staat dieses Namens gegeben – oft nur Durchzugsland für die Eroberer des indischen Subkontinents oder Randgebiet indischer Großreiche gewesen war, bildete es im Altertum das Kernland der Indus-Kultur, einer der frühesten Hochkulturen der Erde mit hoch entwickelter Landwirtschaft und Handwerk, Städtebau, weit verzweigtem Handelsnetz, fortgeschrittener Wissenschaft und einer eigenen, noch nicht entschlüsselten Schrift (Indus-Schrift). Der Beginn der Indus-Kultur wird etwa auf die Mitte des 3. Jahrtausends v. Chr. datiert. Ihr Untergang dürfte sich um 1800 v. Chr. ereignet haben, die Ursachen dafür liegen im Dunkeln. Die Indus-Kultur erstreckte sich über das Stromtiefland des Indus und seiner Nebenflüsse im Sindh und Punjab bis nach Nordwestindien und Gujarat. Hunderte antike Siedlungen und Städte wurden freigelegt, die bedeutendsten unter ihnen sind Harappa im Punjab und Mohenjo-Daro im Sindh.
Um die Mitte des 2. Jahrtausends v. Chr. drangen die aus Zentralasien kommenden Arier nach Pakistan ein. Sie prägten die vedische Kultur und den Hinduismus. Im 4. vorchristlichen Jahrhundert verbreitete sich der Buddhismus, der sich nach dem Vorstoß Alexanders des Großen bis zum Indus 326 v. Chr. mit der griechischen Kultur zum Graeco-Buddhismus vermischte. Letzterer gelangte im 1. und 2. Jahrhundert v. Chr. im Gandhara-Reich auf dem Boden des heutigen Afghanistans und nordwestlichen Pakistans zur Blüte. In der Spätantike gehörte Pakistan zum Kuschana- und Gupta-Reich.
Schon im frühen 8. Jahrhundert kam das heutige pakistanische Staatsgebiet in Berührung mit dem Islam, als die Araber 712 unter Muhammad ibn al-Qasim das Industal eroberten. Über Jahrhunderte verlief die Grenze zwischen der islamischen Welt und dem indischen Kulturraum östlich des Indus. Der Punjab blieb zunächst außerhalb des muslimischen Einflussbereichs. Erst um 1000 dehnte die türkische Ghaznawiden-Dynastie ihr Reich auf ganz Pakistan und Teile Nordindiens aus. Bis zum Beginn des 19. Jahrhunderts war Pakistan Teil verschiedener islamischer Reiche, darunter die der persischen Ghuriden (12. und 13. Jahrhundert), der nordindischen Delhi-Sultane (13. und 14. Jahrhundert) und Moguln (16. bis 18. Jahrhundert) sowie der afghanischen Durrani-Dynastie (18. und 19. Jahrhundert).
1843 eroberte die Britische Ostindien-Kompanie den Sindh, sechs Jahre später unterwarf sie auch den von den Sikhs beherrschten Punjab. Damit begann für Pakistan die rund 100-jährige Zugehörigkeit zum britischen Kolonialreich. 1858 gingen die britischen Besitzungen in Indien in direkten Besitz der Krone über.

### Entstehungsgeschichte und Teilung Britisch-Indiens
Die indische Unabhängigkeitsbewegung nahm 1885 mit der Gründung des Indischen Nationalkongresses Gestalt an. Als Gegenstück zum hinduistisch dominierten Kongress entstand 1906 die Muslimliga (All-India Muslim League). Erst nachdem in den 1930er-Jahren jedoch mehrere Versuche, einen Kompromiss mit dem Kongress zu finden und den muslimischen Einfluss zu wahren, gescheitert waren, mobilisierte der Führer der Muslimliga Ali Jinnah die Mehrheit der indischen Muslime für einen eigenen Staat (Zwei-Nationen-Theorie). Die Auffassung, den Islam als distinktives Merkmal bei der Nationenbildung zu sehen und ihm eine stärkere politische Bedeutung zuzusprechen, entwickelte sich daher recht spät. Während die westlich orientierte gebildete Mittelschicht, die Großgrundbesitzer, aber auch die Landbevölkerung die Forderung nach der Gründung Pakistans unterstützten, blieb ein Teil der konservativen Religionsgelehrten auf Distanz. Außerdem trat ein großer Teil der Paschtunen für ein ungeteiltes Indien ein. Dennoch wurde in der 1940 verabschiedeten Lahore-Resolution endgültig die Gründung eines eigenständigen muslimischen Staates in Indien beschlossen. Der Diplomat Sir Muhammad Zafrullah Khan vertrat Indien beim Völkerbund und legte der „Radcliffe Grenzkommission“, kurz vor der Spaltung Indiens im Juli 1947, den Standpunkt der Muslim-Liga zugunsten Pakistans dar und plädierte für eine gerechte Grenzziehung.
1937 erhielten Frauen zwar auf nationaler Ebene ein Wahlrecht, es war aber an die Fähigkeit, lesen und schreiben zu können, sowie an Einkommen und das Zahlen von Steuern geknüpft. 1946, bei den ersten Wahlen auf der Grundlage des Government of India Act von 1919, durften Frauen unter bestimmten Bedingungen gewählt werden. Die Bedingungen trafen nur auf sehr wenige Frauen zu. Shaista Suhrawardy Ikramullah war 1946 in die Vereinigte Konstituierende Versammlung Indiens gewählt worden, bevor Pakistan sich abspaltete. Wegen der andauernden Auseinandersetzungen ordnete die moslemische Liga jedoch an, dass ihre Mitglieder die Sitze in der Versammlung nicht einnehmen sollten. 1947 wurden Shaista Suhrawardy Ikramullah und Jahanara Shah Nawaz ins nationale Parlament gewählt.

### Geschichte seit der Unabhängigkeit

#### Staatsgründung
Der Staat Pakistan entstand am 14. August 1947 aus den überwiegend muslimischen Teilen von Britisch-Indien. Im Zuge der Teilung Indiens verließen über vier Millionen Muslime das heutige Indien, während etwa sieben Millionen Hindus und Sikhs das Staatsgebiet von Pakistan verließen. Es wird vermutet, dass bei Gewaltakten und durch die Strapazen während der Flucht bis zu 750.000 Menschen ihr Leben verloren.
Nach der Teilung bestand Pakistan aus den beiden etwa 1500 Kilometer auseinander liegenden Landesteilen West- und Ostpakistan. Westpakistan ist identisch mit der heutigen Islamischen Republik Pakistan. Ostpakistan bestand aus dem östlichen, überwiegend muslimischen Teil der früheren britisch-indischen Präsidentschaft Bengalen, der sich später als Bangladesch für unabhängig erklärte. Die Zugehörigkeit des Fürstenstaates Kaschmir zu Indien oder Pakistan war dagegen umstritten. Vom mehrheitlich hinduistischen Gebiet um Jammu und dem mehrheitlich buddhistischen Ladakh abgesehen war die Bevölkerung des Staates überwiegend muslimischen Glaubens. Die herrschende Dynastie war jedoch hinduistisch, weshalb sich der Fürst zunächst nicht entscheiden wollte und sich später Indien anschloss. Pakistan erlangte jedoch die Herrschaft über den westlichen und nördlichen Teil dieser Region. Beide Staaten beanspruchen ganz Kaschmir als ihr Territorium, eine von den Vereinten Nationen vorgeschlagene Volksabstimmung fand nie statt. Der Kaschmir-Konflikt prägt seither die Beziehung beider Staaten.
Nach der Unabhängigkeit im August 1947 wurde der Government of India Act von 1935 zur Verfassung Pakistans. Bestimmte Frauen konnten sich auf dieser Grundlage an Wahlen auf Provinzebene und auf nationaler Ebene beteiligen.

#### West- und Ostpakistan unter Militärregimes

Lage West- und Ostpakistans (1971) innerhalb Asiens

1948 verstarb mit Muhammad Ali Jinnah die Vaterfigur des gerade erst gegründeten Staates Pakistan.
Bei den Beratungen für eine neue Verfassung in den 1950ern wurde vorgeschlagen, allen Männern das Wahlrecht zu geben, aber nur gebildeten Frauen. Am 23. März 1956 wurde die erste Verfassung Pakistans beschlossen, die ein allgemeines aktives und passives Wahlrecht für Erwachsene ab 21 auf allen Ebenen vorsah, wenn diese seit sechs Monaten im Land lebten. Somit wurde 1956 das Frauenwahlrecht erstmals vollständig und in gleichem Umfang wie das Wahlrecht für Männer gewährt. Unter dieser Verfassung wurde jedoch wegen der Schwierigkeiten zwischen der zivilen und der militärischen Macht keine Wahl abgehalten.
Am 8. September 1958 übergab der Oman die Exklave Gwadar an Pakistan, nachdem Aga Khan III. drei Millionen Pfund gezahlt hatte. Unbeständige politische Zustände führten am 27. Oktober 1958 zum ersten Militärputsch unter General Muhammed Ayub Khan und damit zu einem Wendepunkt in der Geschichte des Landes. Seitdem bestimmten Militärdiktaturen immer wieder die Geschicke Pakistans. Auf das Regime Ayub Khan folgte 1969 die Regierung des Generals Agha Muhammad Yahya Khan.
Zudem sah sich der junge Staat von Anfang an vor eine innere Zerreißprobe gestellt. Die große Entfernung zwischen den beiden Landesteilen West- und Ostpakistan erschwerte nicht nur die staatliche und wirtschaftliche Organisation, sondern auch die Entstehung einer gemeinsamen nationalen Identität. Trotz der Betonung der religiösen Zusammengehörigkeit, die sich in der Verfassung von 1956 äußerte, die Pakistan zur ersten islamischen Republik der Welt machte, blieben die bengalische Sprache und Kultur ein wesentlicher Bestandteil der Identität Ostpakistans. Dazu kam die ungleiche Verteilung der wirtschaftlichen Ressourcen und der politischen Macht. Die Regierung im westpakistanischen Karatschi, ab 1958 in Islamabad – der eigens für den neuen Staat gegründeten Hauptstadt – benachteiligte das entfernte Ostpakistan sowohl bei der Verteilung staatlicher Gelder als auch bei der Vergabe führender Stellen in Verwaltung und Streitkräften. Als die separatistische Awami-Liga, die schon 1954 die Muslimliga als stärkste politische Kraft Ostpakistans abgelöst hatte, zum Teil beeinflusst durch die Auswirkungen des Zyklons im November 1970 bei den Wahlen im Dezember 1970 fast alle ostpakistanischen Wahlkreise und damit die absolute Mehrheit im gesamtpakistanischen Parlament gewann, erklärte Präsident Muhammad Yahya Khan die Wahl für ungültig, verbot die Awami-Liga und nahm deren Führer gefangen. In der Folge kam es zu Ausschreitungen, die im Völkermord in Ostpakistan und im ostpakistanischen Unabhängigkeitskrieg gipfelten. Im Dezember 1971 erklärte sich Ostpakistan als Bangladesch für unabhängig.
Außenpolitisch stand Pakistan stets im Schatten seines größeren und mächtigeren Nachbarn Indien, mit dem es seit 1947 drei Kriege führte, davon zwei um die von beiden Seiten beanspruchte Region Kaschmir. Weder der Erste Indisch-Pakistanische Krieg von 1947 bis 1949 noch der Zweite Indisch-Pakistanische Krieg 1965 änderten etwas am umstrittenen Status Kaschmirs. 1971 griff Indien auf der Seite der ostpakistanischen Unabhängigkeitsbewegung in den Bangladesch-Krieg ein. 1999 kam es erneut zu einer bewaffneten Auseinandersetzung um Kaschmir, die jedoch auf einen kleinen geographischen Raum beschränkt blieb. Offiziell befanden sich Indien und Pakistan nicht im Kriegszustand, dennoch wird der Konflikt angesichts mehrerer hundert Toter innerhalb weniger Wochen sowie des Einsatzes schweren Kriegsgeräts als Kargil-Krieg bezeichnet.
Die Sezession von Ostpakistan unter dem Namen ‚Bangladesch‘ bedeutete eine fundamentale Staatskrise für Pakistan: Nicht nur war erneut ein Krieg gegen den Rivalen Indien verloren worden, sondern das gesamte Staatsmodell Pakistans schien in Frage gestellt. Pakistan war ohne historische Vorbilder mit dem Anspruch gegründet worden, der Staat für alle Muslime auf dem indischen Subkontinent zu sein. Dies war die Leitidee, die die unterschiedlichen Völker Pakistans zusammenhalten sollte. Nach 1971 konnte Pakistan diesen Anspruch nicht mehr aufrechterhalten. Die Muslime des Indischen Subkontinents verteilten sich nun zu ähnlich großen Teilen auf drei Staaten: Pakistan, Indien und Bangladesch. Dementsprechend begannen sich Politiker anderer Volksgruppen in Pakistan zu fragen, warum sie weiter im verbleibenden Reststaat Pakistan verbleiben sollten. Die Autonomiebewegungen im Sindh („Sindhudesh“) und in Belutschistan erhielten Auftrieb.

#### Demokratische Zwischenphase und Militärdiktatur
Der Verlust des östlichen Landesteiles veranlasste Präsident Yahya Khan 1971 zum Rücktritt, was eine vorsichtige Demokratisierung Pakistans einleitete. Sein Nachfolger Zulfikar Ali Bhutto erließ 1973 eine neue Verfassung, in der er dem Premierminister die wichtigsten Vollmachten zuerkannte und die Rolle des Präsidenten auf rein repräsentative Aufgaben beschränkte. 1977 scheiterte die Bildung einer demokratischen Regierung. General Mohammed Zia-ul-Haq rief das Kriegsrecht aus und begründete damit die dritte Militärdiktatur. Er leitete die Islamisierung Pakistans ein, unter anderem, indem er die Scharia als Rechtsgrundlage einführte. Belastend auf die politische und wirtschaftliche Stabilität wirkten sich der Bürgerkrieg und die sowjetische Intervention im Nachbarland Afghanistan zwischen 1979 und 1989 aus.
Pakistan intervenierte massiv, nachdem eine pro-sowjetische Regierung in Afghanistan an die Macht gekommen war. Die dort gegen die Regierung operierenden Mudschahed erhielten seit 1979 finanzielle und sachliche Unterstützung, letzteres mit Waffen, vor allem durch die USA, durch Pakistan und Saudi-Arabien. Die Waffenlieferungen und die Ausbildung vieler Kämpfer wurden neben und mit der CIA vom Geheimdienst Pakistans, Inter-Services Intelligence ISI, organisiert. Die CIA investierte im Rahmen der verdeckten Operation Cyclone mehrere Milliarden US-Dollar in die Kämpfe der islamistischen Aufständischen.

#### Demokratie 1988–1999

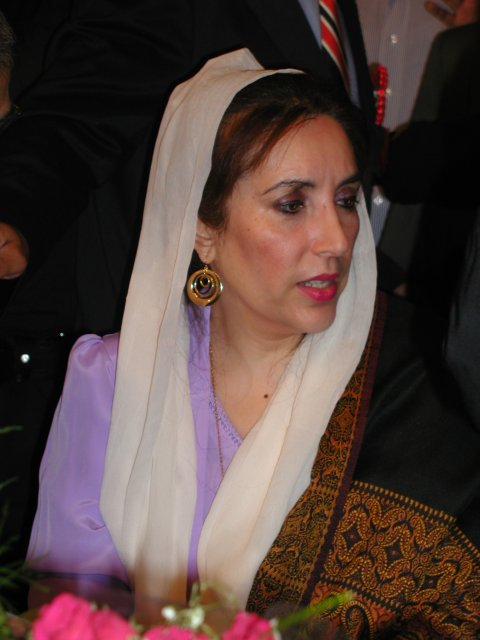
Benazir Bhutto war die erste Frau an der Spitze eines islamischen Staates

Nach dem Tod Zia-ul-Haqs 1988 fanden erstmals seit 1977 wieder freie Wahlen statt, aus denen mit Benazir Bhutto zum ersten Mal in der Geschichte eines islamischen Staates eine Frau als Siegerin hervorging. Auf sie folgte 1990 die Regierung Nawaz Sharif. 1993 gelang Bhutto die Rückkehr an die Macht, bis sie 1997 abermals von Sharif abgelöst wurde.
Nachdem Indien Mitte Mai 1998 zum ersten Mal seit 1974 Kernwaffentests vorgenommen hatte, reagierte Pakistan am 28. und 30. Mai 1998 seinerseits mit unterirdischen Tests und bestätigte damit endgültig den erfolgreichen Abschluss seines 1972 begonnenen Atomprogramms. Vermutlich ist Pakistan bereits seit Beginn der 1980er-Jahre im Besitz von Kernwaffen.

#### Militärdiktatur 1999–2008
In einer auf die Kargil-Region Kaschmirs begrenzten militärischen Auseinandersetzung mit Indien im Sommer 1999 (siehe Kargil-Krieg) erlitt Pakistan eine Niederlage. Daraufhin setzte General Pervez Musharraf die gewählte Regierung Sharifs in einem Militärputsch ab und errichtete die vierte Militärdiktatur Pakistans. 2001 trat er das Präsidentenamt an.
Seit 2003 ist eine behutsame Annäherung zwischen Indien und Pakistan zu bemerken. So fanden Gefangenenaustausche statt und wurden Verbindungen in der Kaschmirregion geöffnet. Im Jahr 2004 begann der Konflikt in Nordwest-Pakistan zwischen Islamisten in den Stammesgebieten, darunter aus Afghanistan geflohene Taliban, und der pakistanischen Zentralregierung.
Im Oktober 2005 kamen mehr als 73.000 Menschen nach einem schweren Erdbeben im Nordwesten ums Leben, drei Millionen Menschen verloren ihr Obdach.
Am 3. November 2007 erklärte General Musharraf den Ausnahmezustand und setzte die Verfassung außer Kraft. Im Vorfeld der Parlamentswahlen am 8. Januar 2008 hob General Musharraf den Ausnahmezustand am 15. Dezember wieder auf, allerdings nicht die Beschränkungen der Pressefreiheit. Überschattet wurden die Vorbereitungen der Wahlen durch den Mord an Oppositionsführerin Benazir Bhutto am 27. Dezember 2007 in Rawalpindi. Zumeist wurde der Anführer der Tehrik-i-Taliban Pakistan (TTP), der pakistanischen Taliban, Baitullah Mehsud für das Attentat verantwortlich gemacht. Aufgrund der nachfolgenden Unruhen wurde die Wahl auf den 18. Februar 2008 verschoben. Die Wahl gewann die Pakistanische Volkspartei (PPP) und Yousaf Raza Gilani wurde am 24. März mit 264 Stimmen zum neuen Premierminister gewählt. Einen Tag später wurde er von Präsident Musharraf vereidigt. Eine seiner ersten Amtshandlungen war die Aufhebung des Hausarrests über den ehemaligen obersten Richter Iftikhar Mohammad Chaudhry, der im November von Musharraf abgesetzt worden war.

#### Machtwechsel und Demokratisierung
Gegen den Willen der Opposition verkündete die pakistanische Wahlkommission mit Verweis auf die Situation im Land am 2. Januar 2008 eine Verschiebung der Parlamentswahlen auf den 18. Februar 2008. Deren Vorfeld war von weiteren Anschlägen und Gewalttaten überschattet.
Die Wahlen konnten die Parteien der Opposition klar für sich entscheiden: Stärkste Partei wurde die PPP, gefolgt von der durch Nawaz Sharif geführten PML-N. Kurz darauf einigten sich beide Parteien auf eine Koalition.
Die Präsident Musharraf nahestehende PML-Q war nur noch Drittplatzierte bei den Wahlen, was Musharrafs politische Stellung erheblich schwächte und die Opposition ermunterte, seinen Rücktritt zu fordern.
Am 24. März 2008 wählte das Parlament den PPP-Politiker und früheren Parlamentspräsidenten Yousaf Raza Gilani zum Premierminister. Dieser ordnete umgehend die Freilassung aller bei der Verhängung des Ausnahmezustandes im November 2007 inhaftierten oder unter Hausarrest gestellten Richter und Rechtsanwälte an. Gilani, der unter Musharraf von Februar 2001 bis Oktober 2006 selbst inhaftiert war, wurde von diesem am 25. März 2008 als neuer Regierungschef vereidigt. Aufgrund dieser demokratischen Entwicklung vollzog das Commonwealth am 12. Mai 2008 die Wiederaufnahme Pakistans.
Der innenpolitisch schwer unter Druck geratene Präsident Musharraf erklärte am 18. August 2008 seinen Rücktritt, der vor allem durch die Tatsache bedingt war, dass die neue Regierung ein Amtsenthebungsverfahren veranlassen wollte. Diesem wollte Musharraf wohl zuvorkommen.
Der sich im Vorfeld der Präsidentschaftsneuwahlen verstärkende Machtkampf zwischen der PPP und der PML-N führte am 25. August 2008 zum Bruch der Regierungskoalition, sodass beide Parteien mit einem eigenen Präsidentschaftskandidaten antraten, die PPP mit ihrem amtierenden Vorsitzenden und Bhutto-Witwer Asif Ali Zardari, die PML-N mit dem ehemaligen Richter Saeed uz Zaman Siddiqui. Bei den Präsidentschaftswahlen am 6. September 2008 konnte Zardari die deutliche Mehrheit der Stimmen im Unterhaus, im Senat und in den vier Provinzparlamenten gewinnen und wurde so neuer Präsident.
Im Juli/August 2010 kam es im nordwestlichen Pakistan als Folge des starken Monsuns zu katastrophalen Überschwemmungen, die bis 20 Millionen Menschen betrafen. Im Oberlauf des Indus gab es mindestens 1600 Tote zu beklagen.
Bei den Parlamentswahlen 2013 vom 11. Mai gewann die Muslimliga deutlich mit 126 von 272 Sitzen.

## Politik
Seit der Unabhängigkeit ist die politische Lage Pakistans durch mangelnde Stabilität gekennzeichnet. Kurze demokratische Phasen wurden immer wieder von Militärputschen unterbrochen. Militärs regierten das Land von 1958 bis 1971, von 1977 bis 1988 und von 1999 bis 2008. Am 23. März 1956 trat die erste Verfassung in Kraft, mit der Pakistan zum ersten sich als Islamische Republik bezeichnenden Staat wurde, die aber bereits nach zwei Jahren wieder außer Kraft gesetzt wurde. Es folgten weitere Verfassungen 1973 und 1985. Seit 1993, mit Unterbrechung von 1999 bis 2002, ist wieder die Verfassung von 1973 in Kraft.
In einigen Gebieten Westpakistans mit stark ausgeprägten feudalen und clanähnlichen Stammesstrukturen ist das staatliche Gewaltmonopol eingeschränkt. Besonders in der von Großgrundbesitzern, paschtunischen Stammesführern und Talibanverbänden kontrollierten Grenzregion Wasiristan in den Stammesgebieten unter Bundesverwaltung übt Islamabad praktisch keinerlei Hoheitsrechte mehr aus. Auch in einigen ländlichen Teilen Belutschistans und Khyber Pakhtunkhwas kann sich der Staat nur leidlich gegen den Einfluss von Stammesführern und reichen Landbesitzern durchsetzen. Selbst in den bevölkerungsreichen Kernregionen Punjab und Sindh, die eine im Ansatz funktionierende öffentliche Verwaltung haben, ist das staatliche Gewaltmonopol durch häufig gewalttätige Ausschreitungen, eine ausufernde Korruption sowie durch den allgegenwärtigen Machtmissbrauch der Sicherheitskräfte, die bis hin zu willkürlichen Tötungen reichen (extralegale Hinrichtung), in hohem Maße gefährdet.
Der pakistanische Staat ist auf praktisch allen Verwaltungsebenen von Korruption durchzogen.

### Politisches System

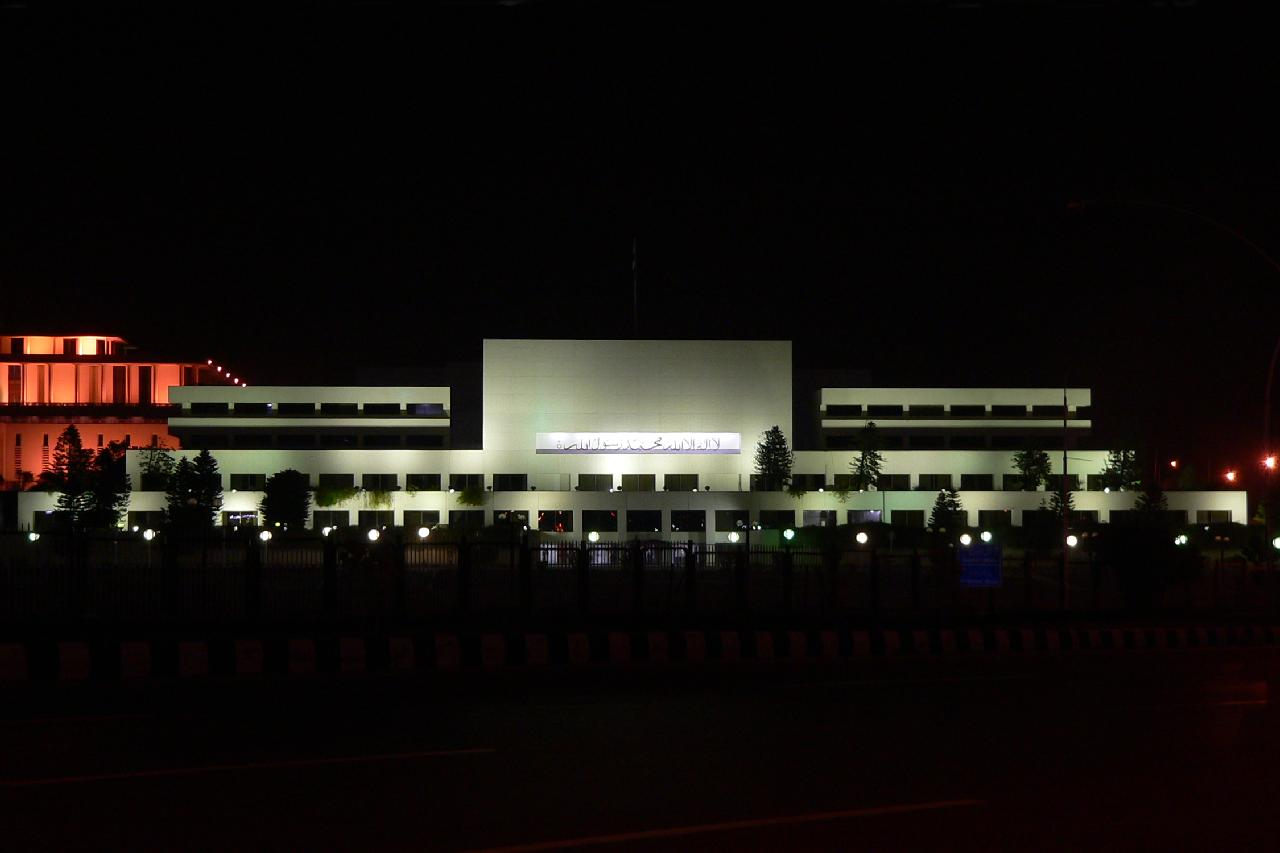
Parlamentsgebäude in Islamabad

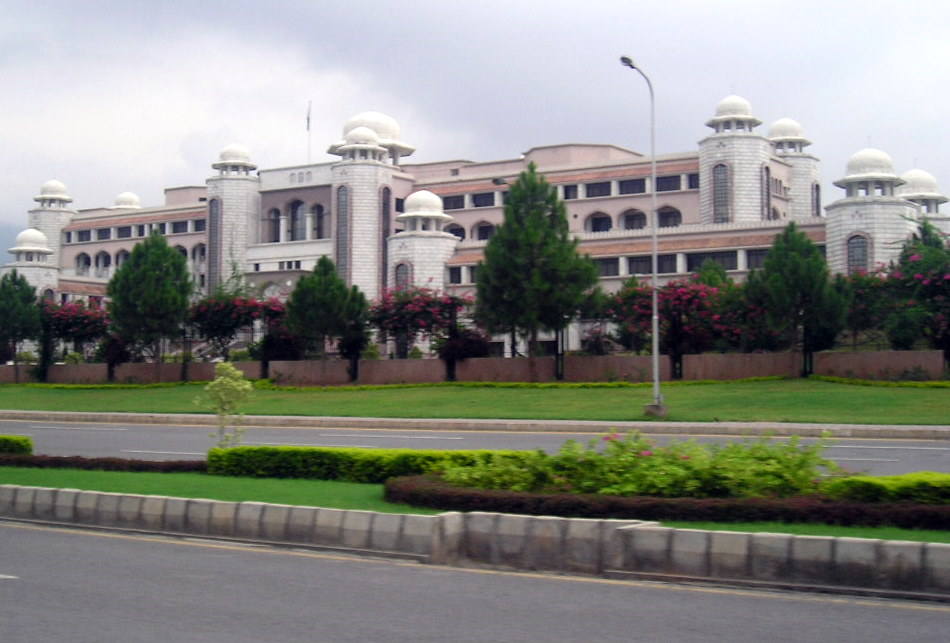
Das Sekretariatsgebäude des Premierministers von Pakistan

Gemäß der 1973 erlassenen, mehrfach geänderten Verfassung ist die Islamische Republik Pakistan eine föderalistische, semipräsidentielle Demokratie. Der Islam ist Staatsreligion. 1999 wurde die Verfassung nach einem Staatsstreich außer Kraft gesetzt und das Parlament aufgelöst. Obwohl die Verfassung seit 2002 schrittweise wiederhergestellt wurde und 2002 erstmals wieder Parlamentswahlen stattfanden, regierte der Militärmachthaber Pervez Musharraf, der seit 2001 auch formell das höchste Staatsamt innehatte, seit 1999 de facto diktatorisch. Die Parlamentswahlen 2002 verliefen zwar weitgehend regelmäßig und friedlich, allerdings hatte das Militärregime im Vorfeld die beiden ehemaligen Premierminister Benazir Bhutto und Nawaz Sharif von den Wahlen ausgeschlossen, weitere Oppositionskandidaten benachteiligt und den Wahlkampf eingeschränkt. Die Parlamentswahlen 2008 brachten einen Sieg der Oppositionsparteien um die kurz zuvor ermordete Benazir Bhutto und Nawaz Sharif, so dass Pervez Musharraf Ende 2008 unter öffentlichem Druck zurücktrat.
Staatsoberhaupt Pakistans ist der Präsident, der laut Verfassung von einem Wahlgremium – bestehend aus den beiden Bundesparlamenten und den Regionalparlamenten der vier Provinzen – auf fünf Jahre gewählt wird. Er muss Muslim und bei Amtsantritt mindestens 45 Jahre alt sein. Seine Aufgaben sind überwiegend repräsentativer Natur, darüber hinaus verfügt er jedoch über einige Sonderrechte. So kann er jederzeit die Nationalversammlung auflösen und besitzt den Oberbefehl über die Streitkräfte. Pervez Musharraf gelangte 1999 durch einen Staatsstreich an die Macht, ernannte sich 2001 selbst zum Präsidenten und ließ sich 2002 in einer von unabhängigen Wahlbeobachtern sowie der politischen Opposition als hochgradig unfair eingestuften Volksabstimmung im Amt bestätigen. Mittels umfangreicher Verfassungsänderungen stärkte er die Machtstellung des Präsidenten. 2004 schuf er den Nationalen Sicherheitsrat unter seinem Vorsitz, der den Ausnahmezustand über das Land verhängen kann. De facto ist Pakistan daher ein Präsidialregime.
Die gesetzgebende Gewalt liegt nach der Verfassung beim Parlament (Majlis-e-Shoora). Es besteht aus zwei Kammern, der Nationalversammlung (Unterhaus) und dem Senat (Oberhaus). Die Nationalversammlung umfasst 342 Abgeordnete, wovon 272 für fünf Jahre nach Mehrheitswahlrecht direkt vom Volk gewählt werden. Wahlberechtigt sind alle Staatsbürger ab einem Alter von 18 Jahren. 60 Parlamentssitze sind Frauen, zehn weitere Vertretern religiöser Minderheiten vorbehalten. Die reservierten Sitze werden auf die in der Nationalversammlung vertretenen Parteien entsprechend ihrem Stimmenanteil verteilt. Der Senat hat 100 Abgeordnete, die von den Parlamenten der vier Provinzen sowie der Stammesgebiete unter Bundesverwaltung gewählt werden. Obwohl der Senat in der Hierarchie über der Nationalversammlung steht, hat letztere weiter reichende Befugnisse. So wählt diese den Premierminister, dem laut Verfassung die eigentliche Regierungsgewalt zukommt, und hat die alleinige Entscheidungsbefugnis über den Staatshaushalt und die Finanzgesetzgebung des Landes.

### Rechtssystem
Das pakistanische Rechtswesen beruht zwar noch größtenteils auf britisch-indischem Recht einschließlich des Common Law und der Frontier Crimes Regulation, umfasst aber seit den 1970er-Jahren auch viele Bestandteile des islamischen Rechts auf Grundlage der Scharia. So richtet sich das Familien- und Erbrecht ausschließlich nach islamischem Recht. Unter der Diktatur General Mohammed Zia-ul-Haqs (1977 bis 1988) wurde auch das Strafrecht islamisiert.
Oberster Gerichtshof des Landes ist der Supreme Court mit Sitz in Islamabad. Den Vorsitz führt der vom Präsidenten ernannte Chief Justice. Die anderen Richter des Supreme Courts sowie alle Richter der ihm untergeordneten High Courts der vier Provinzen werden nach Absprache mit dem Chief Justice ebenfalls vom Präsidenten ernannt. Der Supreme Court ist das höchste Berufungsgericht Pakistans, verfügt aber auch über Entscheidungsgewalt in Streitfragen zwischen der Zentralregierung und den Provinzen bzw. zwischen den Provinzen untereinander.
Neben der zivilen Gerichtsbarkeit gibt es einen Federal Shariat Court (Scharia-Gerichtshof des Bundes) mit acht Richtern. Drei davon sind islamische Glaubensgelehrte (Ulama). Die Aufgabe des Federal Shariat Court besteht darin, die Vereinbarkeit der Gesetzgebung mit den Geboten des Islam zu prüfen. Widerspricht ein Gesetz der islamischen Rechtsauslegung, so kann das Gericht je nach Zuständigkeit den Präsidenten oder den Gouverneur einer Provinz zur Überarbeitung des entsprechenden Gesetzes zwingen. An niedrigeren Gerichtshöfen gibt es gesonderte Kammern, in denen Ulama nach islamischem Recht urteilen.
Die früher vor allem bei den Paschtunen üblichen Stammesräte (Jirgas) sind zwar verboten, genießen aber in einigen ländlichen Landesteilen wie den Federally Administered Tribal Areas (FATA) noch immer hohes Ansehen und urteilen weitestgehend unabhängig vom geltenden staatlichen Recht nach dem Paschtunwali.
Die am 4. August 1955 eingesetzte Commission on Marriage and Family Laws trieb eine Reform des Ehe- und Familienrechts voran.

### Politische Parteien
Trotz einer vielfältigen Parteienlandschaft ist parteipolitische Arbeit in Pakistan nur begrenzt wirksam. Ursache ist insbesondere die mangelnde Ausprägung einer demokratischen Kultur infolge wiederkehrender Militärherrschaften, einer starken Ausrichtung der Politik auf einzelne Führungspersönlichkeiten und eines fehlenden ideologischen Unterbaus vieler Parteien. Dabei kam der Muslimliga unmittelbar nach der Unabhängigkeit eine ähnlich staatstragende Rolle zu wie der Kongresspartei in Indien. Nach dem Tod des Parteiführers Muhammad Ali Jinnah 1948 verlor sie jedoch schnell an Bedeutung. Die bedeutendste Abspaltung der Muslimliga ist die dem ehemaligen Militärmachthaber Pervez Musharraf besonders nahestehende Pakistan Muslim League Quaid-e-Azam (PML-Q). Der Namenszusatz Quaid-e-Azam bedeutet im Urdu „Großer Führer“ und steht für den Staatsgründer Muhammad Ali Jinnah. Die eher linksgerichtete Pakistan People’s Party (Pakistanische Volkspartei; PPP) wurde 1967 gegründet und war unter Zulfikar Ali Bhutto und dessen Tochter Benazir Bhutto Regierungspartei. Die beiden großen islamistischen Parteien Jamaat-e-Islami (Islamische Gemeinschaft; JI) und Jamiat Ulema-e-Islam (Gemeinschaft Islamischer Gelehrter; JUI) haben sich mit einigen weiteren Parteien der religiösen Rechten zum Bündnis Muttahida Majlis-e-Amal (Vereinigte Aktionsfront; MMA) zusammengeschlossen. Die meisten Anhänger besitzt die MMA in Belutschistan sowie in der Khyber Pakhtunkhwa, wo sie seit 2002 auch die Regierung stellt. Im Rest des Landes ist sie nur mäßig erfolgreich. Die Muttahida-Qaumi-Bewegung (Vereinigte Volksbewegung; MQM) ist die Interessenvertretung der Minderheit der Muhajir.
Verschiedene oppositionelle Bewegungen, wie die von Muhammad Tahir-ul-Qadri, können nur temporär mobilisieren. Die PTI mit ihrem Vorsitzenden Imran Khan konnte in den letzten Jahren jedoch einen Aufschwung verzeichnen, da sie Probleme des kleinen Mannes anspricht und somit einen Zuwachs an Mitgliedern erhielt und den etablierten Parteien Paroli bietet.

### Politische Indizes
| Name des Index                     | Indexwert    | Weltweiter Rang | Interpretationshilfe | Jahr |
| ---------------------------------- | ------------ | --------------- | --- | ---- |
| Fragile States Index               | 91,7 von 120 | 27 von 179      | Stabilität des Landes: Alarm 0 = sehr nachhaltig / 120 = sehr alarmierend Rang: 1 = fragilstes Land / 179 = stabilstes Land | 2024 |
| Demokratieindex                    | 2,84 von 10  | 124 von 167     | Autoritäres Regime 0 = autoritäres Regime / 10 = vollständige Demokratie                                                    | 2024 |
| Freedom in the World Index         | 35 von 100   | —               | Freiheitsstatus: teilweise frei 0 = unfrei / 100 = frei                                                                     | 2024 |
| Rangliste der Pressefreiheit       | 29,6 von 100 | 158 von 180     | Sehr ernste Lage für die Pressefreiheit 100 = gute Lage / 0 = sehr ernste Lage                                              | 2025 |
| Korruptionswahrnehmungsindex (CPI) | 27 von 100   | 135 von 181     | 0 = sehr korrupt / 100 = sehr sauber                                                                                        | 2024 |

### Föderale Struktur, Verwaltungsgliederung

Provinzen, Territorien und Distrikte Pakistans

Pakistan ist nach der Verfassung von 1973 ein föderaler Staat. Er untergliedert sich in die vier Provinzen Belutschistan, Khyber Pakhtunkhwa (ehem. Nordwestliche Grenzprovinz), Punjab und Sindh, die jeweils über eine auf fünf Jahre direkt vom Volk gewählte Provinzversammlung (Pronvincial Assembly) verfügen. Regierungschef ist der Chief Minister, der von der Provinzversammlung gewählt wird und im Allgemeinen der Vorsitzende der Partei ist, welche die stärkste Fraktion bildet. Dem Chief Minister steht jedoch in jeder Provinz ein vom Präsidenten ernannter Gouverneur vor, der nach Absprache mit dem Präsidenten die Provinzversammlung auflösen und eine Übergangsregierung bilden kann.
Das Hauptstadtterritorium Islamabad wird unmittelbar von der pakistanischen Zentralregierung verwaltet, ebenso das unter pakistanischer Kontrolle stehende Gilgit-Baltistan (ehem. Nordgebiete) der von Indien beanspruchten Region Kaschmir. Zu letzterer gehört auch das teilautonome Gebiet Asad Jammu und Kaschmir, das über eine eigene gesetzgebende Versammlung (Legislative Assembly), einen Premierminister und einen Präsidenten verfügt.
Jede Verwaltungseinheit ist in Distrikte untergliedert. Das Hauptstadtterritorium bildet einen eigenen Distrikt. Insgesamt gibt es in Pakistan 119 Distrikte, davon 14 im pakistanisch kontrollierten Teil Kaschmirs. Eine Ausnahme stellen die Stammesgebiete unter Bundesverwaltung dar.
| Verwaltungseinheit                              | Status                        | Hauptstadt   | Fläche km² |
| ----------------------------------------------- | ----------------------------- | ------------ | ---------- |
| Belutschistan                                   | Provinz                       | Quetta       | 347.190    |
| Khyber Pakhtunkhwa (Nordwestliche Grenzprovinz) | Provinz                       | Peschawar    | 101.741    |
| Punjab                                          | Provinz                       | Lahore       | 205.344    |
| Sindh                                           | Provinz                       | Karatschi    | 140.914    |
| Islamabad                                       | Hauptstadtterritorium         | Islamabad    | 906        |
| Asad Jammu und Kaschmir                         | teilautonomes Gebiet          | Muzaffarabad | 11.639     |
| Gilgit-Baltistan (Nordgebiete)                  | Gebiet unter Bundesverwaltung | Gilgit       | 72.520     |
| Pakistan                                        | Islamische Republik           | Islamabad    | 880.254    |

### Außenpolitik

Aktuelle Gebietsaufteilung Kaschmirs:

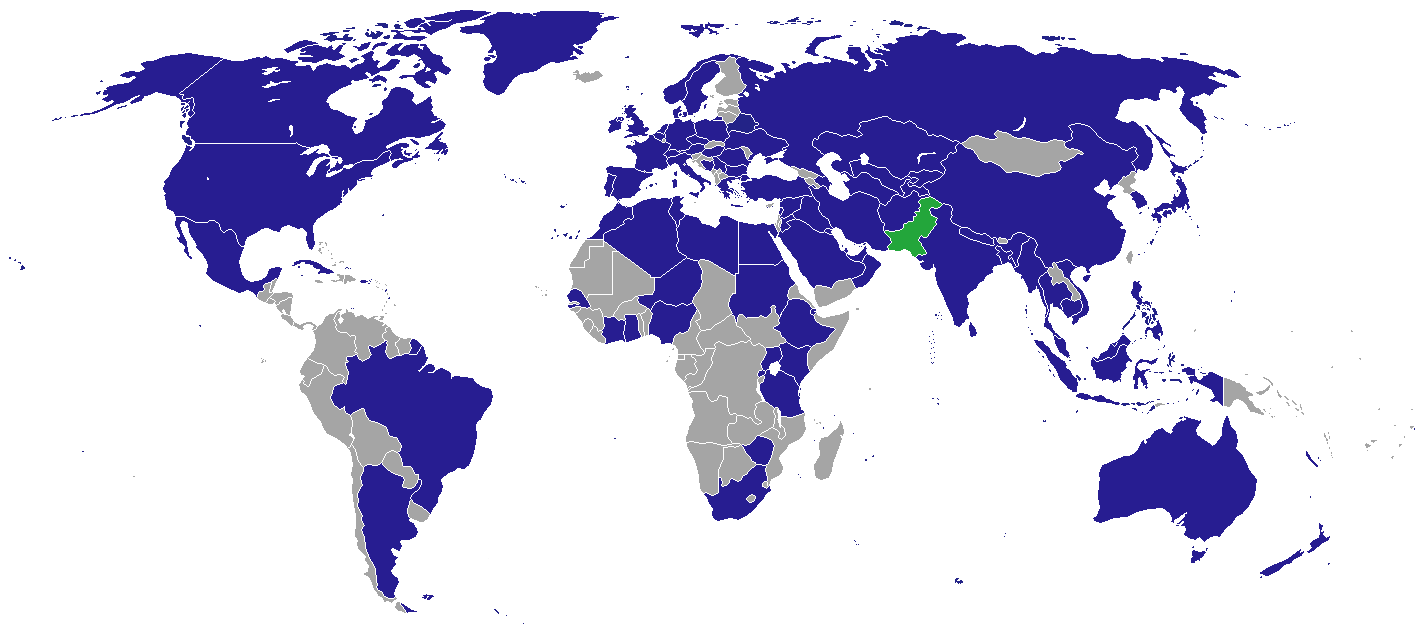
Staaten mit diplomatischen Beziehungen zu Pakistan

#### Verhältnis zu Indien
Pakistans außenpolitische Beziehungen sind seit der Unabhängigkeit vor allem durch das Verhältnis zum Nachbarland Indien gekennzeichnet, das durch den ungeklärten Status der von beiden Seiten beanspruchten, überwiegend muslimischen Region Kaschmir stark belastet ist. Bereits dreimal führten Pakistan und Indien Krieg um die umstrittene Region. Im Ersten Kaschmirkrieg 1947/48 besetzte Indien das kaschmirische Kernland sowie die mehrheitlich hinduistische Gegend um Jammu und das buddhistische Ladakh. Pakistan eroberte den nördlichen Teil und ein kleines Gebiet im Westen Kaschmirs, das als „Asad Kaschmir“ („Freies Kaschmir“) einen teilautonomen Status erhielt. Die 1949 von den Vereinten Nationen ausgehandelte Waffenstillstandslinie hat unter der Bezeichnung Line of Control Bestand – daran änderten auch ein weiterer um die Region geführter Krieg 1965 und der bewaffnete Konflikt des Jahres 1999 nichts – wurde aber nie als endgültige Grenze anerkannt. Vielmehr besteht Pakistan auf einer ebenfalls von den Vereinten Nationen vorgeschlagenen Volksabstimmung über den endgültigen Status Kaschmirs. Diese hat jedoch noch nicht stattgefunden, da sich Indien auf die im Oktober 1947 unterzeichnete Beitrittserklärung des bis dahin quasi selbstständigen Königreiches Kaschmir zur Indischen Union beruft. Auch 1971 führten Pakistan und Indien Krieg gegeneinander, allerdings nicht um Kaschmir, sondern wegen des in Ostpakistan (Bangladesch) tobenden Unabhängigkeitskrieges, in den Indien auf Seiten Ostpakistans eingriff. Seit dem Kargil-Krieg, 1999, ist das Verhältnis von Pakistan und Indien durch deren Besitz von Atomwaffen nur noch mehr verschärft worden. 2002 standen diese beiden verfeindeten Staaten letztmals kurz vor einer bewaffneten Auseinandersetzung. Seitdem zeichnet sich ein leichter, durch wirtschaftliche Interessen begünstigter Entspannungsprozess ab. Es kam zu vertrauensbildenden Maßnahmen wie der Eröffnung mehrerer grenzüberschreitender Verkehrsverbindungen. Auch treffen hochrangige Regierungsvertreter beider Staaten mittlerweile regelmäßig zu Gesprächen zusammen, um den Friedensprozess voranzutreiben. Eine endgültige Lösung der Kaschmir-Frage steht jedoch nach wie vor aus. Einen Rückschlag für die Entwicklung stellten die Anschläge am 26. November 2008 in Mumbai dar, als zehn junge Männer, die in Kaschmir von der islamistischen Terrororganisation Laschkar-e Taiba ausgebildet worden waren, 174 Menschen töteten. Hardliner in Indien forderten daraufhin einen Militärschlag gegen Pakistan und die damalige US-Außenministerin Condoleezza Rice reiste schnell nach Neu-Delhi und Islamabad, um die Lage zu beruhigen. Ein weiterer Rückschlag war die Ausbreitung der afghanischen Terrororganisation Taliban und anderen radikalislamischen Gruppen im Nordwesten von Pakistan an der Grenze zu Afghanistan, da die Regierung kaum Kontrolle über sie ausüben konnte.

#### Beziehungen zu den USA

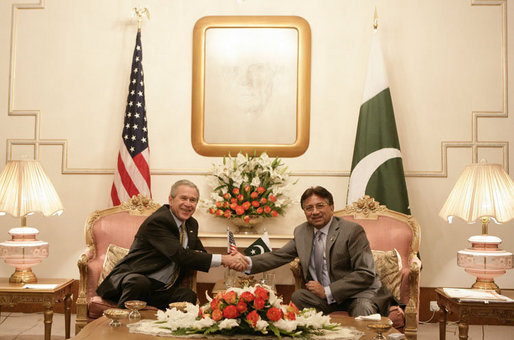
Pakistans ehemaliger Präsident Pervez Musharraf mit dem damaligen US-Präsidenten George W. Bush bei einem Treffen in Islamabad im März 2006

Zur Absicherung gegenüber Indien sucht Pakistan seit seinem Bestehen starke Bündnispartner, die es vor allem in den USA und der Volksrepublik China gefunden hat. Begünstigt wurden die pakistanischen Bündnisbestrebungen durch die Konstellation des Kalten Krieges, in dessen Verlauf sich Indien zunehmend in Richtung der Sowjetunion orientierte und damit die USA und China verärgerte. Dementsprechend waren die pakistanisch-sowjetischen Beziehungen eher unterkühlt. Die USA dagegen ließen Pakistan seit den 1950er-Jahren nicht nur umfangreiche finanzielle Unterstützung zukommen, sondern belieferten das Land auch mit Waffen. Während der Militärdiktatur Mohammed Zia-ul-Haqs verschlechterten sich die Beziehungen zunächst. Angesichts des Ausfalls der Islamischen Republik Iran als amerikanischer Verbündeter nach der Islamischen Revolution unter dem Ajatollah Chomeini und der Intervention sowjetischer Truppen im afghanischen Bürgerkrieg 1979 gewann Pakistan jedoch erneut eine herausragende Bedeutung für die US-Außenpolitik. Mit dem Ende des Kalten Krieges und dem Zerfall der Sowjetunion büßte Pakistan einen Teil dieser Bedeutung wieder ein. In den 1990er-Jahren verschlechterten sich die Beziehungen zu den USA sogar zusehends, da die von Pakistan unterstützten religiösen Extremisten im afghanischen Bürgerkrieg nicht mehr der Bekämpfung der Sowjets dienlich waren, sondern sich zu einem Sicherheitsproblem für den Westen entwickelten. Seitdem sich Präsident Pervez Musharraf nach den Terroranschlägen des 11. September 2001 auf die Seite der USA stellte, spielt Pakistan aber erneut eine wichtige Rolle im außenpolitischen Gefüge der USA, allerdings nicht mehr in Hinblick auf Indien, das mittlerweile zu einem bedeutenden strategischen Partner der USA in der Region geworden ist, sondern vor allem im Kampf gegen den islamistischen Terrorismus. Pakistan steht seit 2004 auf der Liste der Major non-NATO ally und gehört damit zu den engsten diplomatischen und strategischen Partnern der USA außerhalb der NATO. Allerdings lassen die aktuellen Entwicklungen, insbesondere der immer stärker um sich greifende Terrorismus, Zweifel an der stabilisierenden Wirkung auf Afghanistan aufkommen, da der Westen Pakistans von Taliban-Anhängern als Basis genutzt wird. Neu entstandene Untergrundorganisationen wie die aus 13 Gruppen entstandene Tehrik-i-Taliban Pakistan (TTP) um Baitullah Mehsud und nach seinem Tod Hakimullah Mehsud fokussierten sich seit 2006 auf den Kampf gegen den pakistanischen Staat und die schiitische Minderheit. Außerdem gestaltet sich die politische Lage hinsichtlich des pakistanischen Atomwaffenarsenals und des erstarkenden Fundamentalismus zunehmend bedrohlich. Die Regierung von Präsident Donald Trump warf Pakistan vor, die radikalislamischen Taliban und das mit ihnen verbündete Hakkani-Netzwerk zu unterstützen und ihnen einen Rückzugsort zu geben. Am 4. Januar 2018 stoppte die US-Regierung die Sicherheitshilfen für Pakistan. Bereits im August 2017 hatte die Regierung erklärt, 255 Millionen Dollar an Militärhilfe für Pakistan zurückzuhalten.

#### Beziehungen zur EU
Die meisten Länder der Europäischen Union unterhalten freundschaftliche Beziehungen zu Pakistan. Obwohl die EU sowie verschiedene europäische Regierungen dem pakistanischen Regierungssystem verhalten gegenüberstehen und Bedenken bezüglich der Lage von Demokratie und Menschenrechten äußerten, steht die Rolle der pakistanischen Regierung als Gegner islamistischer Bewegungen sowie als möglicher Stabilisierungsfaktor für Afghanistan, wo mehrere europäische Staaten an der Schutztruppe ISAF beteiligt waren, deutlich im Vordergrund. Zudem strebt die EU als wichtigster Außenhandelspartner Pakistans eine Ausweitung der wirtschaftlichen Beziehungen an. Die Europäische Kommission ist seit 1985 mit einer diplomatischen Vertretung in Islamabad anwesend.

#### Beziehungen zu Iran
Die Beziehungen Pakistans zu seinem westlichen Nachbarn Iran sind zwiespältig. Bis in die jüngere Vergangenheit arbeiteten beide Länder eng miteinander zusammen. Iran unterstützte Pakistan sogar militärisch, etwa bei der Niederschlagung separatistischer Aufstände der Belutschen auf pakistanischem Hoheitsgebiet zwischen 1973 und 1977. Auch die Islamische Revolution im Jahre 1979 und die damit verbundene Abkehr Irans von seiner bis dahin pro-amerikanischen Außenpolitik bedeutete keinen Bruch in den Beziehungen der Nachbarstaaten. Erst die zunehmende Gewalt sunnitischer Extremisten gegen die schiitische Minderheit in Pakistan seit Beginn der 1990er-Jahre zog eine Abkühlung der Beziehungen nach sich. Der schiitische Islam ist Staatsreligion in der Islamischen Republik Iran. Noch schwerwiegender wirkte sich die mutmaßliche Unterstützung des streng sunnitischen Taliban-Regimes in Afghanistan durch Pakistan aus. Seit dem Ende der Taliban 2001 und dem schärferen Vorgehen der Regierung Musharraf gegen extremistische Sunniten im eigenen Land haben sich die Beziehungen merklich entspannt. Bislang wurden sie auch durch den Streit zwischen den USA und der iranischen Regierung unter Mahmud Ahmadinedschad über das iranische Atomprogramm kaum getrübt. Iran hat sich wiederholt als Vermittler im indisch-pakistanischen Kaschmirstreit angeboten, da er zu beiden Seiten gute Beziehungen unterhält.

#### Beziehungen zu Afghanistan
Trotz kultureller und sprachlicher Gemeinsamkeiten verbindet Afghanistan und Pakistan ein belastetes Verhältnis. Nach der als Folge der Teilung Indiens 1947 erfolgten Unabhängigkeit Pakistans kam es zu einem Streit um die Durand-Linie, welche die Grenze zwischen Afghanistan und Pakistan bildet und ein Erbe der Kolonialzeit ist. Afghanistan weigerte sich diese anzuerkennen und es kam regelmäßig zu bewaffneten Auseinandersetzungen an der durchlässigen Grenze, welche später zu einem Zentrum des internationalen islamischen Terrorismus werden sollte. Nach dem Beginn der sowjetischen Intervention in Afghanistan 1979 nahm Pakistan Millionen Flüchtlinge aus dem Nachbarland auf und unterstützen gemeinsam mit den USA und Saudi-Arabien den antisowjetischen Widerstand mit Ausrüstung, Ausbildung und Geldern. Später förderte Pakistan die radikalislamischen Taliban und waren einer der wenigen Staaten, die zum ersten Taliban-Regime (1996–2001) in Afghanistan offizielle diplomatische Beziehungen unterhielten. Diese Förderung der Taliban führte allerdings auch zu einer Destabilisierung Pakistans, als die pakistanischen Taliban begannen Terroranschläge in Pakistan verübten. Nach der erneuten Machtübernahme der Taliban in Afghanistan 2021 verstärkten sich die Gefechte an der Grenze beider Länder erneut.

#### Mitgliedschaft in internationalen Organisationen

Karte der Commonwealth-Mitglieder

Im Unabhängigkeitsjahr 1947 trat Pakistan den Vereinten Nationen bei. Aus dem Commonwealth of Nations, dem es ebenfalls seit seiner Unabhängigkeit angehörte, trat es 1972 aus Protest gegen die Abspaltung Bangladeschs und dessen Beitritt zum Commonwealth aus. Erst 1989 entschloss sich Pakistan zum Wiedereintritt, wurde aber 1999 nach dem Staatsstreich Pervez Musharrafs suspendiert und erst 2004 wieder zugelassen. Etwa 3 Wochen nach der Verhängung des Ausnahmezustand über ganz Pakistan suspendierte der Commonwealth am 22. November 2007 Pakistan erneut. Zudem ist der Staat Mitglied der Weltbank, des Internationalen Währungsfonds (IWF), der Organisation der Islamischen Konferenz (OIC), der Asiatischen Entwicklungsbank, der Südasiatischen Vereinigung für Regionale Zusammenarbeit (SAARC), der Organisation für wirtschaftliche Zusammenarbeit (ECO) und vieler weiterer internationaler Organisationen. 2005 erhielt Pakistan gleichzeitig mit Indien und Iran Beobachterstatus bei der Shanghaier Organisation für Zusammenarbeit (SCO), seit 2017 ist Pakistan vollständiges Mitglied.

### Innenpolitische Konflikte

#### Konflikte zwischen verschiedenen Volks- und Glaubensgruppen
Seit seiner Unabhängigkeit ist Pakistan Schauplatz gewaltsamer Auseinandersetzungen zwischen verschiedenen Volks- und Glaubensgruppen. Problematisch aus Sicht der kleineren Volksgruppen ist die Dominanz der Punjabis. Außerdem haben innere und äußere Wanderungsbewegungen in einigen Landesteilen zu erheblichen ethnischen Verschiebungen geführt, die auf Unmut stoßen. Im Sindh, insbesondere in der Provinzhauptstadt Karatschi und in Hyderabad, kommt es immer wieder zu blutigen Zusammenstößen zwischen den einheimischen Sindhi einerseits und zugewanderten Muhajir andererseits. Letztere haben auf Grund ihres höheren Bildungsstandes eine herausragende Rolle im öffentlichen Leben. Ursprünglich aus Nordindien zugezogen, stellen sie mittlerweile mehr als ein Fünftel der Bevölkerung des Sindh, die Sindhi dagegen nur noch knapp 60 Prozent, in Karatschi weniger als 10 Prozent. Hinzu kommt die Zuwanderung von Panjabern und Paschtunen in den verhältnismäßig wohlhabenden Sindh. Viele Sindhi fühlen sich daher ins gesellschaftliche Abseits gedrängt. Radikale Nationalisten fordern einen unabhängigen Staat Sindhu Desh („Land der Sindhi“). Auch zwischen den Muhajir und den wirtschaftlich zunehmend einflussreichen Paschtunen, häufig Flüchtlinge aus Afghanistan, kommt es im Sindh immer wieder zu bewaffneten Übergriffen. Regionalistische oder separatistische Bestrebungen bestehen außer im Sindh auch in Belutschistan (Belutschische Befreiungsarmee) und in Khyber Pakhtunkhwa, wo viele Paschtunen einen unabhängigen Staat bzw. die Vereinigung mit Afghanistan fordern.
1986 trat das „Blasphemiegesetz“ (Artikel 295c des pakistanischen Strafgesetzbuches) in Kraft, das Gotteslästerung und geringschätzige Bemerkungen über den Propheten Mohammed mit Geldstrafen, Haftstrafen oder sogar mit dem Tode bestraft. Bisher wurde keiner der auf Grund dieses Gesetzes Verurteilten tatsächlich hingerichtet; wohl sind mehrmals Angeklagte oder Verurteilte von Islamisten ermordet worden. Auch kommt es immer wieder zu Fällen von Selbstjustiz und Lynchmorden gegen Angehörige religiöser Minderheiten, bspw. Christen in Pakistan (Vorwurf bzw. Vorwand der „Gotteslästerung“).

#### Terrorismus
Seit der Islamisierungspolitik der 1980er-Jahre erlebt Pakistan einen rasanten Zuwachs an religiösem Extremismus im Land und an Koranschulen (Madrasa). Letztere werden seit der Militärdiktatur unter General Mohammed Zia-ul-Haq finanziell gefördert. An einigen der rund 18.000 Koranschulen (Stand 2009) sind fundamentalistische Anschauungen verbreitet, die zu einer Radikalisierung des Landes beitragen. Dies äußert sich in zunehmenden gewaltsamen Auseinandersetzungen zwischen militanten Sunniten und Schiiten und beispielsweise in der andauernden Benachteiligung der zahlenmäßig eher unbedeutenden nicht-muslimischen Minderheiten sowie der Ahmadiyya-Muslimgemeinde. Auch einige pakistanische Regierungen wurden wiederholt der aktiven Unterstützung terroristischer Gruppierungen als Mittel der politischen Einflussnahme in Afghanistan (Taliban-Regime) und Kaschmir bezichtigt. Einige Islamistengruppen haben eine Eigendynamik entwickelt, die sie der Kontrolle Islamabads entzieht. Wasiristan an der afghanischen Grenze dient radikalislamischen Taliban als Rückzugsgebiet. Pakistanische Regierungstruppen kämpfen seit 2004 gegen Taliban-Verbände, um die Regierungsgewalt in diesem Landesteil wiederherzustellen.
Nach den Terroranschlägen vom 11. September 2001 geriet Pakistan verstärkt ins Spannungsfeld religiös motivierter Auseinandersetzungen, insbesondere da der damalige Präsident Pervez Musharraf eine enge politische und militärische Allianz mit den USA praktizierte und am Kampf gegen den internationalen Terrorismus teilnahm. Nach Meinung vieler Pakistaner war Musharrafs Politik prowestlich orientiert.
Nachdem Pakistan einige Jahre lang die Todesstrafe ausgesetzt hatte, wurde diese nach dem Terroranschlag von Peschawar 2014 wieder eingeführt, und zwar nicht nur, wie zunächst angekündigt für Terrordelikte, sondern allgemein. Seither wurden Hunderte Todesurteile durch Erhängen vollstreckt. Pakistan hat die weltweit höchste Zahl an zum Tode verurteilten Gefängnisinsassen, die auf ihre Hinrichtung warten. Ende 2015 waren es 6016 Personen. Bürger- und Menschenrechtsaktivisten in Pakistan und weltweit beklagen, dass die zum Tode Verurteilten oft keine Chance auf ein faires rechtsstaatliches Verfahren hatten.
Zwischen der Regierung und der Tehrik-i-Taliban Pakistan gab es zwischenzeitlich ab Mai 2022 eine Waffenruhe. Die TTP kündigte diese aber im November 2022 einseitig auf. Wenige Tage später am 30. November 2022 wurde ein mutmaßlicher Selbstmordanschlag auf Sicherheitskräfte für eine Polio-Impfkampagne in Quetta in der Provinz Baluchistan durchgeführt. Dabei kamen mindestens drei Menschen ums Leben, mindestens 23 wurden verletzt. Die TTP bekannte sich zu dem Anschlag.
Am 9. November 2024 starben bei einem Selbstmordattentat mit einer Bombe im Hauptbahnhof von Quetta mindestens 25 Menschen, weitere 53 Menschen wurden nach Angaben der Polizei verletzt. Die Balochistan Liberation Army reklamierte die Tat für sich.

### Streitkräfte und Verteidigung

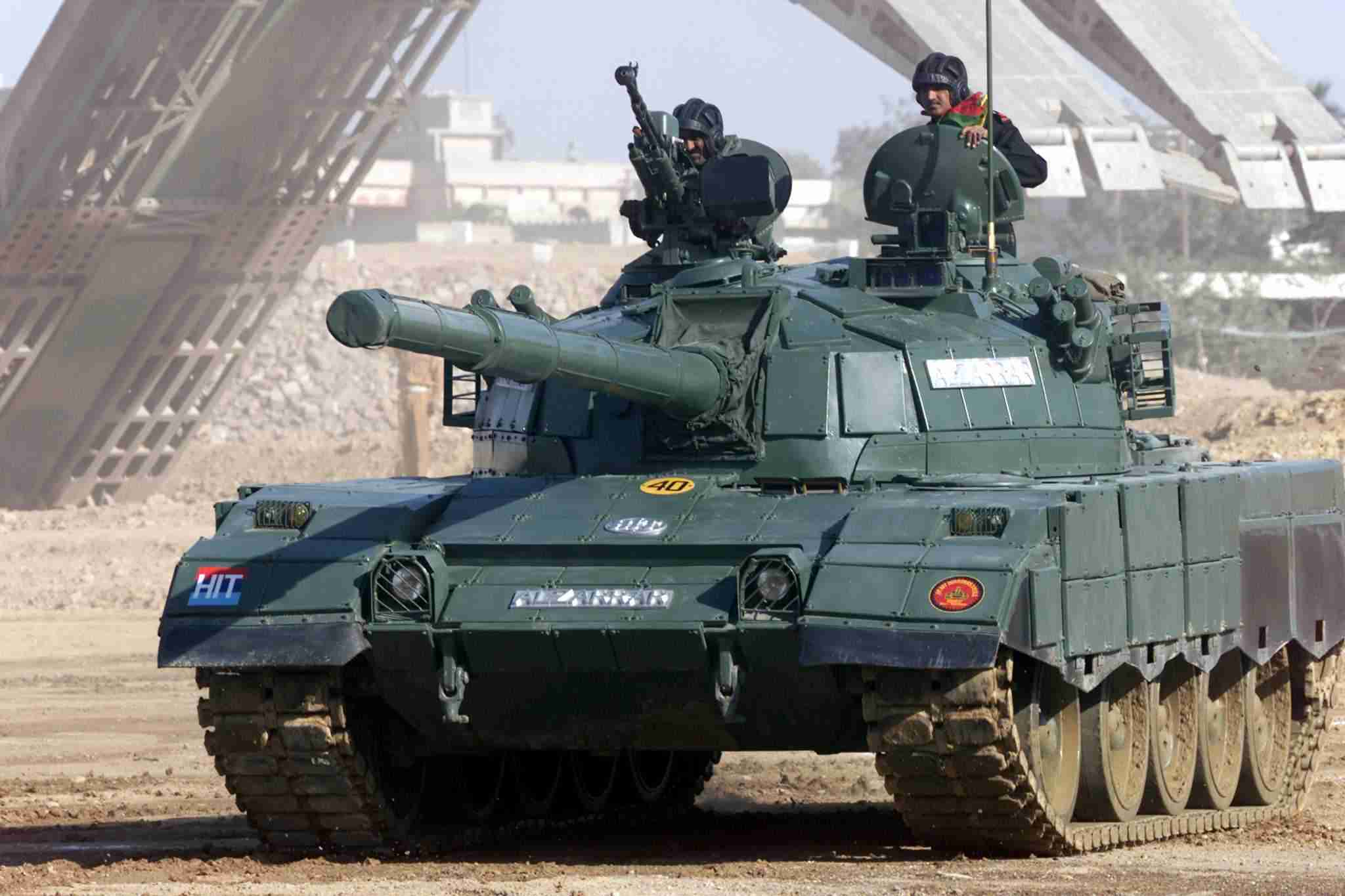
Das Rückgrat des pakistanischen Heeres: der Al-Zarrar-Panzer

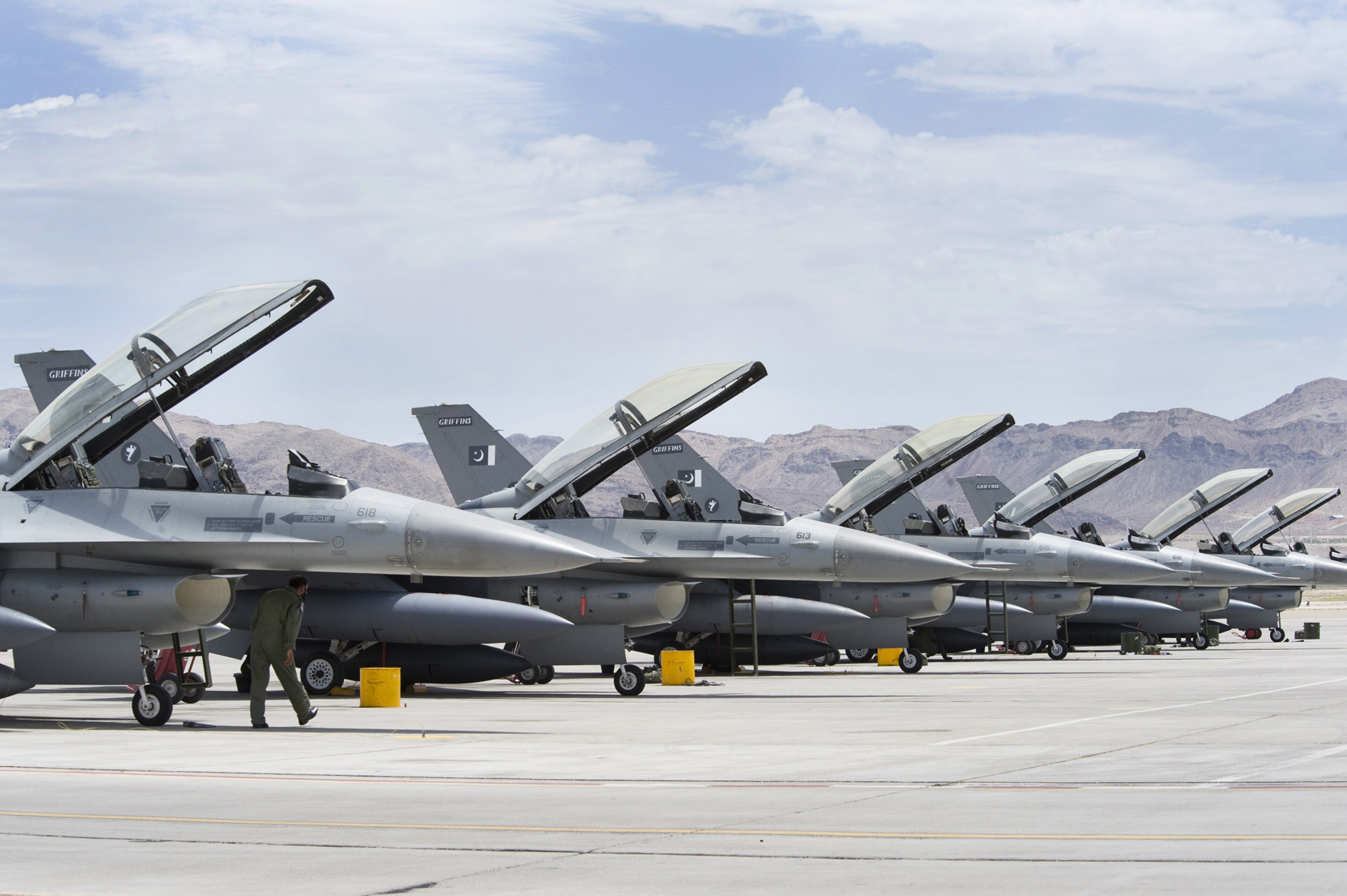
F-16-Jagdflugzeuge der Pakistan Air Force

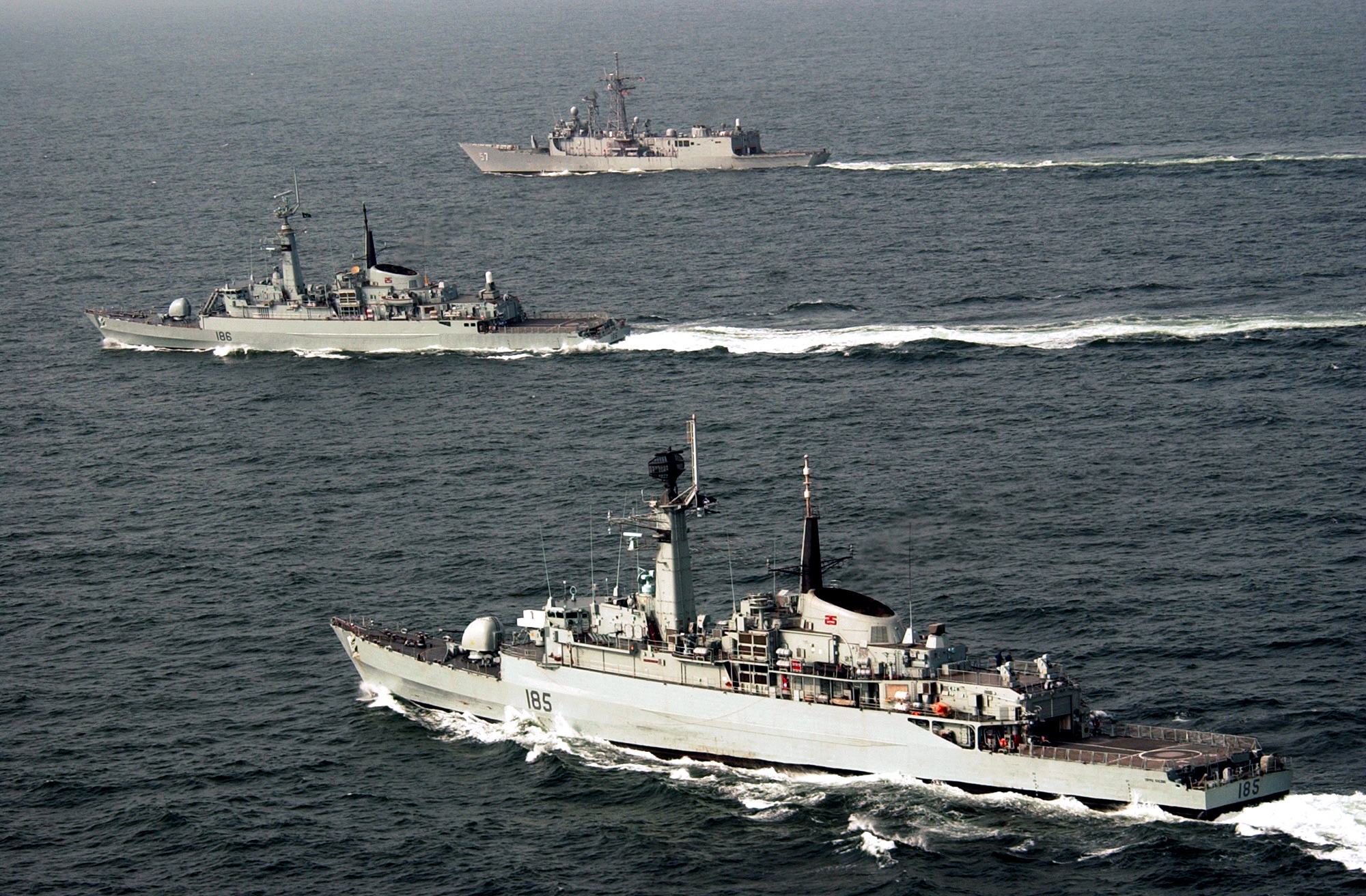
Die pakistanische Marine während eines Manövers

#### Militär
Die pakistanische Armee teilt sich in die drei klassischen Teilstreitkräfte auf, das Heer mit rund 550.000 Mann, die Luftstreitkräfte mit 45.000 Mann, die Marine und Küstenwache mit einer Mannstärke von 24.000. Eine weitere 1999 von Pervez Musharraf eingeführte Teilstreitkraft ist das „Strategische Nuklearkommando“. Das atomare Arsenal wird auf 150 Sprengköpfe geschätzt. Offizielle Angaben dazu gibt es nicht. Ebenfalls unklar ist die Anzahl der Mittel- und Langstreckenraketen Pakistans. Die Zahl der aktiven Soldaten beträgt 915.000. Dazu kommen 513.000 Reservisten und rund 300.000 Mann in paramilitärischen Einheiten. Insgesamt umfassen die Streitkräfte damit 1,43 Millionen Mann. Es handelt sich um eine reine Freiwilligenarmee, eine Wehrpflicht besteht nicht. In der Geschichte des Landes kam es zu mehreren Staatsstreichen des Militärs. Die Streitkräfte halten aber nicht nur die politische Macht in Händen, sie kontrollieren auch große Teile der Wirtschaft.
Pakistan gab 2017 knapp 3,5 Prozent seiner Wirtschaftsleistung oder 10,8 Milliarden Dollar für seine Streitkräfte aus. Insgesamt 16,7 % der Ausgaben im Staatshaushalt gehen an das Militär, was im weltweiten Vergleich ein sehr hoher Wert ist.

#### Geheimdienste
Großen Einfluss auf die Politik haben die drei großen, verhältnismäßig selbstständig handelnden Geheimdienste. Die Inter-Services Intelligence (ISI) ist der größte Geheimdienst und oberste Koordinationsstelle für alle nachrichtendienstlichen Aktivitäten. Sie erfüllt eine Vielzahl sowohl innerer als auch äußerer Funktionen wie die Überwachung der Medien, politischer Gruppierungen sowie von Ausländern, insbesondere Diplomaten. Im Kriegsfall übernimmt sie Spionageaktivitäten im feindlichen Ausland. Daneben ist sie auch für die Sicherheit des pakistanischen Atomprogrammes verantwortlich. Der Generaldirektor der ISI muss ein Mitglied der pakistanischen Armee sein. Auf Grund mehrerer Bestechungsaffären, mit denen sie in Verbindung gebracht wird, und der Unterstützung und Ausrüstung militanter Extremisten ist sie äußerst umstritten und wird als „Staat im Staat“ betrachtet.
Das zivile Intelligence Bureau (IB) untersteht dem Innenministerium. Seine vornehmliche Aufgabe besteht in der Überwachung von Politikern, politischen Aktivisten und mutmaßlichen Terroristen. Zudem ist es mit der Spionageabwehr betraut.
Pakistans dritter großer Geheimdienst ist die der pakistanischen Armee unterstellte Military Intelligence (MI). Ihre Hauptaufgaben sind die Spionageabwehr und die Überwachung potenzieller Staatsfeinde.

### Menschenrechtslage
Obwohl die pakistanische Verfassung Grundrechte wie die Unantastbarkeit der Menschenwürde, Gleichheit vor dem Gesetz, Freizügigkeit, Gefangenenrechte, Versammlungs-, Vereinigungs-, Meinungs- und Religionsfreiheit garantiert, werden Menschenrechte sowohl vom Staatsapparat als auch von einzelnen Elementen der Gesellschaft immer wieder missachtet. Die Regierung veranlasst willkürliche Verhaftungen und undurchsichtige Prozesse gegen Verdächtige. Pakistan verhängt und wendet die Todesstrafe an.
Menschenrechtsorganisationen wie Amnesty International und Human Rights Watch berichten wiederholt von staatlichen Willkürakten wie Folter und Misshandlungen gegen Vertreter von Organisationen zur Stärkung der Rechte ethnischer Minderheiten, regierungskritische Menschenrechtsaktivisten und Personen, denen blasphemische Äußerungen oder Handlungen zur Last gelegt werden. Das Blasphemie-Gesetz führt auch zu willkürlichen Anzeigen von Privatpersonen oder sogar zu Lynchjustiz wie im Falle eines Leibwächters, der im Januar 2011 „im Sinne des Gesetzes“ Salman Taseer, den damaligen Gouverneur von Punjab, erschoss und seither dafür bejubelt wird. In den Landesteilen, über die der Staat nur eingeschränkt Kontrolle hat, urteilen Stammesgerichte oder -führer unabhängig von den politischen Institutionen und der Verfassung des Landes. Darüber hinaus findet Selbstjustiz statt, etwa in Form von Ehrenmorden an Frauen. 2015 wurden rund 1000 Ehrenmorde an Frauen und Mädchen zur Anzeige gebracht, das waren mehr als im Jahre 2013 (869) oder 2010 (791). Frauen und Mädchen sind häufig Opfer von häuslicher Gewalt, ohne dass der Staat Maßnahmen zur Bestrafung der Täter einleitet. Das pakistanische Recht sieht vor, dass der Täter einer strafrechtlichen Verfolgung entgeht, sofern die Angehörigen des Opfers ihm vergeben.
International bekannt wurde die Hinrichtung eines mit 14 Jahren Verhafteten, der unter Folter eine Tat gestand und wegen fahrlässiger Tötung von einem pakistanischen Gericht zum Tode verurteilt wurde. Shafqat Hussain war auf Grundlage des pakistanischen Anti-Terrorgesesetzes für schuldig befunden worden, obwohl ihm keine Verbindungen zu einer Terrororganisation nachgewiesen werden konnten. Im Dezember 2014 hob Pakistan das Hinrichtungsmoratorium auf. Nach elf Jahren in der Todeszelle wurde das Urteil am 4. August 2015 gegen Shafqat Hussain vollstreckt und er in einem Gefängnis erhängt.
Shafqat Hussain, der wegen Entführung und fahrlässiger Tötung im Jahr 2004 zum Tode verurteilt worden war, wurde am 4. August im Zentralgefängnis von Karatschi gehängt. Zum Zeitpunkt der ihm zur Last gelegten Tat war er nach Angaben seiner Anwälte noch nicht volljährig und wurde von der Polizei durch Folter zu einem „Geständnis“ gezwungen.
Er war auf Grundlage des pakistanischen Anti-Terrorgesesetzes für schuldig befunden worden, obwohl ihm keine Verbindungen zu einer Terrororganisation nachgewiesen werden konnten. Nachdem Pakistan im Dezember 2014 ein Hinrichtungsmoratorium aufgehoben hatte, war die Exekution von Shafqat Hussain viermal ausgesetzt worden.
Im Herbst 2016 beschloss eine Sitzung beider Kammern des Parlaments zwei Gesetze gegen Ehrenmord und Vergewaltigung. Der die Regierung beratende Council of islamic Ideology befand Ehrenmorde für unislamisch. Die Anwendung der Gesetze unter Berücksichtigung der ebenfalls geltenden Scharia bleibt für die Richter ein Dilemma.
Außerdem gibt es in Pakistan einen hohen Prozentsatz an Kinderarbeit: Eine Untersuchung des pakistanischen Wirtschaftsministeriums in Zusammenarbeit mit der Internationalen Arbeitsorganisation (ILO) fand 1996 heraus, dass 3,3 Millionen Kinder zwischen fünf und 14 Jahren – dies entsprach 8,3 Prozent aller Kinder dieser Altersgruppe – regelmäßig einer wirtschaftlichen Tätigkeit (bezahlte oder unbezahlte Arbeit außerhalb des Haushalts) nachgingen, vor allem in der Landwirtschaft und in der handwerklichen Exportproduktion. Allerdings zählte die Untersuchung nur solche Kinder, deren Arbeit ihre Haupttätigkeit darstellte; Kinder, die eine Schule besuchten oder hauptsächlich Arbeiten im Haushalt verrichteten und nebenbei außerhalb des Haushaltes arbeiteten, wurden nicht erfasst. Auch dürften viele Familien die Arbeit ihrer Kinder verschwiegen haben, da Kinderarbeit unter 14 Jahren in Pakistan gesetzlich verboten ist. Das tatsächliche Ausmaß der Kinderarbeit dürfte demnach noch weitaus höher liegen. Die regierungsunabhängige pakistanische Menschenrechtskommission geht in ihrem Bericht zur Lage der Menschenrechte für 2005 unter Berufung auf die ILO von acht bis zehn Millionen Kinderarbeitern aus; dies entspricht etwa einem Fünftel aller Kinder unter 14 Jahren.
Siehe auch: Konflikte in Pakistan und Soziale Lage in Pakistan

## Wirtschaft

Historische Entwicklung des realen Pro-Kopf-Bruttoinlandsprodukts in Pakistan, Bangladesch und Indien seit 1950

Pakistans Wirtschaft ist marktorientiert, obwohl die wirtschaftlichen Entwicklungsziele seit 1955 in staatlichen Fünfjahresplänen festgehalten werden. Die in den 1970er-Jahren verstaatlichten industriellen Großbetriebe werden seit den 1990er-Jahren schrittweise reprivatisiert. Nach einer deutlichen Abbremsung des Wirtschaftswachstums infolge des Militärputsches von 1999 befindet sich die pakistanische Wirtschaft seit 2002 wieder im Aufschwung. Im Wirtschaftsjahr 2016 wuchs sie um 5,7 Prozent. Das Bruttoinlandsprodukt betrug 2020 nach Angaben der Internationalen Währungsfonds rund 263 Milliarden US-Dollar. Das jährliche Pro-Kopf-Einkommen ist mit weniger als 1.260 US-Dollar aber immer noch sehr gering und entspricht dem eines Entwicklungslandes.
Gehemmt wird die wirtschaftliche Entwicklung hauptsächlich durch die weitverbreitete Korruption, die in weiten Landesteilen unzureichende Infrastruktur sowie die aus der Sicht ausländischer Investoren entscheidende instabile politische Lage in manchen Gegenden. Als „Rückgrat der gesamten pakistanischen Wirtschaft“ gilt der Schmuggel mit Drogen, Waffen und Unterhaltungselektronik, der seine Basis hauptsächlich in den Stammesgebieten hat. Ungünstig wirken sich eine hohe Teuerungsrate (2005/06: 7,9 Prozent) sowie ein beträchtliches Haushaltsdefizit aus, das zwar gegenüber den 1990er-Jahren erheblich gesenkt werden konnte, aber 2016 noch immer 4,5 Prozent betrug. Pakistan muss Rohstoffe, Maschinen und Fahrzeuge importieren, was für ein konstantes Handelsdefizit sorgt. Ausgeglichen wird dieses teilweise durch Überweisungen von im Ausland lebenden Pakistanern. 2016 beliefen sich die Auslandsüberweisungen auf 19,4 Milliarden US-Dollar was 7 % der Wirtschaftsleistung entsprach.
Im Global Competitiveness Report des Weltwirtschaftsforums für 2016/17 rangiert Pakistan unter insgesamt 138 Ländern auf Rang 122 (im Vorjahr Rang 129 von 144). Der Index für wirtschaftliche Freiheit 2024 des Landes war der 147 höchste von 176 Ländern.
Pakistan erhofft sich vom China-Pakistan-Economic-Corridor-Projekt dringend benötigte Investitionen in seine Infrastruktur und eine engere Integration in den weltweiten Handel.
Das Land führt eine Wertpapierbörse – die Pakistan Stock Exchange – mit ihrem Leitindex, dem KSE 100 Index.
| Jahr                                    | 2010   | 2015  | 2016    | 2017    | 2018    | 2019    | 2020    | 2021    | 2022    | 2023    |
| --------------------------------------- | ------ | ----- | ------- | ------- | ------- | ------- | ------- | ------- | ------- | ------- |
| BIP in Mrd. USD (Kaufkraftparität)      | 740,4  | 955,9 | 1.004,3 | 1.069,4 | 1.130,0 | 1.162,7 | 1.186,3 | 1.285,3 | 1.462,1 | 1.511,6 |
| BIP pro Kopf in USD (Kaufkraftparität)  | 4.283  | 4.893 | 5.017   | 5.212   | 5.387   | 5.434   | 5.436   | 5.774   | 6.441   | 6.531   |
| BIP-Wachstum (real)                     | 2,3 %  | 3,8 % | 4,1 %   | 4,6 %   | 6,1 %   | 3,1 %   | −0,9 %  | 5,8 %   | 6,2 %   | −0,2 %  |
| Inflation (in Prozent)                  | 10,1 % | 4,5 % | 2,9 %   | 4,8 %   | 4,7 %   | 6,8 %   | 10,7 %  | 8,9 %   | 12,2 %  | 29,2 %  |
| Staatsverschuldung (in Prozent des BIP) | 55 %   | 58 %  | 61 %    | 61 %    | 65 %    | 78 %    | 80 %    | 74 %    | 76 %    | 77 %    |

### Land- und Forstwirtschaft, Fischerei und Jagd
Trotz großer Fortschritte in der Industrialisierung und der Entwicklung des Dienstleistungsbereiches seit der Unabhängigkeit ist Pakistans Volkswirtschaft nach wie vor stark von der Landwirtschaft geprägt. Obwohl nur ein Drittel des Landes landwirtschaftlich genutzt wird, waren 2007/08 44,7 Prozent aller Erwerbstätigen in Land- und Forstwirtschaft, Fischerei und Jagd beschäftigt. Der Anteil dieses Sektors am Bruttoinlandsprodukt betrug 2016 25,2 Prozent, wovon 9,9 Prozent mit Feldfrüchten, 11,3 Prozent mit Viehwirtschaft, 0,2 Prozent mit Forstwirtschaft und 0,4 Prozent mit See- und Süßwasserfisch erwirtschaftet wurden.
Ackerbau wird auf einem Fünftel der Fläche Pakistans betrieben. Vier Fünftel der Ackerbauflächen entfallen auf die Indusebene, der Rest auf die Oasen Belutschistans und die nördlichen Randgebirge. Zur Nahrungsmittelerzeugung wird hauptsächlich Getreide angebaut, darüber hinaus auch Hülsenfrüchte und Obstsorten wie Datteln (2017: 524.041 t, damit lag Pakistan an 6. Stelle aller Länder, in denen Datteln angebaut werden) und Bananen. 2017 wurden 135 442 t Bananen geerntet. Die mit Abstand wichtigste Getreidepflanze ist Weizen. Pakistan gehörte 2017 zu den acht größten Weizenproduzenten (26.674.000 t) und zu den zehn größten Reisproduzenten (11.714.700 t) der Erde. Reis wird hauptsächlich in Form von Bewässerungsfeldbau in der Provinz Sindh angebaut. In geringerem Umfang werden auch Mais und Hirse angebaut. Bei Hirse lag Pakistan 2017 mit einer Produktion von 335.000 t weltweit an elfter Stelle. Die Haupterntezeit (kharif) ist nach der Regenzeit im Spätsommer und Herbst, in bewässerten Gebieten ist eine zweite Ernte (rabi) im Frühjahr möglich. Die Produktivität der Landwirtschaft ist nicht sehr hoch, da der Boden leicht versumpft und versalzt. Um dies zu vermeiden, sind teure Drainagesysteme und Pumpwerke erforderlich. Auch ist die Landwirtschaft wegen der Kleinpächterstruktur praktisch nicht mechanisiert. Dennoch konnten im Rahmen der in den 1960er-Jahren begonnen „Grünen Revolution“ große Fortschritte mit Düngemitteln und Hochertragssorten erzielt werden, sodass sich Pakistan mittlerweile weitestgehend selbst mit Nahrungsmitteln versorgen kann.
Allergrößte Bedeutung für die pakistanische Ausfuhrwirtschaft kommt dem Anbau kommerzieller Nutzpflanzen zu, allen voran der Baumwolle (Pakistan ist mit einer jährlichen Produktion von mehr als fünf Millionen Tonnen der viertgrößte Erzeuger von Baumwollfasern nach China, den USA und Indien), gefolgt von Zuckerrohr (47,2 Millionen Tonnen Produktion 2005, Platz 5 weltweit) und Tabak.
Die Viehzucht ist wichtig für die Herstellung von Milch und Milchprodukten sowie Fleisch, Leder und Wolle. In den nicht bewässerten Gegenden im Norden und Westen Pakistans wird extensive Weidewirtschaft betrieben, teilweise in nomadischen Verbänden.
Die Küste des Arabischen Meeres ist außerordentlich fischreich, sodass sogar Trockenfisch exportiert werden kann.
In Pakistan besteht ein System der Lizenzjagd. Zur Jagd ist für die nicht als Schädlinge angesehenen jagdbaren Tierarten eine Erlaubnis erforderlich, die gegen geringe Gebühr erteilt wird. Hatz oder Beize ist je nach Provinz gegen zusätzliche Gebühren zulässig. Für die Trophäenjagd auf die teilweise bedrohten Steinböcke, Blauschafe, Steppenschafe und Schraubenziegen werden von den Provinzen einige wenige Abschussgenehmigungen pro Saison gegen Devisen versteigert, die bei Schraubenziegen über 80.000 US-Dollar erlösen können. Die Mittel fließen zu vier Fünfteln den Gemeinden vor Ort zu, wodurch ein lokales Interesse am Artenschutz besteht.

### Bergbau
| Rohstoff   | Beitrag zum BIP (Mrd. Rs.) | Menge          | Beschäftigte |
| ---------- | -------------------------- | -------------- | ------------ |
| Erdgas     | 107,7                      | 38,1 Mrd. m³   | 18.195       |
| Rohöl      | 044,8                      | 24,1 Mio. bbl. | 10.951       |
| Steinkohle | 03,5                       | 03,7 Mio. t    | 24.159       |
| Kupfererze | 02,6                       | 04,0 Mio. t    | 01195        |
| Marmor     | 01,2                       | 01,3 Mio. t    | 07827        |
| Kalkstein  | 00,9                       | 14,9 Mio. t    | 09316        |
| Steinsalz  | 00,4                       | 01,6 Mio. t    | 04227        |
| Gips       | 00,3                       | 00,6 Mio. t    | 01425        |
| Quarzsand  | 00,3                       | 00,6 Mio. t    | 02700        |
| andere     | 00,9                       |                | 06734        |
| Summe      | 162,7                      |                | 86.729       |

Pakistan verfügt über eine Vielzahl von Bodenschätzen. Die Vorkommen sind aber häufig unbedeutend oder schlecht zugänglich. Der Bergbausektor leistete im Wirtschaftsjahr 2004/05 mit durchschnittlich 86.700 Beschäftigten (0,1 %) 2201 offiziell betriebenen Bergwerken einen Beitrag von 163 Mrd. Rupien (2,7 %) zum Bruttoinlandsprodukt. Wirtschaftlich bedeutsam war vor allem die Ausbeutung von Vorkommen der Energierohstoffe Erdgas, Erdöl und Steinkohle. Die äußerst hohe Wertschöpfung je Beschäftigtem war alleine durch Gas und Öl bedingt, jedoch lag sie auch im Rest des Sektors ungefähr um das zweieinhalbfache über dem Durchschnitt der pakistanischen Wirtschaft. Die Erdgasvorkommen deckten 2015 48 % des Inlandsbedarfs, die Erdölverkommen Pakistans entsprachen im gleichen Jahr 25 % des nationalen Bedarfs.
Auch die gewonnenen Energierohstoffe können den Eigenbedarf bei weitem nicht decken. Metallische Rohstoffe müssen trotz teilweise vorhandener Lagerstätten ebenfalls eingeführt werden. Dies gilt insbesondere für Eisenerz. Ausnahmen sind Chrom- und seit kurzem Kupfererze. Im belutschischen Saindak nahe der iranischen Grenze wurde 1995 eine große Kupferlagerstätte erschlossen, die außerdem geringe Gold- und Silbermengen enthält, die Förderung musste zunächst jedoch nach nur wenigen Monaten wegen fehlender finanzieller Mittel eingestellt werden. Erst 2003 konnte die Produktion mit Hilfe von Investitionen der China Metallurgical Group wieder aufgenommen werden. Bereits 2006 drohten eine unzureichende Vertragsgestaltung und mangelnde Überwachung zur vollständigen Erschöpfung der Lagerstätte bis zum Ende der zehnjährigen Pachtlaufzeit der Abbaurechte zu führen statt nur zur Hälfte, wie von der pakistanischen Seite erwartet. Die in staatlichem Eigentum befindliche Pakistan Mineral Development Corporation verfolgt diverse Erkundungs- und Entwicklungsprojekte, verfügt in der Regel jedoch nicht über ausreichend Kapital, um ohne Joint Ventures mit ausländischen Partnern vollständige Erschließungen durchzuführen oder die Ausbeutung zu betreiben.
Die vorhandenen Bergwerke werden häufig mit im internationalen Vergleich einfachen Mitteln und hohem Personaleinsatz betrieben. Insbesondere in kleinen privat betriebenen Bergwerken herrschen schlechte Arbeitsbedingungen. Die Internationale Arbeitsorganisation stellte 1998 für Pakistan jährlich 45 bis 90 tödliche Arbeitsunfälle in Kleinbergwerken fest. Wesentlich häufiger sind Verletzungen und Berufskrankheiten wie Silikose. Illegaler Betrieb von Bergwerken (5 % bis 20 % im Jahr 1998) sowie prekäre Arbeitsverhältnisse und illegale Beschäftigung auch in legalen Bergwerken verschärfen die Probleme.

### Industrie

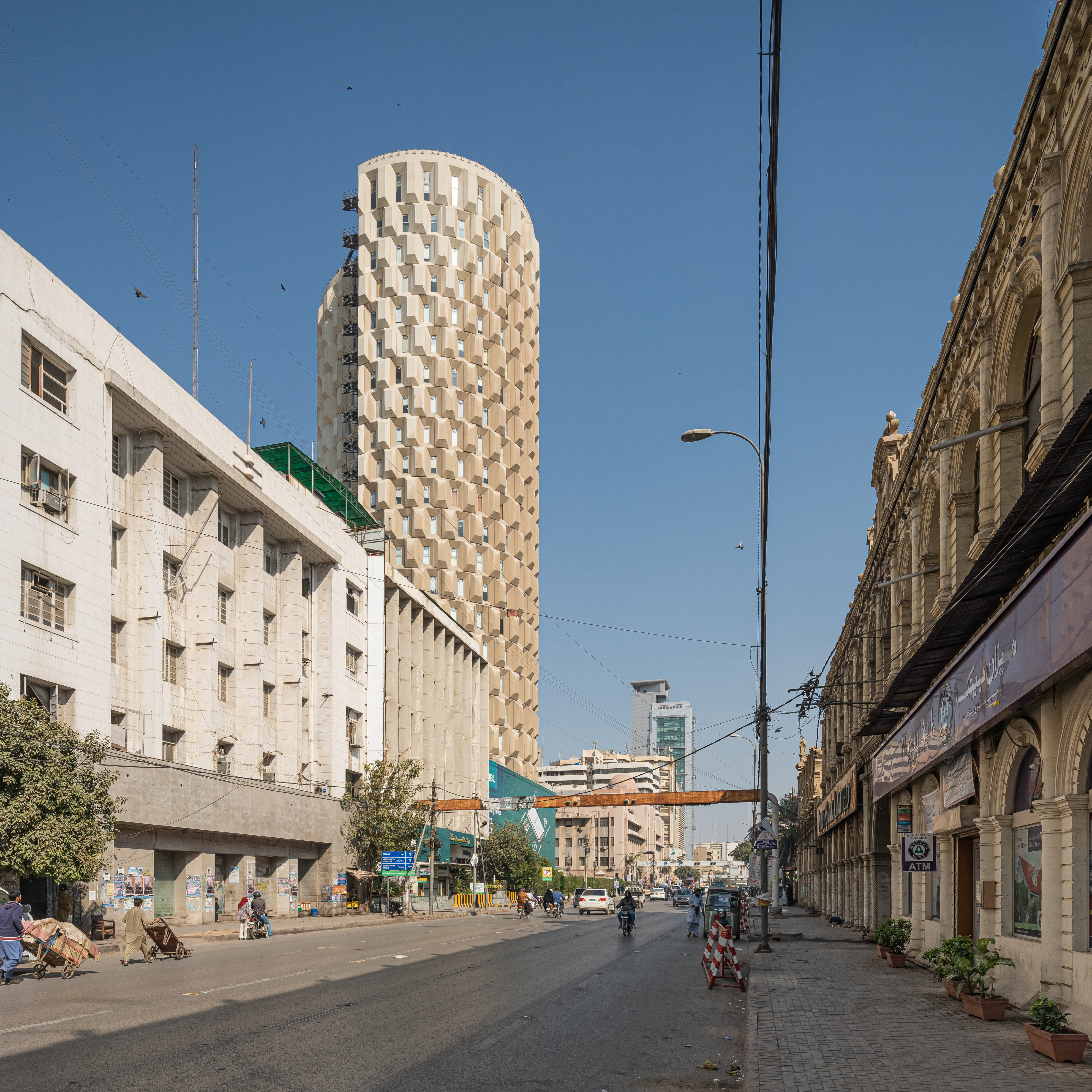
Karatschis Finanzdistrikt

Mit der Erlangung seiner Unabhängigkeit erbte Pakistan – damals noch einschließlich des heutigen Bangladesch – nur etwa fünf Prozent der britisch-indischen Großindustrie. Angesichts dieser ungünstigen Ausgangslage genoss der Aufbau einer funktionsfähigen Industrie allerhöchsten Vorrang. Dafür sah die pakistanische Industriepolitik sowohl staatliche als auch private Investitionen vor. Auch ausländisches Kapital sollte die Industrialisierung des Landes vorantreiben. Tatsächlich konnten durch gezielte staatliche Förderung beachtliche Fortschritte erzielt werden, sodass Pakistan über eine verhältnismäßig breit gefächerte Industrie verfügt. 20,0 Prozent (2007/08) der Erwerbstätigen sind im industriellen Bereich beschäftigt, davon zwei Drittel im verarbeitenden und ein Drittel im Baugewerbe. Der Anteil der Industrie an der volkswirtschaftlichen Gesamtleistung Pakistans beträgt 19,2 Prozent (2016), davon produzierendes Gewerbe 18,2 Prozent, Bauindustrie 2,1 Prozent und öffentliche Versorgung 1,5 Prozent.
Der mit Abstand wichtigste Zweig der verarbeitenden Industrie – auch für den Export – ist traditionell die Textil- und im Besonderen die Baumwollindustrie. Pakistan zählt zu den weltgrößten Herstellern von Baumwollgarn und -stoffen. Auch die Verarbeitung von Leder spielt eine große Rolle: Lederbekleidung, -schuhe, -handschuhe und Fußbälle sind wichtige Ausfuhrerzeugnisse. Weiterhin bedeutsam sind die Nahrungs- und Genussmittelindustrie (Zucker, Tabak), die chemische Industrie (petrochemische Industrie, Kunststoffe, Düngemittel, Kautschuk, Seife, Kosmetika, Streichhölzer), die Eisen- und Stahlerzeugung, die Metallverarbeitung (Maschinen- und Fahrzeugbau, elektrotechnische Industrie), die pharmazeutische Industrie, die Zementherstellung und die Papierindustrie.

### Energiewirtschaft
2014 deckte Pakistan ca. 65 Prozent seines Strombedarfs durch Wärmekraft. Die wichtigsten fossilen Energieträger sind zu mehr als 50 Prozent Erdöl, das hauptsächlich aus Ländern des Nahen Ostens importiert werden muss, sowie Erdgas, das im eigenen Land gefördert wird. Der Energiebedarf hat sich von 1988 bis 2014 fast verdreifacht, die Produktion jedoch nur etwa verdoppelt. Daher ist die Versorgungssituation angespannt; es kann stets nur ein Teil der teils veralteten Kapazitäten genutzt werden. Die Energiepreise sind kaum kostendeckend, die Zahlungsmoral von Großabnehmern ist schlecht und die Stromerzeuger können wegen ihrer geringen Liquidität nicht genügend Ölvorräte anlegen. Im Januar 2015 kam es zu einer akuten Treibstoffkrise, in der ca. 80 Prozent der Bevölkerung von der Stromversorgung abgeschnitten waren. Die extrem bürokratische Regulation der Energieproduktion und ein anfälliges Leitungsnetz verhinderten eine schnelle Abhilfe.
Angesichts des schnell wachsenden Energiebedarfs und zahlreicher Neubauprojekte von Kraftwerken ist Pakistan in Zukunft auch auf Öl- und Gaseinfuhren angewiesen. Das Land zeigt daher reges Interesse an der geplanten Pipeline, die Erdgas aus dem rohstoffreichen Turkmenistan über Afghanistan ins Land bringen soll (Turkmenistan-Afghanistan-Pakistan-Pipeline). Dieses Projekt wurde jedoch auf Eis gelegt. Auch eine über pakistanisches Territorium führende Gaspipeline von Iran nach Indien (Iran-Pakistan-Indien-Pipeline) ist im Gespräch. Mit chinesischer Hilfe wird auch der Bau von neuen Kohlekraftwerken geplant.
Mit Ausnahme der Wasserkraft, gegen deren Ausbau die ländliche Bevölkerung oft protestiert, spielen erneuerbare Energien wie Windkraft, Sonnenenergie und Biogas bislang kaum eine Rolle. Allerdings gründete die Regierung im Mai 2003 das Alternative Energy Developing Board, mit dessen Hilfe alternative Energien gefördert werden sollen. Als viertgrößter Produzent von Milchprodukten weltweit hätte Pakistan auch ein hohes Potenzial für den Betrieb von Biogasanlagen. In ländlichen Regionen ohne elektrischen Strom dient traditionell Brennholz als Hauptenergieträger.
Elektrizitätsversorgung
Pakistan verfügt über zwei aktive Kernkraftwerke, die im Jahr 2022 für 16,2 Prozent der Gesamtstromerzeugung standen (siehe Kernenergie in Pakistan).
Die preisgünstige Wasserkraft hatte 2014 einen Anteil von nur noch 30 Prozent (in den 1980er Jahren waren es noch ca. 65 Prozent), die Kernkraft von knapp 6 Prozent an der Gesamtstromerzeugung. Schon 2003 war Pakistan das einzige islamische Land der Welt, das über Kernreaktoren verfügte: Chashma Nuclear Power Plant-I (CHASNUPP-I, Betriebsaufnahme 1971) und Chashma Nuclear Power Plant-II (CHASNUPP-II, unter chinesischer Beteiligung errichtet, Betriebsaufnahme 2000); CHASNUPP-III und CHASNUPP-IV wurden unter Beteiligung des Shanghai Nuclear Engineering Research and Design Institute (SNERDI: Schanghaier Institut für Forschung und Design von Nukleartechnik: eine Tochtergesellschaft der China National Nuclear Corporation, CNNC) realisiert und nahmen 2016 und 2017 den Betrieb auf. In Karatschi wurden ebenfalls mit dem Partner CNNC zwei Hualong One errichtet, die 2021 und 2022 den kommerziellen Betrieb aufnahmen.

### Dienstleistungen
Der Dienstleistungssektor beschäftigt 35,2 Prozent der erwerbstätigen Bevölkerung (2007/08) und erwirtschaftet 55,6 Prozent des Bruttoinlandsproduktes (2016). Die Einzelbereiche sind in der Reihenfolge ihrer Wirtschaftsleistung Groß- und Einzelhandel (17,5 Prozent), Verkehrs-, Transport-, Kommunikations- und Lagerwesen (10,3 Prozent), Finanz- und Versicherungswesen (6,2 Prozent), öffentlicher Dienst und Militär (6,1 Prozent) sowie die Wohnimmobilienbranche (2,7 Prozent). Der Rest (11,1 Prozent) entfällt auf sonstige Dienstleistungen. Die höchsten Zuwachsraten werden im Telekommunikations-, Finanz- und IT-Bereich verzeichnet.
Der Fremdenverkehr ist von untergeordneter Bedeutung. 2004 nahm Pakistan aus der Ankunft von 648.000 Touristen aus dem Ausland lediglich 186 Millionen US-Dollar ein, da mehr als die Hälfte aller Besucher im Ausland lebende Pakistaner, Ausländer pakistanischer Abstammung oder indische Staatsbürger waren, die zu Verwandtschaftsbesuchen einreisten. Nicht zuletzt aufgrund der verbesserten Sicherheitslage nahm der internationale Tourismus in Pakistan zuletzt wieder etwas an Fahrt auf.

### Außenhandel
2016 führte Pakistan Waren im Wert von 20,5 Milliarden US-Dollar aus. Die wichtigsten Ausfuhrgüter waren Textilien (59,7 %, vor allem Baumwollstoffe, -garn und -bekleidung, Bettwäsche, Strickwaren, Handtücher), Lebensmittel (9,6 %, davon allein Reis 6,9 %), Leder, Lederwaren und Schuhe (zusammen 6,7 %), Erdölprodukte (4,5 %), Chemikalien und Pharmazeutika (2,7 %), Industrieerzeugnisse (2,2 %, vor allem medizinische Instrumente), Sportartikel (2,1 %) und Teppiche (1,5 %).
Die Importe beliefen sich 2016 auf insgesamt 47,0 Milliarden US-Dollar und umfassten im Wesentlichen Maschinen und Fahrzeuge (27,5 %), Erdöl und Erdölprodukte (23,3 %), Chemikalien (14,7 %), Lebensmittel (6,7 %, davon 2,6 % Speiseöle, 1,7 % Zucker und 0,8 % Tee), Eisen und Stahl (6,0 %) sowie Textilien (1,9 %, überwiegend Kunstfasern).
| in Mrd. US-Dollar und seine Veränderung gegenüber dem Vorjahr in Prozent | in Mrd. US-Dollar und seine Veränderung gegenüber dem Vorjahr in Prozent | in Mrd. US-Dollar und seine Veränderung gegenüber dem Vorjahr in Prozent | in Mrd. US-Dollar und seine Veränderung gegenüber dem Vorjahr in Prozent | in Mrd. US-Dollar und seine Veränderung gegenüber dem Vorjahr in Prozent | in Mrd. US-Dollar und seine Veränderung gegenüber dem Vorjahr in Prozent | in Mrd. US-Dollar und seine Veränderung gegenüber dem Vorjahr in Prozent |
| ------------------------------------------------------------------------ | ------------------------------------------------------------------------ | ------------------------------------------------------------------------ | ------------------------------------------------------------------------ | ------------------------------------------------------------------------ | ------------------------------------------------------------------------ | ------------------------------------------------------------------------ |
|                                                                          | 2019                                                                     | 2019                                                                     | 2020                                                                     | 2020                                                                     | 2021                                                                     | 2021                                                                     |
|                                                                          | Mrd. USD                                                                 | % gg. Vj.                                                                | Mrd. USD                                                                 | % gg. Vj.                                                                | Mrd. USD                                                                 | % gg. Vj.                                                                |
| Einfuhr                                                                  | 50,1                                                                     | −16,8                                                                    | 45,8                                                                     | −8,6                                                                     | 72,9                                                                     | +59,2                                                                    |
| Ausfuhr                                                                  | 23,7                                                                     | +0,5                                                                     | 22,2                                                                     | −6,4                                                                     | 28,8                                                                     | +29,2                                                                    |
| Saldo                                                                    | −26,3                                                                    |                                                                          | −23,5                                                                    |                                                                          | −44,1                                                                    |                                                                          |

| Ausfuhr (in Prozent) nach    | Ausfuhr (in Prozent) nach | Einfuhr (in Prozent) von     | Einfuhr (in Prozent) von |
| ---------------------------- | ------------------------- | ---------------------------- | ------------------------ |
| Vereinigte Staaten           | 21,1                      | Volksrepublik China          | 28,3                     |
| Volksrepublik China          | 10,5                      | Vereinigte Arabische Emirate | 10,1                     |
| Vereinigtes Königreich       | 7,3                       | Indonesien                   | 5,8                      |
| Deutschland                  | 5,4                       | Vereinigte Staaten           | 5,3                      |
| Niederlande                  | 4,9                       | Saudi-Arabien                | 5,2                      |
| Vereinigte Arabische Emirate | 4,1                       | Katar                        | 3,7                      |
| Spanien                      | 3,5                       | Kuwait                       | 3,1                      |
| sonstige Staaten             | 43,2                      | sonstige Staaten             | 38,5                     |

### Staatshaushalt
Der Staatshaushalt umfasste 2016 Ausgaben von umgerechnet 54,6 Mrd. US-Dollar, dem standen Einnahmen von umgerechnet 41,7 Mrd. US-Dollar gegenüber. Daraus ergibt sich ein Haushaltsdefizit in Höhe von 4,5 % des BIP.

Die Staatsverschuldung betrug 2016 190,1 Mrd. US-Dollar oder 66,9 % des BIP. Von der Ratingagentur Standard & Poor’s werden die Staatsanleihen des Landes mit der Note B− bewertet (Stand: Juni 2022). Das Land verfügt damit über eine niedrige Kreditwürdigkeit auf Ramschniveau.
2020 betrug der Anteil der Staatsausgaben (in % des BIP) folgender Bereiche:
- Gesundheit: 2,8 %
- Bildung: 2,4 % (2021)
- Militär: 3,0 % (2023)

## Infrastruktur
Im Logistics Performance Index, der von der Weltbank erstellt wird und die Qualität der Infrastruktur misst, belegte Pakistan 2018 den 122. Platz unter 160 Ländern. Derzeit werden eine Reihe von Projekten zur Verbesserung der Infrastruktur realisiert, die meisten mit davon stehen im Zusammenhang mit dem geplanten China-Pakistan Economic Corridor.

### Straßenverkehr
Obwohl das pakistanische Straßennetz bei der Unabhängigkeit äußerst weitmaschig und fast ausschließlich unbefestigt war, entwickelte sich die Straße schnell zum wichtigsten Verkehrsweg des Landes. Es werden 92 Prozent der gesamten Personen- und Güterbeförderung über die Straße abgewickelt. Das Straßennetz, auf dem Linksverkehr gilt, umfasst 254.000 Kilometer, wovon aber nur 60 Prozent befestigt sind (2003). Knapp 8000 Kilometer entfallen auf die zwölf National Highways, die alle Landesteile und die wichtigsten Großstädte miteinander verbinden. Diese lediglich zweispurigen Straßen nehmen den Großteil des Fernverkehrsaufkommens auf und sind dementsprechend stark belastet. Verwaltet werden sie von der National Highway Authority (NHA). Davon ist der N-5 National Highway Pakistans Hauptstraßenachse.
Nebenstraßen verfügen meist nur über Schotterbelag. Der NHA unterstehen auch die vier gut ausgebauten, mautpflichtigen Autobahnen (Motorways), die aber nur 700 Kilometer lang sind (2003). Weitere Autobahnen sind in Planung oder im Bau, welche die Küstenstädte mit den Zentren im Norden und den Nachbarländern verbinden sollen. Insgesamt ist das Straßennetz aber noch immer, vor allem angesichts des jährlich um fünf Prozent wachsenden Verkehrsaufkommens, in weiten Teilen unzureichend.
Hauptverkehrsmittel sind Überlandbusse, allerdings nimmt die Zahl der privaten Pkw schnell zu. Als landestypisch gelten die mit kunstvollen Aufbauten und Bemalungen versehenen Lastwagen.
2013 kamen im Land insgesamt 14,8 Verkehrstote auf 100.000 Einwohner. Zum Vergleich: In Deutschland waren es im selben Jahr 4,3 Tote. Insgesamt kamen damit über 25.000 Personen im Straßenverkehr ums Leben. Noch höher ist die Rate im Verhältnis zu der relativ niedrigen Anzahl an Kraftfahrzeugen.

### Schienenverkehr
Die erste Eisenbahnlinie auf dem Gebiet des heutigen Pakistans, die Scinde Railway, nahm am 13. Mai 1861 den Betrieb zwischen Karatschi und Kotri bei Hyderabad auf. Die staatliche Eisenbahngesellschaft Pakistan Railways beschäftigt fast 90.000 Angestellte, befördert jährlich über 70 Millionen Fahrgäste und verwaltet ein Schienennetz von 7791 Kilometern Streckenlänge, davon 95 Prozent Breitspurstrecken (2004). Elektrifiziert ist allerdings nur ein 293 Kilometer langer Abschnitt – weniger als vier Prozent des gesamten Streckennetzes – zwischen Lahore und Khanewal nahe Multan. Einige Nebenstrecken verfügen noch über Meterspurweite, sollen aber zur üblichen Spurweite von 1676 Millimetern umgebaut werden. Das eher grobmaschige Schienennetz konzentriert sich auf die dicht besiedelten Provinzen Punjab und Sindh, während der Südwesten des Landes mit der Hafenstadt Gwadar bislang nicht angeschlossen ist, ferner ist auch der gebirgige Norden nicht auf dem Schienenweg zu erreichen. Die Eisenbahn ist daher als Verkehrsmittel weniger bedeutend als etwa im Nachbarland Indien.

### Flugverkehr

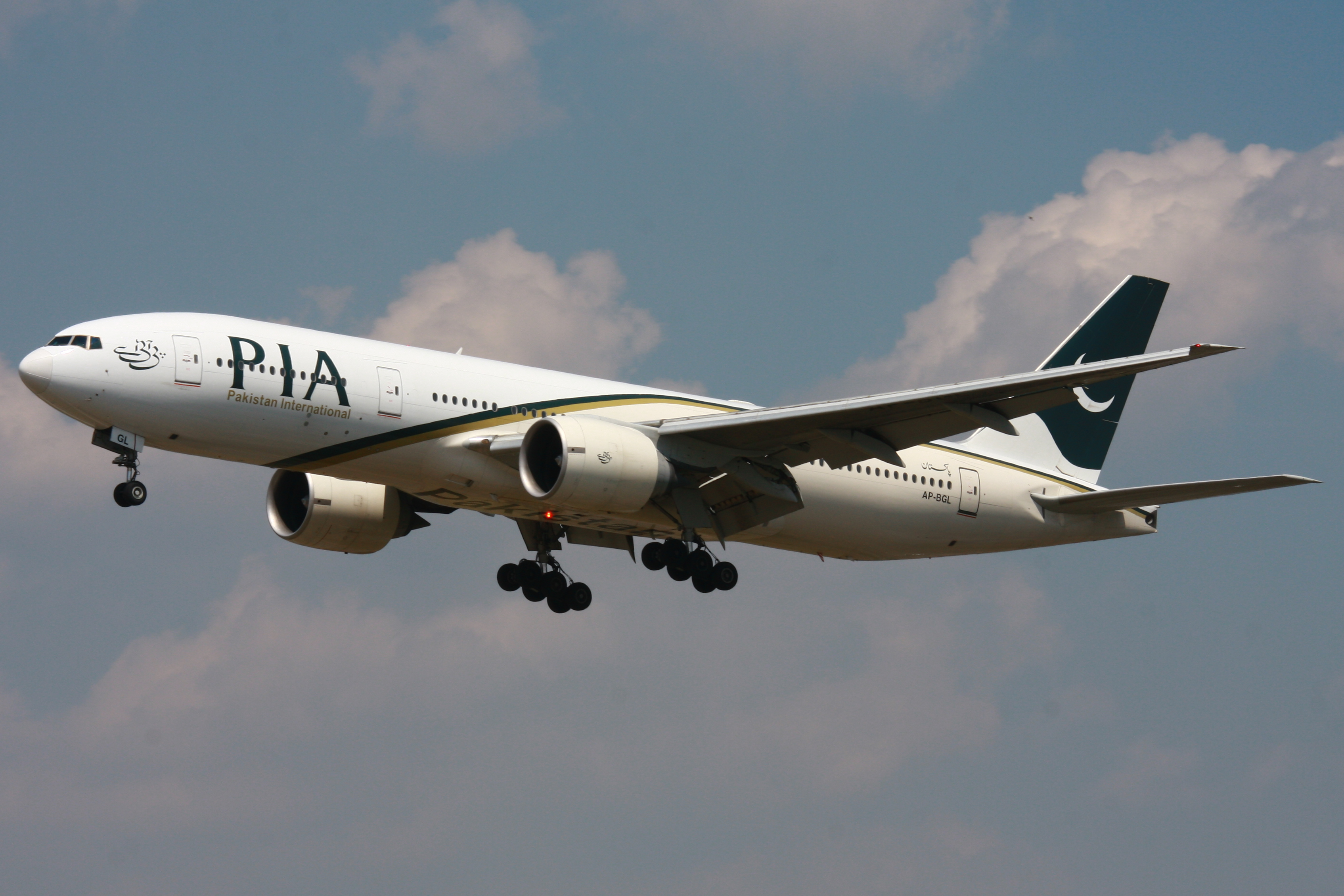
Eine Boeing 777 der PIA

Die drei wichtigsten internationalen Flughäfen Pakistans in Karatschi (Jinnah International Airport), Lahore (Allama Iqbal International Airport) und Islamabad (Benazir Bhutto International Airport) bieten Direktverbindungen in alle Welt. Verbindungen in die Golfstaaten, in denen viele Pakistaner arbeiten, bestehen auch von kleineren Flughäfen wie Faisalabad, Gwadar, Multan, Peschawar, Quetta und Sialkot. Daneben gibt es zahlreiche Regionalflugplätze, auch in abgelegenen Landesteilen. Die staatliche Fluggesellschaft Pakistan International Airlines (PIA) besaß lange Zeit das Monopol auf Inlandsflügen, erhält jedoch zunehmend Konkurrenz durch private Gesellschaften.

### Schiffsverkehr
Der Güterumschlag im Überseeschiffsverkehr findet fast ausschließlich in Karatschi statt. Karatschi ist damit Dreh- und Angelpunkt des pakistanischen Außenhandels. Zur Entlastung des Karachi Port, des einzigen Naturhafens des Landes, wurde in den 1970er-Jahren ein zweiter Hafen, der Port Muhammad Bin Qasim, etwas außerhalb von Karatschi angelegt. Zudem begann im März 2002 die Volksrepublik China mit dem Bau eines gewaltigen Öl- und Containerhafens in Gwadar. Die Binnenschifffahrt ist auf Grund der stark schwankenden Wasserführung der Flüsse von nachrangiger Bedeutung.

### Telekommunikation
Die 1996 privatisierte Telekommunikationsgesellschaft PTCL hielt bis 2005 das Monopol für das Telefonfestnetz. Seitdem erhält es Konkurrenz von privaten Unternehmen, die bislang jedoch nur einen verschwindend geringen Marktanteil haben. Allerdings gab es im Jahre 2005 nur 5,3 Millionen Festnetzanschlüsse im ganzen Land. Dagegen lag die Zahl der Mobilfunkteilnehmer im November 2006 bei über 46 Millionen und betrug damit fast das Vierfache des Vorjahresstandes.
Im Jahr 2020 nutzten 25 Prozent der Einwohner Pakistans das Internet.

## Kultur
Gemäß seiner Lage am Rande des indischen Subkontinents weist Pakistan starke Bezüge zur indischen Kultur auf, die aber in Teilen von der persischen, afghanisch-paschtunischen und arabischen überlagert wurde. So übt seit dem 8. Jahrhundert der Islam maßgeblichen Einfluss aus und hat die Gesellschaft tiefgreifend durchdrungen. Eingedenk der jungen Geschichte des Staates Pakistans muss seine islamische Kultur jedoch immer im Zusammenhang mit der Tradition des Islam auf dem gesamten indischen Subkontinent betrachtet werden.

### Medien
Unter den verschiedenen diktatorischen Regimen in der Geschichte des Landes haben die pakistanischen Medien zwar immer wieder schwere Repressalien hinnehmen müssen, konnten sich aber dennoch stets ein Mindestmaß an Freiheit bewahren. Es besteht in Pakistan ein gewisses Maß an Pressefreiheit. So spiegeln die pakistanischen Printmedien das gesamte politische und ideologische Spektrum des Landes wider. Sie unterliegen keiner Zensur und nehmen zu allen belangreichen Themen kritisch Stellung, auch Kritik an der Regierung kann offen geäußert werden. Allerdings gibt es Tabus, die vor allem die Landesverteidigung, die einflussreichen Geheimdienste und Religionskritik betreffen. Auch sehen sich liberale Journalisten gelegentlich Drohungen religiöser Extremisten gegenüber. In den weitestgehend von Taliban-Milizen kontrollierten Stammesgebieten an der afghanischen Grenze ist eine freie Berichterstattung praktisch unmöglich.
Die Nichtregierungsorganisation Reporter ohne Grenzen sieht in Pakistan eine sehr ernste Lage für die Pressefreiheit.
Druckmedien
In Pakistan erscheinen über 300 Tageszeitungen, die wichtigsten auf Urdu und Englisch, wobei englischsprachige Publikationen zumeist internationaler und liberaler ausgerichtet sind. Aufgrund der hohen Analphabetenquote und der weit verbreiteten Armut sind die Auflagenzahlen vergleichsweise gering. Die meistgelesene Tageszeitung ist das urdusprachige Blatt Jang mit einer Auflage von 775.000, gefolgt von Khabrain (Urdu; 345.000), Nawa-i-Waqt (Urdu; 295.000), Pakistan (Urdu; 125.000), Dawn (Englisch; 125.000), Awam (Urdu; 110.000) und The News (Englisch; 105.000). Im Sindh gibt es auch eine breite sindhisprachige Presselandschaft. Der englischsprachige Business Recorder ist die wichtigste Wirtschaftszeitung Pakistans.
Fernsehen
Das Fernsehen ist das wichtigste Massenmedium in Pakistan. Im Land gibt es mittlerweile mehr Fernsehgeräte als Radios. Auf 1000 Einwohner kommen etwa 170 Fernseher, aber nur rund 100 Radioempfangsgeräte.
Das pakistanische Staatsfernsehen Pakistan Television (PTV) nahm am 26. November 1964 den Betrieb im Raum Lahore auf und sendet auf verschiedenen Kanälen. PTV One in Urdu und Englisch sowie PTV National, in den Regionalsprachen Panjabi, Sindhi, Paschtunisch und Belutschisch, können landesweit empfangen werden. Daneben gibt es mehrere Regionalprogramme in verschiedenen Sprachen und das internationale Nachrichtenprogramm PTV World. PTV Global ist nur in den USA sowie in Europa über Satellit zu empfangen.
Private Fernsehsender sind seit 2000 zugelassen, haben sich danach schnell etabliert und den größten Teil des Fernsehmarktes erobert.
Hörfunk
Das pakistanische Staatsradio Radio Pakistan sendet in über 20 Sprachen und erreicht rund vier Fünftel der Landesfläche mit 97 Prozent der Bevölkerung. Unter General Pervez Musharraf wurde die Vergabe von Rundfunklizenzen weitreichend liberalisiert, sodass zahlreiche private, meist im UKW-Bereich sendende Programme den Betrieb aufnehmen konnten und sich vor allem in den größeren Städten einer großen Zuhörerschaft erfreuen.

### Architektur

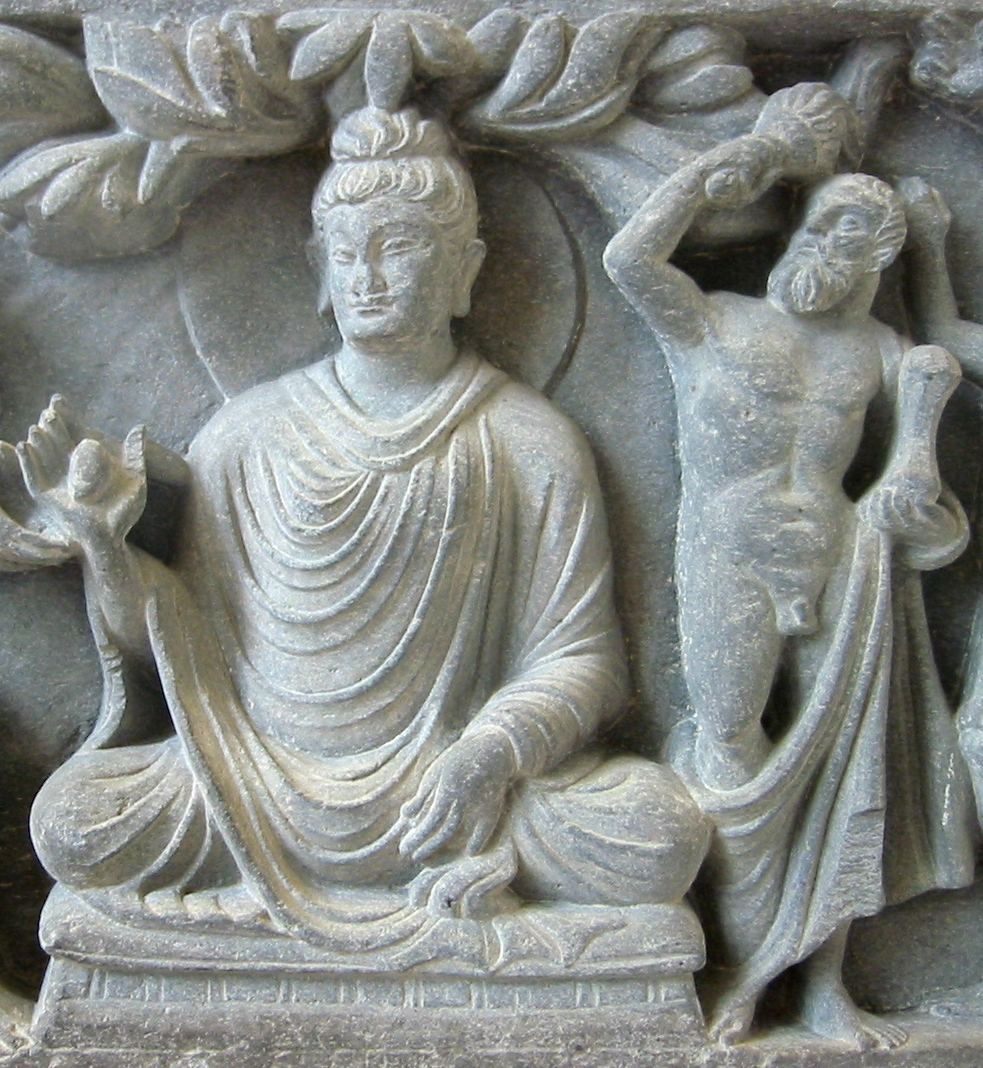
Darstellung des Buddha mit Herakles: ein Beispiel für die Verschmelzung griechischer und indisch-buddhistischer Ausdrucksformen im Gandhara-Stil

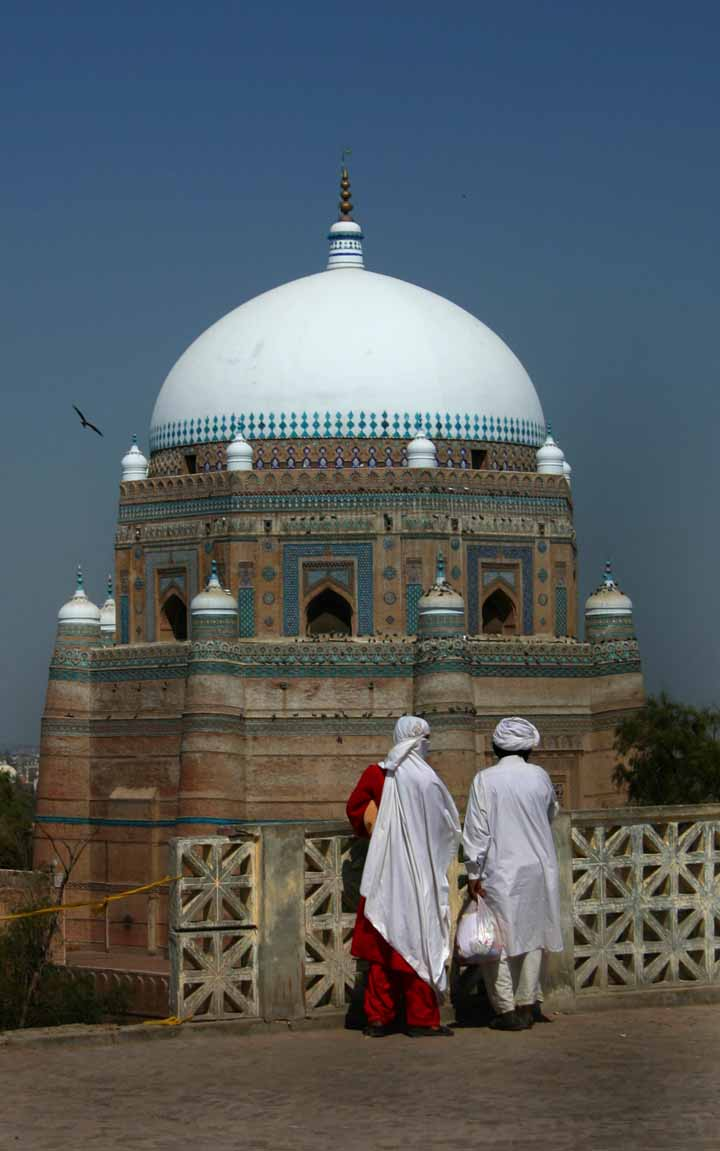
Persischer Baustil: Grabmal des Shah Rukn-i-Alam (14. Jh.) in Multan

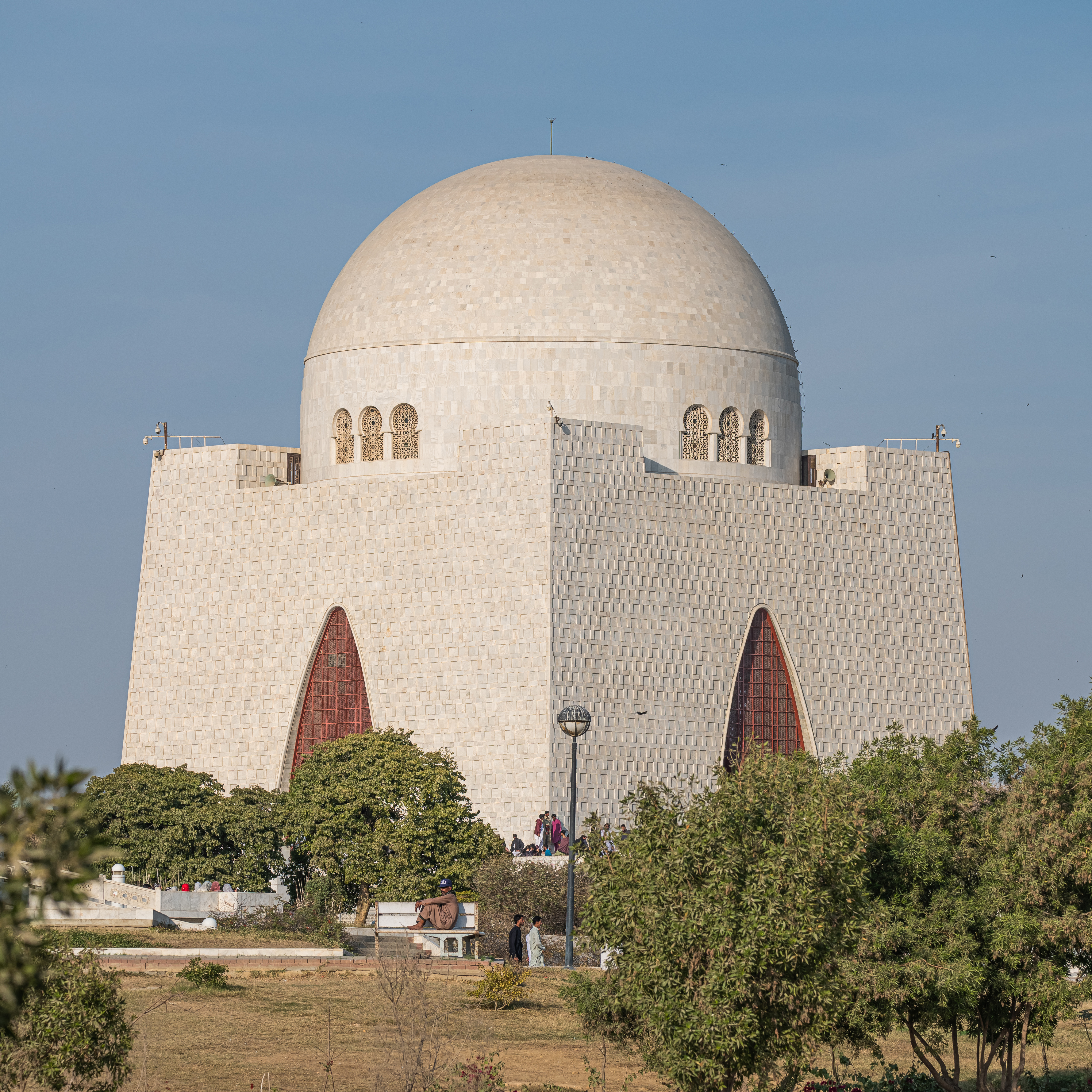
Das 1970 fertiggestellte Mazar-e-Quaid ist das Grabmal des Staatsgründers Ali Jinnah

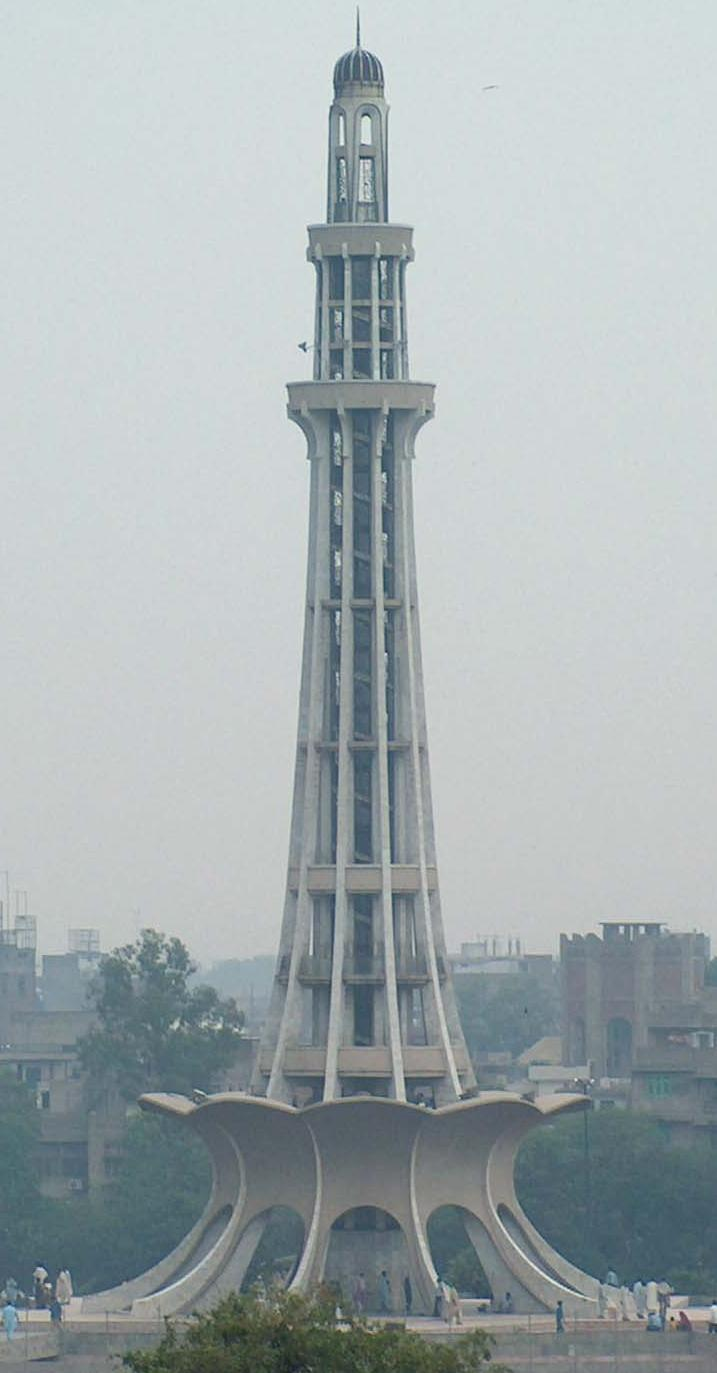
Das Minar-e-Pakistan ist Pakistans offizielles Wahrzeichen

Mit dem Beginn der Indus-Kultur um die Mitte des 3. Jahrtausends v. Chr. entstand erstmals auf dem Gebiet des heutigen Pakistan eine städtische Hochkultur mit großen baulichen Anlagen, von denen einige als Ruinen erhalten sind. Archäologen haben zahlreiche altertümliche Städte, darunter Mohenjo-Daro, Harappa und Kot Diji, ausgegraben, die sich durch einen einheitlichen, zweckmäßigen Aufbau mit breiten Straßen sowie durch ausgeklügelte Sanitär-, Be- und Entwässerungsanlagen auszeichnen. Die Mehrzahl der erhaltenen Lehmziegelsteinbauten sind Wohn- oder öffentliche Gebäude wie Badehäuser und Werkstätten. Monumentale Repräsentations- oder Tempelbauten, wie sie für das Alte Ägypten und die frühen Zivilisationen Mesopotamiens kennzeichnend sind, fehlen dagegen. Die Architektur der Indus-Städte spiegelt somit das eher „bürgerliche“ Wesen der Indus-Kultur mit gering ausgeprägten Gesellschaftsschichten wider.
Mit dem Erlöschen der Indus-Kultur erlitt die Baukunst einen beträchtlichen Niedergang. Die vedische Epoche hinterließ keine architektonischen Zeugnisse. Vermutlich dienten vergängliche Materialien wie Holz und Lehm als Baustoffe. Erst mit dem Aufkommen des Buddhismus entstanden herausragende Baudenkmäler, vor allem sakraler Art, die bis in die Gegenwart überdauert haben. Dazu traten der persische und der griechische Einfluss. Letzterer führte zur Herausbildung des graeco-buddhistischen Stils, der ab dem 1. Jahrhundert n. Chr. mit dem Gandhara-Stil seinen Höhepunkt erreichte. Bedeutende Überreste buddhistischer Stupas und anderer Bauwerke mit deutlich erkennbaren griechisch-baktrischen Stilelementen wie ionischen Säulen finden sich, neben Ruinen aus anderen Epochen, in der Gandhara-Hauptstadt Taxila im äußersten Norden des Punjab. Als besonders schönes Beispiel gelten auch die Ruinen des buddhistischen Klosters Takht-i-Bahi (etwa 1. bis 7. Jahrhundert n. Chr.) in Khyber Pakhtunkhwa.
Die Ankunft des Islam auf dem Gebiet des heutigen Pakistan – zunächst im Sindh – im 8. Jahrhundert bereitete der buddhistischen Architektur ein jähes Ende, ebnete dafür aber der überwiegend bildlosen, vor allem mit Ornamenten arbeitenden islamischen Baukunst den Weg. Frühe Moscheen orientierten sich noch stark am arabischen Stil, so die als Ruine erhaltene, Mihrāblose Moschee von Banbhore aus dem Jahre 727, das erste muslimische Gotteshaus auf dem indischen Subkontinent.
Unter den Ghuriden und Delhi-Sultanen trat an die Stelle arabischer Einflüsse der persisch-zentralasiatische Stil. Wichtigstes Kennzeichen dieses Stils ist der Iwan, eine dreiseitig geschlossene, nach einer Seite hin geöffnete Gewölbehalle, die vor allem im Eingangsbereich von Moscheen, Palästen und den typisch persischen Medresen zur Anwendung kam. Weitere Merkmale sind großflächige, häufig mit Mosaiken und geometrischen Mustern verzierte Fassaden, Rund- oder Zwiebelkuppeln und die Verwendung bemalter Fliesen. Der bedeutendste der wenigen vollständig erhaltenen Bauten persischer Prägung ist das Grabmal des Shah Rukn-i-Alam (erbaut 1320 bis 1324) in Multan.

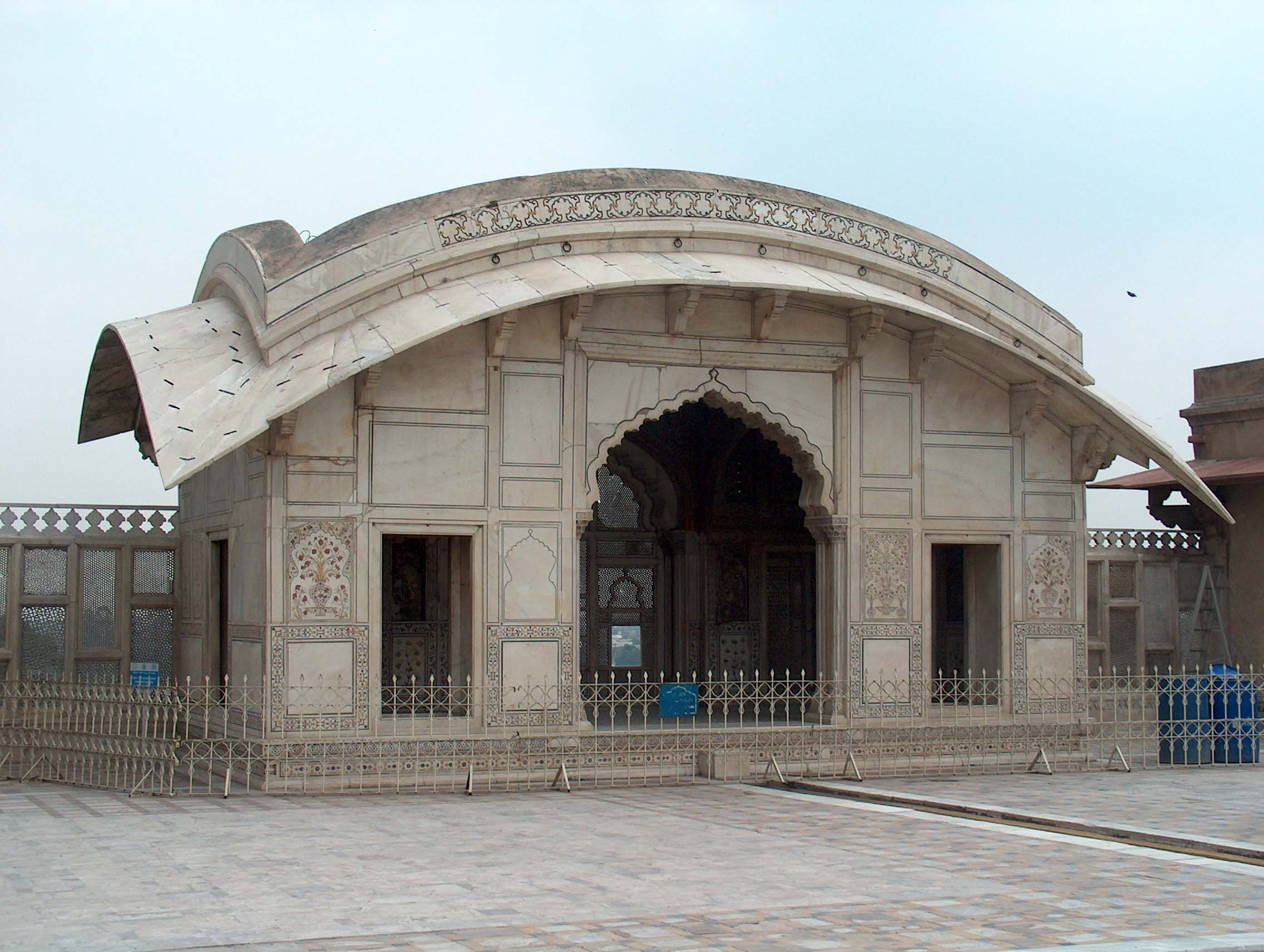
Mogul-Architektur: Naulakha-Pavillon (1633) in der Festung von Lahore

Zu höchster Blüte gelangte die indo-islamische Baukunst ab dem 16. Jahrhundert unter den Moguln. Im Mogulstil verbanden sich die geometrischen, eher strengen Gestaltungselemente der islamisch-persischen Architektur mit den der Natur entlehnten, geschwungenen und oft verspielten Formen der hinduistischen Kunst. Zum Ausdruck kam dies insbesondere in üppigen, stilisierten Pflanzenranken als Fassadenzier sowie der Einbindung von Säulen und Konsolen als Bauteile. Lahore, zeitweise Residenz der Mogulherrscher, weist eine Vielzahl bedeutender Bauwerke im Mogulstil auf, darunter die Badshahi-Moschee (erbaut 1673/74), die Festung von Lahore (zweite Hälfte 16. Jahrhundert) mit dem berühmten Alamgiri-Tor, die farbenprächtige, noch stark persisch anmutende Wasir-Khan-Moschee (1634/35) sowie zahlreiche weitere Moscheen und Mausoleen. Die Shah-Jahan-Moschee von Thatta im Sindh ließ der gleichnamige Mogulherrscher Mitte des 17. Jahrhunderts erbauen, also zur selben Zeit wie auch das Taj Mahal in Agra. Beide Gebäude sind in ihrer Erscheinung ähnlich feinsinnig und unterscheiden sich von den eher imperial wirkenden Bauten dieser Zeit in Lahore. Einzigartig sind die unzähligen Grabmäler auf dem Makli-Hügel bei Thatta und des Chaukhandi-Gräberfeldes östlich von Karatschi. Die meisten entstanden zwischen dem 15. und 17. Jahrhundert und verbinden den aus Zentralasien stammenden Einfluss der Mogul-Architektur mit Elementen nordindischer Tempelbauten zum eigenständigen Baustil des Sindh. Besonders die lokale indische Tradition aus Gujarat hat bei den Steinmetzarbeiten zu vollplastisch aus der Wand tretenden Schmuckelementen und aufwändigen geometrischen und floralen Reliefs geführt.
Die Bautätigkeit der Moguln kam im späten 18. Jahrhundert zum Erliegen. Danach gingen kaum noch Impulse von der einheimischen Baukunst aus. In der britischen Kolonialzeit entstanden vorwiegend repräsentative Gebäude im indo-sarazenischen Stil, einer Mischung europäischer und indisch-islamischer Bestandteile.
Nach der Unabhängigkeit bemühte sich Pakistan, seine neu gewonnene nationale Identität in der Architektur zum Ausdruck zu bringen. Dies spiegelt sich vor allem in modernen Sakralbauwerken wie der Faisal-Moschee in der in den 1960er-Jahren neu angelegten Hauptstadt Islamabad wider. In Monumentalbauten wie dem Minar-e-Pakistan in Lahore oder dem mit weißem Marmor errichteten Mausoleum Mazar-e-Quaid des Staatsgründers Muhammad Ali Jinnah in Karatschi drückt sich das Selbstbewusstsein des jungen Staates aus.

### Literatur

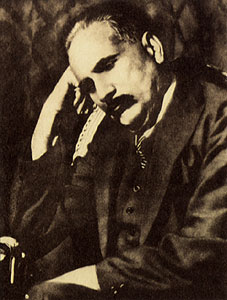
Muhammad Iqbal

### Kalligrafie und Malerei

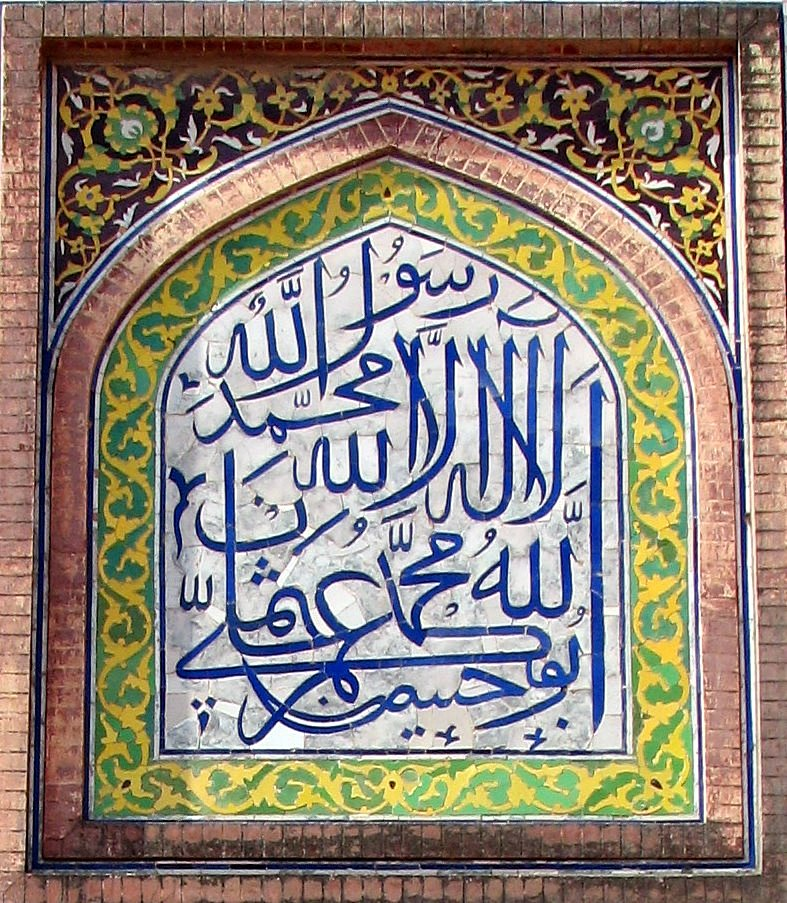
Schahada (islamisches Glaubensbekenntnis) als kalligrafischer Schriftzug in der Wasir-Khan-Moschee in Lahore

Die Kalligrafie dient im Islam der formvollendeten Wiedergabe der inhaltlichen Schönheit von Gottes Wort, also des Koran. Begünstigt durch das Bilderverbot des Islam entwickelte sie sich zur höchsten Form der bildenden Kunst. In Moscheen ist die Kalligrafie eine der wichtigsten Arten der Flächen- und Raumgestaltung. Fast überall finden sich daher kunstvoll ausgearbeitete, mit Ornamenten verzierte Schriftzüge. Besonders berühmt sind die auf glasierten Kacheln angebrachten Koranzitate in der Wasir-Khan-Moschee in Lahore.
Dagegen ist die Malerei infolge des Verbots der figürlichen Darstellung Gottes, des Propheten Mohammed und seiner Gefolgsleute weniger ausgeprägt. Oft wurde das Bilderverbot als allgemeines Verbot der Abbildung von Lebewesen ausgelegt. Allerdings bildete sich unter persischem Einfluss eine hochstehende Tradition der Miniaturmalerei heraus, die unter der Herrschaft der Moguln eine Fortsetzung und Weiterentwicklung fand. Die Miniaturen der Mogulzeit stellten vornehmlich das höfische Leben und geschichtliche Ereignisse dar.
Viele moderne Künstler Pakistans sehen sich in der Tradition der islamischen Kalligrafen. Einige wendeten sich stärker malerischen Aspekten zu und gelangten sogar, wie der international bekannteste pakistanische Künstler Sadequain (1930–1987), zur figürlichen Malerei. Gleichwohl bleibt die Kalligrafie ein fester Bestandteil der pakistanischen Kultur. So wird die Amtssprache Pakistans, Urdu, in der Nastaliq, einer kalligraphischen Abart des arabischen Alphabets, geschrieben. Bis in die späten 1980er-Jahre ließen die meisten pakistanischen Tageszeitungen in Urdu ihren Drucksatz von ausgebildeten Schriftbildnern in Handarbeit herstellen, was nicht zuletzt auch auf die schwierige Umsetzung dieser kalligrafischen Schrift in Maschinensatz zurückzuführen war.

### Musik
Pakistan verfügt über eine reiche Musiktradition, die aus der Verschmelzung indischer Musik mit arabischen und persischen Einflüssen entstand. Im Sufismus wird in ekstatischen Gesängen wie dem Qawwali die Liebe zu Gott ausgedrückt. Die Qawwali-Lieder werden oft mit einem Harmonium, dem Kesseltrommelpaar tabla und Händeklatschen begleitet. Der in westlichen Ländern wohl bekannteste Quawwalisänger ist Nusrat Fateh Ali Khan. An Pilgerorten treten beispielsweise professionelle Straßenmusikensembles mit mehreren zweifelligen Röhrentrommeln dhol, mehreren Kegeloboen shehnai und dem Dudelsack baghalbin auf. Besonders lebendig ist die Volksmusik in der Provinz Belutschistan und bei den Paschtunen. Zu Besessenheitsritualen in Belutschistan gehört der Musikstil gwati mit der melodieführenden Streichlaute sorud (auch suroz, mit der sarinda verwandt) und der gezupften zwei- bis viersaitigen Langhalslaute damburag (ähnlich der nordafghanischen dambura und der im Sindh gespielten tanburo). Hierfür können die Doppel-Schnabelflöten doneli in Belutschistan und alghoza im Sindh verwendet werden. Die in Belutschistan und im Sindh verbreitete Längsflöte narh wird zusammen mit einem gesungenen Bordunton geblasen. Weitere Volksmusikinstrumente sind das kleine Kesseltrommelpaar naghara, die ein- bis zweisaitige Langhalslaute yaktaro (entspricht der ektara) und die Tastenzither banjo.
In der klassischen Musik kommen Instrumente zum Einsatz, wie sie für die in Nordindien verbreitete hindustanische Musik typisch sind. Den Rhythmus geben in der bekannten Stilrichtung Khyal die tabla oder im Dhrupad die zweifellige pakhawaj an, als Melodieinstrumente dienen hauptsächlich Saiteninstrumente wie sitar, sarangi und sarod, Blasinstrumente wie die Bambusquerflöte bansuri und das Harmonium. Persischen Ursprungs ist das Hackbrett santur.
Die moderne Populärmusik zeichnet sich sowohl durch starke westliche Einflüsse als auch durch klassische wie traditionelle Elemente aus. Sie wird besonders durch einheimische und indische Kinofilme vermittelt. Beliebte Lieder aus erfolgreichen Bollywood-Filmen werden meist in Pakistan zu Verkaufsschlagern.
| Jahr | Anzahl |
| ---- | ------ |
| 1955 | 19     |
| 1965 | 58     |
| 1975 | 111    |
| 1985 | 86     |
| 1995 | 64     |
| 2005 | 50     |

### Film
Das Kino ist eines der wichtigsten Medien im heutigen Pakistan. Mittelpunkt der pakistanischen Filmindustrie ist Lahore, wo 1924 der erste Film, ein Stummfilm, gedreht wurde. Der erste Tonfilm folgte 1932. In Anlehnung an Hollywood und Bollywood wird die urdu- und panjabisprachige pakistanische Filmindustrie in Lahore auch als „Lollywood“ bezeichnet. In Peschawar existiert eine kleinere paschtunischsprachige Filmindustrie.
Untrennbarer Bestandteil pakistanischer Filme sind mitreißende Musik- und Tanzszenen, sodass viele Filme einen musicalähnlichen Charakter tragen. Noch größerer Beliebtheit unter der Bevölkerung erfreuen sich jedoch – trotz eines Einfuhr- und Aufführungsverbots in den Kinos – indische Bollywood-Produktionen, die im pakistanischen Fernsehen übertragen und als DVDs oder Videos auf dem Schwarzmarkt gehandelt werden. Die Hindi-Dialoge werden auch von Urdu-Sprechern problemlos verstanden, da sich gesprochenes Urdu vom Hindi lediglich durch einen höheren Anteil an persischen und arabischen Lehnwörtern unterscheidet.
Die Journalistin und Dokumentarfilmerin Sharmeen Obaid-Chinoy (* 1978) gewann mehrfach den Emmy (u. a. 2010 für Children of the taliban) und 2012 den ersten Oscar, der nach Pakistan ging, in der Kategorie Bester Dokumentar-Kurzfilm für Saving Face. Dieser Film handelt von der Arbeit eines plastischen Chirurgen, der weibliche Opfer von Säureattacken behandelt.

### Küche
Die pakistanische Küche hat viele Gemeinsamkeiten mit der nordindischen Küche, weist aber stärkere Einflüsse aus Vorder- und Zentralasien auf. Allgemein wird im islamischen Pakistan mehr Fleisch gegessen als im Nachbarland Indien. Im Gegensatz zu den indischen Religionen Hinduismus, Buddhismus, Jainismus und Sikhismus besitzt der Islam keine nennenswerte Tradition des Vegetarismus.

### Sport

Pakistanisches Hockey gehört zu den erfolgreichsten der Welt

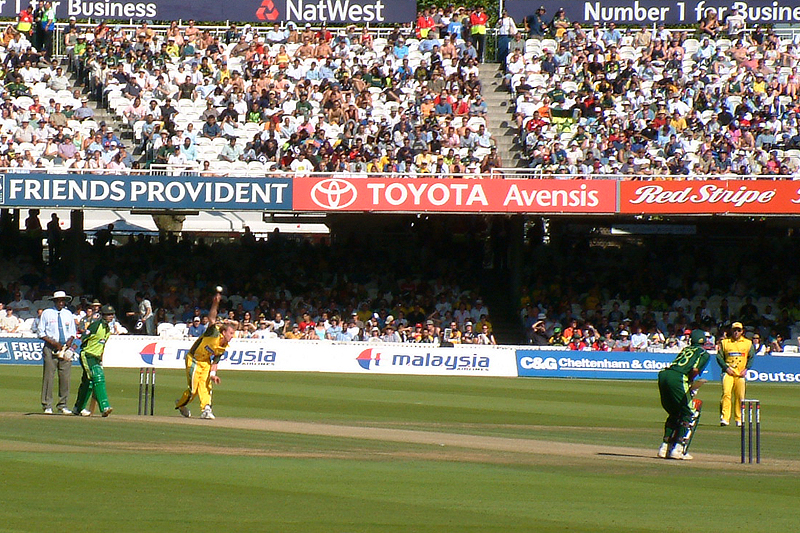
Cricket ist wie in vielen Commonwealth-Ländern die beliebteste Sportart

Die meisten und beliebtesten Sportarten Pakistans haben ihren Ursprung im Vereinigten Königreich und kamen nach der Gründung Britisch-Indiens auf den Indischen Subkontinent. Die offizielle Nationalsportart Pakistans ist Hockey, obwohl Cricket und Squash beliebt sind. Weniger populär ist Fußball. Mit vier Titelgewinnen bei Hockey-Weltmeisterschaften (1971, 1978, 1982, 1994) sind Pakistans Herren Rekordweltmeister dieser Sportart. Ebenso gewann man bisher drei Goldmedaillen bei Olympischen Spielen: 1960, 1968 und 1984.
Cricket gilt als beliebteste Sportart in Pakistan. Die pakistanische Nationalmannschaft hat neben dem Asia Cup (2000, 2012) und der Asian Test Championship (1999) auch einen WM-Titel von 1992 und drei Mal die Australasiatische Meisterschaft gewonnen (1986, 1990, 1994). 2009 gewannen sie die ICC World Twenty20, die in England stattfand. 2017 gewannen sie zum ersten Mal die ICC Champions Trophy. Im März 2009 wurde Sri Lankas Cricket-Nationalmannschaft in Lahore von Bewaffneten angegriffen, was zur Folge hatte, dass bis Mai 2015 kein internationales Cricket mehr in Pakistan gespielt wurde. Ebenso wurde Pakistans Mitgastgeberrolle für den Cricket World Cup 2011 entzogen. Im November 2021 wurde Pakistan zum Gastgeber der Champions Trophy 2025 ernannt, der spätere Sieger Indien bestritt jedoch seine Spiele in den Vereinigten Arabischen Emiraten.
Squash gelangte vor allem durch Jahangir Khan und Jansher Khan zu großer Beliebtheit in Pakistan. Jahangir Khan wurde bereits mit 15 Jahren der jüngste Squash-Weltmeister der Amateure, mit 17 Weltmeister der World Open Championship und blieb daraufhin fünf Jahre, sechs Monate und einen Tag und über 500 Squashmatches ungeschlagen, was einen Weltrekord im Squash darstellt. Er gewann zehn Mal die British Open nacheinander und sechs Mal die US Open. Jansher Khan wurde 1986 Junioren-Weltmeister und 1987 Weltmeister, als er den Australier Chris Dittmar im Finale bezwang. Er wurde achtmal Weltmeister, gewann sechsmal die British Open sowie 99 Profi-Titel während seiner Karriere und war insgesamt sechs Jahre lang Weltranglistenerster. Die beiden gewannen zusammen 14 WM-Titel. Damit ist Pakistan das erfolgreichste Land in diesem Sport.
Pakistan war Gastgeber bzw. Mitgastgeber mehrerer internationaler Sportturniere: Südasienspiele 1989 und 2004; Squash-Weltmeisterschaften 1984, 1993, 1996 und 2003; Cricket World Cups 1987 und 1996; sowie die Feldhockey-Weltmeisterschaft der Herren 1990.
Special Olympics Pakistan wurde 1989 gegründet und nahm mehrmals an Special Olympics Weltspielen teil.

### Feiertage
| Datum        | Deutscher Name / Englischer Name                      | Lokaler Name                                    | Bemerkungen |
| ------------ | ----------------------------------------------------- | ----------------------------------------------- | --- |
| 5. Februar   | Solidaritätstag mit Kaschmir / Kashmir Solidarity Day | یوم یکجحتی کشمیر Yom-e-Yagjeti-e-Kasmir         | Protest gegen die indische Kontrolle über einen Teil von Kashmir.                                                       |
| 23. März     | Tag der Republik / Pakistan Day                       | یوم پاکستان Yom-e-Pakistan                      | Tag der Unterzeichnung der Lahore-Resolution, worin ein eigener Staat für die Muslime Britisch-Indiens gefordert wurde. |
| 1. Mai       | Tag der Arbeit / Labour Day                           | یوم مزدور Yom-e-Mazdoor                         | Tag der Arbeit |
| 14. August   | Unabhängigkeitstag / Independence Day                 | یوم آزادی Yom-e-Azadi                           | Gedenken an die offizielle Verkündung der Unabhängigkeit Pakistans vom Vereinigten Königreich am 14. August 1947        |
| 9. November  | Geburtstag von Muhammad Iqbal                         | یوم اقبال Yom-e-Iqbal                           | Geburtstag des Nationaldichters Muhammad Iqbal                                                                          |
| 25. Dezember | Jinnahs Geburtstag                                    | یوم ولادت قائداعظم Yom-e-Viladat-e-Quaid-e-Azam | Geburtstag von Quaid-e-Azam Muhammad Ali Jinnah, dem Gründer von Pakistan                                               |

Nachdem Pakistan ein mehrheitlich islamisches Land ist, folgen die religiösen Feiertage dem islamischen Mondkalender. Sie verschieben sich daher im Vergleich zum gregorianischen Kalender jedes Jahr um etwa elf Tage zurück.
| Datum               | Deutscher Name           | Lokaler Name                        | Bemerkungen |
| ------------------- | ------------------------ | ----------------------------------- | --- |
| 10. Dhū l-Hiddscha  | Opferfest                | عید الاضحٰی Eid-ul-Adha              | Feier zum Ende des Haddsch. In Erinnerung an die Geschichte Abrahams wird ein Opfertier (Schaf, Ziegenbock, Kamel, Stier etc.) geschlachtet. |
| 1. Schawwal         | Fest des Fastenbrechens  | عيد الفطر Eid-ul-Fitr               | Feier zum Ende des Ramadan. |
| 12. Rabīʿ al-awwal  | Geburtstag des Propheten | عيد ميلاد النبی Eid-e-Milad-un-Nabi | Geburtstag des islamischen Propheten Mohammed.                                                                                               |
| 9. und 10. Muharram | Aschura                  | عاشوراء Ashura                      | Gedenken an den Martyrer-Tod von Imam Hussain.                                                                                               |